# Список мультфильмов «Том и Джерри»
«Том и Джерри» (англ. Tom and Jerry) — серия мультфильмов, созданная американскими аниматорами Уильямом Ханной и Джозефом Барберой в 1940 году.
В центре мультфильмов — соперничество между главными героями — котом по кличке Том и мышонком по кличке Джерри.
В 2020-м персонажи самой долгоиграющей мультипликационной вселенной отпразднуют 80-летний юбилей. Ведь первый эпизод о бесконечных погонях домашнего мурлыки за сообразительным грызуном, вышел в 1940-м году. «Том и Джерри» — это цикл короткометражек, фильмы для большого экрана и шоу-спин-оффы. По состоянию на 2023 год, всего было выпущено 175 короткометражных мультфильма, 16 полнометражных мультфильмов, 7 мультсериалов и один фильм.
Франшиза «Том и Джерри» — одна из самых известных и любимых анимационных серий в истории, начавшаяся в 1940 году и продолжающая оставаться популярной до сегодняшнего дня. Созданная Уильямом Ханной и Джозефом Барберой, эта франшиза включает в себя более 160 короткометражек, несколько полнометражных фильмов, телевизионных сериалов и даже видеоигр. Истории о нескончаемой погоне хитроумного кота Тома за ловким мышонком Джерри привлекают зрителей всех возрастов благодаря своему уникальному юмору, великолепной анимации и вневременным урокам о дружбе и находчивости. Погрузитесь в мир «Том и Джерри», где каждый эпизод полон веселых приключений и увлекательных сюжетных поворотов.
В дебюте 10 февраля 1940-го заглавных героев звали по-другому: преследователем-охотником был Джаспер, убегающей добычей — Джинкс. «Кот получает пинка» вошел в историю кинематографии как «первая ласточка» серии, выдвинутая на получение «Оскара». Тогда награда ушла другой работе. Последовали многочисленные номинации, семь из которых привели к победе. Первопроходцем стала десятиминутная «военная драма» «Мышонок янки» 1943 года.
«Отцы» персонажей Уильям Денби Ханна и Джозеф Барбера предложили концепцию забавных сатирических «догонялок» в конце тридцатых. Идея не впечатлила боссов студии «MGM». Но после успеха первой короткометражки все изменилось. «Эра» Ханны/Барберы длилась до августа 1958-го, дуэтом было выпущено 114 мультиков. Авторы писали сценарии, режиссировали, продюсировали. И даже порой говорили за героев — по примеру Уолта Диснея.
Позже многократных лауреатов премии Киноакадемии привлекали к созданию новых выпусков. Приглашали на озвучку и использовали наиболее запомнившиеся моменты «гонок» в свежих лентах. 13 частей мультипликационной саги были сняты в Чехословакии, потом неразлучная парочка антагонистов (и одновременно — друзей) вернулась на родину.
В период с 1963-го по 1967-й вышли еще 34 мультфильма. Сценарии полностью перешли на рельсы «буффонады», диалогов не было, одни гэги. Изменился и внешний вид заглавных действующих лиц, правда, несильно. Зрители узнавали и по-прежнему любили неугомонных милах. В начале 2000-ных вышли два заключительных эпизода франшизы.
В львиной доле выпусков действие происходило в пригороде, в просторном и уютном поместье немолодой упитанной героини по имени «Мамочка-Два-Тапочка». Хозяйка не раз ругала и хвалила питомца, гоняла того метлой, но в кадре появилась только раз. В остальное время зрители видят персонажа на уровне глаз Тома.
Во дворе дома живет бульдог Спайк, то и дело втягивающийся в хаос, устраиваемый озорниками. В мультиках фигурируют уличные кошки во главе с тощим нахальным Бутчем, а также красотки-самки, в которых то и дело влюбляется Томас.
Джерри дружелюбен и находчив. За десятки лет существования он успел подружиться с канарейкой и слоном, львом и золотой рыбкой. «Усыновлял» щенка и утенка. Заступался за птенца дятла, а сам получал поддержку дворового пса.
В поздних сериях Том и Джерри перебрались в центр Нью-Йорка и с удовольствием носятся по пентхаусу, строительным лесам, шумным улицам и универсамам. Существует несколько сценариев, где владельцев мурлыки зовут Джейн и Джордж, или хозяин вовсе безымянен и строг (с ним питомец отправляется на рыбалку и на сафари в Найроби).
Есть веселый мушкетерский цикл, в котором персонажи обыгрывают роман Александра Дюма, а рядом с постоянными участниками проделок возникает малыш Нибблз, мышка с непомерным аппетитом.
Судьба заносила любимцев публики и на тропические курорты, и в космос, и в заснеженные Альпы — везде хватало приключений и веселья.
При кажущейся жестокости сюжетов (персонажи изощренно бьют и увечат один другого) в следующем мультике оба живы — даже, если взорвались при помощи ручной гранаты. Эти «салочки» — просто игра, позволяющая приятелям весело провести время. Вот почему мышь ревнует друга к очередным пассиям и перетягивает одеяло на себя. Иногда парочка действовала сообща или заключала перемирие.

## 1940—1958: Мультфильмы Ханны-Барберы/MGM
Нижеперечисленные 114 короткометражных мультфильмов были созданы американскими аниматорами Уильямом Ханной и Джозефом Барберой в мультипликационной студии Metro-Goldwyn-Mayer.

### 1940
| №   | Название                                | Дата       | Примечания |
| --- | --------------------------------------- | ---------- | --- |
| 001 | Puss Gets the Boot За что наказали кота | 10 февраля | Первый мультфильм цикла, номинированный на премию «Оскар» в категории «Лучший анимационный короткометражный фильм». Тома и Джерри зовут Джаспер и Джинкс. Первое появление Мамочки-Две-Тапочки. Кот по имени Джаспер (в следующих эпизодах — Том) с большим удовольствием мучает мышонка по имени Джинкс (в следующих эпизодах — Джерри), пытающегося убежать от Джаспера, в то время как тот продолжает держать мышонка за хвост, чтобы тот никуда не убежал. Мышонок всё же освобождается, но чуть не попадает в рот Джаспера, и убегает. Потом Джаспер рисует чернилами мышиную нору на стене и ставит знак «ДОМ, ЛЮБИМЫЙ ДОМ», чтобы надуть мышонка, входящего в неё. Мышонок бьётся о нарисованную норку, пока не теряет сознание. Джаспер оживляет его, используя воду из аквариума с рыбками, и подбирает его. Медленно осознав ситуацию, мышонок тыкает кулаком Джасперу в глаз; тот, зашипев от боли, упускает мышонка. Рассерженный кот гонится за мышонком и случайно врезается в греческую колонну, разбивая её вместе с цветочным горшком, стоявшим на ней. Мамочка-Два-Тапочка входит в комнату и ругает Джаспера за разбитую колонну и предупреждает, что если Джаспер ещё что-нибудь разобьёт, то она выгонит его из дома. Кот скулит, а Джинкс посмеивается над ним, призывая его снова погнаться за ним. Вдруг Джаспер видит, как Джинкс свешивает бокал над краем стола и отступает, опасаясь попасть в беду при виде яростной Мамочки, уходящей с остатками разбитого цветочного горшка. Джинкс кладёт бокал обратно на стол, и Джаспер мчится к нему. Но мышонок сдерживает Джаспера, угрожая снова бросить бокал. Затем Джинкс бросает бокал, и Джаспер мчится, чтобы поймать его. Джинкс бросает ещё посуду, и Джаспер ловит её. Пока Джинкс готовит последний бокал, Джаспер раскладывает на полу кучу подушек. Джинкс снова пытается унизить Джаспера, сбрасывая бокал, но тот остаётся нетронутым, приземлившись на постеленные подушки. Джинкс пытается убежать, но Джаспер ловит его за хвост. Джинкс молится о спасении: «Спаси душу господу врачу. Если я умру, возьмёт, возьмёт её к себе. Аминь.» («Now I lay me down to sleep. I pray the Lord my soul to keep. If I should die before I wake, I hope and hope my soul He’ll take. Amen.») Джаспер непреднамеренно бросает Джинкса на полку, где мышонок убегает и начинает сбрасывать на кота тарелки, которые тот успешно ловит. Уставая от неустойчивого груза из пойманных тарелок, Джаспер боязливо наблюдает за Джинксом, удачно сбрасывающим последнюю тарелку на пол. Мамочка снова направляется в комнату, собираясь выгнать кота. Джинкс успевает поплавать в молоке из миски Джаспера, использовать его хвост как полотенце и, наконец, пинает кота под зад. Джаспер сотрясается и роняет все тарелки, а разгневанная Мамочка выгоняет Джаспера из дома, закрыв дверь. Джинкс машет вслед коту, показывает язык, ставит знак «ДОМ, ЛЮБИМЫЙ ДОМ» перед своей норой и входит в неё. |

### 1941
| №   | Название                                         | Дата      | Примечания |
| --- | ------------------------------------------------ | --------- | --- |
| 002 | The Midnight Snack Поздний ужин                  | 19 июля   | Первый мультфильм, где коту и мыши дали настоящие имена «Том и Джерри». Джерри решает пополнить свои запасы из холодильника, неся их на себе, но в самый ответственный момент чуть не поскальзывается на сельдерее-мосте. Том появляется на экране и начинает незаметно нагружать Джерри посудой. Джерри постепенно теряет силы и в конце выходки Тома роняет весь груз. Том прищемляет хвост Джерри утюгом и начинает объедаться пищей из холодильника. Джерри пытается убежать, но Том его останавливает запахом сыра. Том чуть не съедает кусок, но запах сыра Тому отвратителен, и кот брезгливо швыряет сыр прочь, разбив стеклянный шкаф с посудой. Мамочка-Два Тапочка слышит и спускается. Том засовывает Джерри в холодильник и прячется. Мамочка обнаруживает мышонка и с криком вскакивает на табуретку, комично перебирая слои нижнего белья, Мамочка зовёт Тома, который появляется и преследует Джерри. В разгар погони Мамочка убегает из комнаты, говоря, что «даме здесь не место». Том пытается поймать Джерри, но в итоге получает крышкой мусорного бака по морде. Джерри бежит от Тома на гладильную доску, где Том по нечаянности прищемляет свой хвост. Джерри этим пользуется и втыкает вилку в пятую точку Тома. Кот с оглушительным грохотом бьёт посуду и влетает в холодильник. Мамочка вновь входит в комнату, полагая, что Том поймал Джерри и избавился от него. Затем она открывает дверь холодильника, чтобы достать Тому миску сливок, но находит Тома в холодильнике, покрытого едой. Разъярённая Мамочка наказывает его и вышвыривает его из дома. Джерри с триумфом ест кусок сыра. |
| 003 | The Night Before Christmas Ночь перед Рождеством | 6 декабря | Номинант на премию «Оскар» в категории «Лучший анимационный короткометражный фильм». Первая серия, где Том и Джерри приходят к примирению. Мышонок Джерри хочет достать сыр из мышеловки, но не рискует, и отправляется изучать рождественскую ёлку, и разные рождественские подарки. Сначала мышонок корчит рожицу перед елочным шариком, облизывает карамельную трость, И встречает куклу-девочку, которая падает вниз и кричит «Мама!», затем натолкнувшись на другую игрушку плюшевого льва, Джерри, воображая, что он — дрессировщик, засовывает свою голову в рот к игрушечному зверю, затем начинает прыгать на его животе. Попрыгав на нём Джерри, вовремя понимает что лев, пищит при давлении на него. Джерри так увлёкся прыжками на животе, что не заметил, как внезапно он приземлился, на другую мягкую игрушку — на самом деле это спящий кот Том. Джерри продолжает весело прыгать, разбудив его. Разбуженный Том злобно мяукает, шипит, затем пытается, схватить мышонка, но Джерри успевает заклеить стикером бумажку с наклейкой «Не открывать до Рождества!» рот Тому. Попутно Джерри стреляет в кота из игрушечной пушки и прячется в электрической ёлочной гирлянде — стоит в пустом патроне вместо лампочки и светится, застыв. Ничего не подозревающий Том хватает Джерри, и получает удар током, мышонок же не пострадал. Джерри прячется в группе игрушечных солдат, потом Джерри уезжает от Тома на весёлом обычном игрушечном поезде, где возле железнодорожного переезда, перед Томом проезжает синий паровоз с несколькими оранжевыми вагонами и Джерри смеётся над ним, но не замечая верхнюю кромку тоннеля и ударяясь об неё, падает с поезда. После этого Том бежит за мышонком, который взял одну боксёрскую перчатку, и несколько раз ударил кота, а после этого Том берёт боксёрскую перчатку и бежит за Джерри. Во время погони, Том видит закрытую коробку и открывает её, и оказывается что внутри неё была боксёрская перчатка которая снова ударила Тома, Мышонок хихикает, но Кот замечает его и снова начинается погоня. Джерри берет листок омелы и предлагает Тому поцеловаться — по рождественскому обычаю. Когда смущённый кот целует Джерри и поворачивается к нему спиной, тот пинает его под зад. Джерри, не подумав, убегает от разъярённого кота через «почтовую щель» в двери, и выскакивает из дома наружу, прямиком на мороз и лепит снежок, и бросает в Тома через почтовую щель. Рассерженный кот баррикадирует почтовую щель, и ложится спать, но не может уснуть под звучащие церковные песни, из-за своего чувства стыда. Когда церковная песня заканчивается, Тома мучает совесть, и он открывает дверь, под веселую музыку спасая замёрзшего Джерри, уже похожего на ледянное мороженое, и размораживает его над пламенем камина. Когда Джерри приходит в себя, Том дарит ему на Рождество карамельную трость. Джерри благодарит его под весёлую музыку, и при помощи карамельной трости он прерывает питье кота, и извлекает мышеловку из блюдца с молоком Тома, возвращая должок за спасение. Тот улыбается мышонку в ответ, а затем Джерри убегает к своей норке и достаёт из мышеловки сыр всё той же карамельной тростью, используя как крюк. Вместо того, чтобы поймать Джерри, мышеловка медленно, как на клавикорде, играет Jingle Bells, а Джерри восхищенно улыбается «музыкальной мышеловке, напоминающей музыкальную шкатулку» — на такой счастливой ноте мультфильм заканчивается. |

### 1942
| №   | Название                                    | Дата       | Примечания |
| --- | ------------------------------------------- | ---------- | --- |
| 004 | Fraidy Cat Кот-трусишка                     | 17 января  | Первая серия, где и Том и Джерри проигрывают. А также первая серия, где Том разговаривает. Ночью в доме Том слушает на радиоприёмнике шоу страшилок «Колдовской час» (радио озвучивала Марта Уэнтуорт). Во время рассказа Том неоднократно пугается, и в конце концов убегает от приёмника и прячется в вазе. Джерри наблюдает происходящее и решает испугать Тома. Том пугается крутящейся шторы, и от страха вскакивает на обогреватель. Джерри увеличивает давление пара, струей которого запускает кота в воздух. Том выпрыгивает из струи и прячется в шкафу. Тем временем Джерри прячется за ночной рубашкой Мамочки-Два Тапочка, надетой на пылесос, и включает прибор. Увидев получившегося «призрака» Том внезапно теряет сознание. Когда кот приходит в себя, Джерри включает втягивание, и Тома едва не засасывает в пылесос. Том в панике хватается за телефон, через который его требуют «повесить трубку», а потом за перила лестницы. В это время его девять жизней выскакивают одна за другой. Девятая кусает Тома за хвост и кот с криком отпускает перила и продолжает убегать от «призрака», но врезается в стену и жизни снова входят в Тома. Том видит, что напугавший его «призрак» — не кто иной, как Джерри. Мышонок продолжает раздувать и сдувать с помощью пылесоса ночную рубашку, но замечает Тома рядом с собой. Джерри убегает от кота на рояль и пытается опять напугать его в ночной рубашке, но Том стягивает её с мышонка и продолжает погоню. Мышонок спрыгивает с рояля и отбивает преследующего его Тома фурнитурой. Мамочка-Два Тапочка просыпается от суматохи и, думая, что в доме — вор, вооружается скалкой. Том видит хозяйку в ночной рубашке. Думая, что это опять Джерри-призрак, Том набрасывается на хозяйку, кусая её сзади. Мамочка-Два Тапочка наказывает Тома. Джерри, спрятавшийся от Тома в банке с мукой, вылезает весь белый. Видя своё искажённое, растянутое отражение в вазе, он пугается самого себя и убегает в свою норку, а затем высовывает голову, не понимая в чём было дело. На этой ноте эпизод заканчивается. |
| 005 | Dog Trouble Пёс — нам не товарищ            | 18 апреля  | Джерри бежит по скатерти, но с места не сдвигается. Пока Джерри бежит, Том тянет ткань, как беговую дорожку. Том достигает конца ткани, и Джерри перебегает на другую сторону стола, когда Том преследует. Джерри пытается остановиться в конце стола, но открытый рот Тома поджидает! Хотя он не может остановиться, Джерри использует один из усов кошки, чтобы отбросить себя обратно, а затем убегает в свою норку. Затем Том стучит в стену, чтобы Джерри вышел, и затем уходит за угол, ждать в засаде. Джерри пробирается на цыпочках через электрическую розетку по другую сторону стены. Он видит мышеловку и толкает её, чтобы Том прищемил об неё свой хвост. Когда прыгающий хвост кота неоднократно промахивается, Джерри просто делает свою работу сам, а затем бежит прочь, когда Том визжит в агонии, держа пульсирующий хвост. Джерри пытается выбежать за дверь, но он натыкается прямо на большого спящего бульдога (Спайк) и почти бьет его. Погоня Тома запускает его в собаку, заставляя их обоих поцеловаться. Спайк просыпается в злости от этого возмущения и кот убегает, находя убежище на лампе. Джерри получает должное, а когда Спайк слышит его смех над несчастьем Тома и начинает преследовать мышь вместо этого. Джерри убегает, взбираясь на часы с кукушкой, но случайно активирует его, заставляя птицу выскочить с Джерри, висящим на нем, в его попытке дать Спайку несколько неудачных шансов укусить его. В восторге Том спускается с лампы, но бдительный бульдог заставляет его подняться обратно. То же самое происходит и с Джерри, и на этот раз, когда кукушка выскакивает с Джерри на борту, Спайку удается уничтожить кукушку, но мышонок увернулся. Тем не менее, Джерри борется в воздухе, чтобы держаться за свою жизнь. Том снова пытается тихонько улизнуть и преуспевает, пока пол не скрипит, заставляя Спайка снова погнаться за котом. За кадром слышны звуки ужасающей драки, и подавленный мышонок решает помочь своему сопернику в борьбе с большей опасностью. Кот прыгает на стол, когда Спайк пытается укусить его, и Джерри свистит тому, чтобы присоединиться к нему на вершине часов, где безопасно. Чтобы избежать следующего укуса, Том прыгает до самых часов, но его хватка неустойчива, и усы Тома начинают щелкать под напряжением. Когда он начинает падать, кот нащупывает в воздухе безопасное место, и Том в благодарность протягивает Джерри руку. Когда Джерри теряет равновесие, пытаясь пожать коту руку, Том возвращает должок и спасает его, опустив хвост, чтобы вытащить его изо рта Спайка, и теперь, когда этот союз был полностью скреплён, они пожимают друг другу руки. Когда Спайк продолжает угрожающе рычать на них, Том и Джерри приходят к выводу, что у них нет выбора, кроме как дать отпор своему новому врагу. Новые союзники потворствуют вместе; Джерри пробирается через потолок, спускается по занавеске и попадает в корзину для шитья. Он привязывает кусочек длинной нити к своему телу и начинает пробираться через дом. В качестве прикрытия плана Джерри, Том насмехается над Спайком и протягивает ему хвост, постоянно подтягивая его каждый раз, когда Спайк пытается укусить его. Между тем, мышонок соткал всю пряжу через дом как ловушку для Спайка. Джерри подкрадывается сзади Спайка, подтягивается сзади и пинает его сзади, заставляя Спайка визжать от боли. Когда Спайк приземляется, Джерри высовывает язык и бросает губы Спайка на его лицо, провоцируя Спайка преследовать его. Затем Джерри прячется за углом и Спайк попадает в ловушку, полностью разрушая комнату. Это заставляет Мамочку-Два Тапочка появиться и вышвырнуть Спайка Том и Джерри машут псу на прощание, и Том расслабляется. Хвост Тома попадает в другую мышеловку, и, несмотря на скорбное отрицание Джерри, погоня возобновляется. |
| 006 | Puss n’ Toots Гости не должны скучать       | 30 мая     | Первая серия, где Том влюбляется. Первое появление Тутс. Том смотрит, как Джерри бегает внутри пустого аквариума, пытаясь выбраться, и каждый раз сталкивает его обратно. Внезапно в дверь звонят, и Том прячет Джерри в каталожный ящик с буквой «М». Мамочка-Два Тапочка подходит к двери, и после разговора с тетей Элизабет выясняется, что она временно приютила в доме кошечку по имени Тутс. Том влюбляется в неё, и наводит на себя красоту. Тутс ему улыбается во время его грациозной походки. Том предлагает ей рыбку из аквариума, а затем канарейку из клетки, но киска не хочет ни того ни другого. Том выпускает Джерри из ящика с картотекой, и тот пытается убежать, но Том и его ловит. Том подсаживается к Тутс и вытворяет с Джерри фокусы, но Джерри мстит Тому, воткнув ему в зад иглу. Мышонок бежит от Тома к телефону, по которому пытается позвать на помощь и опять убегает. Джерри добегает до проигрывателя и прыгает на него. Том прыгает за мышонком и приземляется на кучу дисков. Кот нажимает кнопку смены дисков, забыв, что сидит на них. После этого Том при помощи автоматической ручки, меняющей диски, попадает вместе с выбранным диском на круг проигрывания и начинает «играться мелодия». Джерри нажимает на кнопки, меняя диски. Пиная кота под зад и танцуя под звучащую музыку, Джерри увлекается и случайно нажимает «Стоп», выключая проигрыватель. Том прыгает на Джерри, но последний успевает снова включить проигрыватель. Вновь увлёкшись музыкой, мышонок нажимает все кнопки подряд, заставляя проигрыватель «сойти с ума» и избить Тома дисками. В конце концов проигрыватель разрушается, и Том падает в его обломки. Мышонку Джерри тоже понравилась Тутс. Он, как и Том, тоже наводит на себя красоту, подходит к ошарашенной Тутс, целует её, и гордо удаляется в свою норку. |
| 007 | The Bowling Alley Cat Давай сыграем в кегли | 18 июля    | Первая серия на спортивную тему. События происходят в зале для игры в боулинг. Джерри идет к дорожке и начинает на ней скользить, как на катке. Неожиданно на дорожке появляется Том. Он гоняется за Джерри и в итоге падает на пол. Джерри при помощи хвоста Тома бросает кота в кучу мусора. Том высовывается из кучи со взрывом вулкана. Джерри убегает от кота к кеглям и сам себе устраивает ловушку. Том кидает в него шаром, размахивая им, как ядром на Олимпийских играх. Перед тем, как мяч врезается в кегли, Джерри залезает на 1-ю кеглю и уклоняется от удара, отпрыгивая от точки удара на кегле. Том бросает мяч опять и сбивает левые кегли. С третьей попытки нижнюю часть кегли Джерри сбивает. Четвёртым броском Том сбивает середину. Остаются только две кегли, образующие сплит, и Джерри прячется за последней. Том кидает шар в сторону 10-й, но шар в последнюю секунду резко поворачивает влево и сбивает 7-ю. Том бросает шар ещё раз, но Джерри отбивает его кеглей, как битой. Том бежит назад, пытаясь поймать его. У входа в бильярдную, мяч врезается в Тома и кот проламывает пол. Встав из дыры, Том обнаруживает, что шар занял у него ещё одну голову. Том бежит за Джерри, закрепившемся на новых кеглях. Джерри спрыгивает с кегель, Том в них врезается. Автомат с отверстиями для расставления новых кегель превращает Тома в кеглю вместе с остальными. Том освобождается от этой формы и продолжает погоню. Кот толкает ряд шаров на горке, и они, как поезд, гонятся за бегущем на их пути Джерри. Джерри убегает от «поезда» и направляет его на Тома. Том получает шарами по голове и подбегает к шарам на платформе за Джерри, который прячется в одном из них. Однако, засовывая палец в дыры шара, Том случайно достаёт Джерри, укусившего его, издавая рычащие звуки. Тогда, когда Джерри обратно упал в шар, отплёвываясь от пальца Тома, Том дует в них по очереди, чтобы Джерри вылетел из дыры. Джерри выскакивает, но Тому недолго удаётся его схватить, так как шар свалился ему на ногу. Далее, когда он догнал Джерри, тот попросту сам прыгнул ему на ногу, и Том опять слегка кричит от боли, потерпев неудачу, Том обвязывает шар узлом, чтобы Джерри из него не вылез. Джерри успевает выскочить из дыры и залезает в другой шар, попутно привязав хвост кота к шару. Том ищет Джерри, и тот стоит рядом с ним. Том понимает, что к чему, и яростно продолжает погоню за мышонком, но хвост ему мешает, цепляясь шаром за препятствия. В конце концов, шар цепляется за металлические балки под скамьей, под которую бежит Джерри. Том проскальзывает под скамью, но шар с хвостом остается. Кот изо всех сил бежит за мышью, и шар разрывает скамью и отталкивает Тома с такой силой, что тот сбил все кегли, пробил стену и вылетел на улицу прямо в мусорный бак. Джерри записывает счёт в табло и отмечает все пункты, отметив в последнем пункте страйк, как будто он сыграл идеальную игру. |
| 008 | Fine Feathered Friend Пернатая заступница   | 10 октября | Первое появление куриной семьи. А также первая серия, где у Джерри появляется защитник. Камера показывает нам амбар. Джерри пробует извлечь сыр из мышеловки, однако попадается в неё. Том выходит из-за убежища, и начинается погоня за Джерри, который поймал хвост в мышеловку. Неожиданно, Джерри останавливает Тома, вытаскивает хвост из мышеловки, даёт Тому сыр и скрывается за углом. Вбежавший за угол Том едва не попадается на ножницы, которыми Джерри старался его напугать. Джерри продолжает убегать от кота и ныряет под сидящую на гнезде с яйцами курицу. Том подсовывает руку под курицу, пытаясь извлечь Джерри. Разбуженная курица видит Тома и выгоняет его из сарая. Курица вновь садится на гнездо вместе с Джерри. Джерри съедает сыр и бежит к выходу из амбара, однако там его ожидает Том. Джерри снова ныряет под курицу, и дальше действие идёт по аналогии с первым разом, когда Том пытался извлечь мышь. Джерри обмахивается одним из перьев курицы, как веером, так как под курицей весьма жарко. Пока Том возвращается, чтоб отловить Джерри, в ходе попытки он наступает на миску с кормом. Проснувшаяся курица оглядывается назад и видит переодетого под доярку Тома. Курица пожимает плечами и снова ложится спать. Через некоторое время Том снова пробует извлечь Джерри из-под курицы, однако случайно берет одно из её яиц, и курица снова прогоняет кота. После этого курица, перед высиживанием, собирает свои яйца как бильярдные шары с помощью треугольника. Том кладёт мышеловку под курицу, однако Джерри ставит её под хвост кота. Том слышит звук мышеловки, глядит, кого же он поймал, понимает, что это его хвост и кричит от боли. После этого Том прячется в маслобойке, подходит к курице и исподтишка колет её в зад вилкой, и пока та взмывает в воздух, выпуская крик боли, кот разыскивает Джерри, разбирая яйца. На 3-й раз курица снимает с Тома маслобойку, пока тот ведет подготовку к удару, и имитирует крик. Пока Том думает, что курица взмыла, та втыкает в Тома вилку, садится на кота, и едет на нём, как на лошади. Вдруг находится, что вылупились птенцы. Курица отпускает Тома и отправляется с детьми на прогулку. Джерри маскируется под цыплёнка и пробует слиться с другими, однако 1 из цыплят принимает хвост Джерри за червя, но мышонок ловко освобождается. Том смотрит через дырку на ряд цыплят, и (почти) немедленно понимает, что посреди них Джерри. Мышь этим пользуется и бьет Тома в зад. Том всё понимает и становится у дыры в амбаре. Кот ловит одного из прохожих, думая, что поймал мышонка, убегает далеко от амбара, открывает руку и обнаруживает, что это цыпленок. Тот кличет маму, приходит курица и надевает на Тома ведро. Джерри идёт вместе с другими цыплятами. Они пересекаются со стаей уток и Джерри идет за утками. Забывшись, мышонок входит вместе с утятами в воду и чуть не тонет. В скором времени ему приходится снова убегать от Тома. Трюк с ножницами снова не срабатывает, затем Том берет ножницы и пробует разрезать Джерри на бегу. Том увлекается и случайно отрезает все перья на хвосте у курицы, которая, ничего не подозревая, пьет воду. Курица в дикой ярости выхватывает у кота ножницы и обрезает его шерсть. В скором времени нам показывают, что обмотанный бинтами Том сторожит сарай, в коем отдыхает курица с цыплятами и мышонком — тот как раз достает табличку «Не беспокоить!» (в другой версии он просто машет ему рукой). В ожидании, пока перья на хвосте снова отрастут, курица приспособила себе вместо хвоста веник, чтоб не ходить с голым задом. |

### 1943
| №   | Название                                      | Дата       | Примечания |
| --- | --------------------------------------------- | ---------- | --- |
| 009 | Sufferin’ Cats! Страдающие коты!              | 16 января  | Джерри убегает от Тома, но он, тянет его к себе удочкой. Недовольный Джерри скользит по полу, и когда его волочёт мимо мешка с этикеткой «Вяленое мясо» (англ. Jerked Beef), он отдирает кусок этикетки. Вместо Джерри, Том видит на леске кусок бумаги с надписью «Тупица» (англ. Jerk). Джерри убегает через окно, но врезается в уличного кота Митхеда, прыгает к нему, и проявляет к нему симпатию. Митхеду приятно. Тома всё это раздражает, и он, взъерошив шерсть, шипит на Митхеда. Однако, Митхед оказался сильнее и Том отступает. Митхед делает из Джерри сэндвич с перцем, но Джерри от чиха вылетает из хлеба. Джерри бежит к Тому, прыгает к нему, и теперь он с ним. Митхед отбирает Джерри у Тома, закрывает Джерри в консервной банке и начинается битва котов, которая затем переросла в противостояние. Джерри пытается остановить котов: нанося им удары по голове трубой, притворившись дедушкой, связав их хвосты, рассыпав на их пути кнопки. Наконец коты ловят Джерри, и хотят его разделить пополам топором (а Джерри упускает возможность этого избежать, так как Том хотел проверить подходит ли топор для резки, а он «для последнего желания» проверил топор одним из кошачьих усов Митхеда)… И вдруг появляется злая сторона души Тома и говорит, чтобы он не делился с Митхедом, а всадил топор ему в голову (никто, кроме Тома, этого не слышит). Том пытается убить Митхеда топором; сначала ему стало страшно, но всё-таки Том набирается смелости, замахивается топором уже без лезвия (оно успело сползти с топорища), и бьёт Митхеда, отчего у него вырастает шишка. Злой Митхед гонится за Томом избивая его топорищем. Джерри в это время убегает, и заметившие это коты на время забывают о вражде и пускаются за ним, но врезаются в калитку и застревают в ней головами, а их зады свисают по другую сторону. Джерри приходит с широкой улыбкой, неся очень толстую деревянную доску подойдя к спинам кошек, лупит их по задницам. До начала кары Митхеда и Тома, они посмотрели на табличку с надписью «Всю почту доставляйте через задние двери». |
| 010 | The Lonesome Mouse Когда мышонку стало скучно | 22 мая     | Фильм снимали в годы Второй мировой войны. Присутствует сцена, в которой Джерри плюёт на испорченный портрет Тома (к его лицу мышонок нарисовал волосы и усы Гитлера). Том спит у камина, но Джерри роняет вазу ему на голову, подставляя Тома и заставляя Мамочку-Два Тапочка выбросить Тома из дома. Джерри дразнит Тома изнутри, но быстро чувствует себя одиноким без кота. Джерри заключает сделку с Томом, чтобы вернуть его в дом, щелкнув носком Мамочки, прежде чем встряхнуть её на стуле. Затем Джерри отрезает ногу со стула, и Мамочка падает с большим треском, призывая Тома спасти ее. Том и Джерри играют в ладушки за занавеской, имитируя звуки боя, прежде чем Джерри включает плиту, на которой прячется Мамочка. Том вырывает ножку из приготовленной курицы и делится ею с Джерри за стеной (как будто он уже «обработан ударами»). Затем Том загоняет Джерри в шкаф, где тот трепет кота, а потом они вместе барабанят на сковородках и кастрюлях. Затем они выходят из шкафа, устраивая бой с ножом и вилкой как импровизированными мечами, и несколько раз тыкают Мамочку. Затем Том хватает мясорубку и разрезает ножку стола, занавеску, стол пополам и яблоко на голове Джерри пополам. Джерри замечает, что в этот раз он был на волоске от гибели, и пока Том гоняется за ним, он спрашивает: «Эй, мы все еще шутим, не так ли?», Том уверяет его, что это так, а затем преследует Джерри вокруг Мамочки, которая трижды неуклюже бьет кота метлой, целясь в мышь, прежде чем Том разламывает ее пополам (это чтобы Мамочка назубок знала, что надо внимательно смотреть куда бить). Джерри затем бежит под ковер, преследуемый Мамочкой, прежде чем он убегает, и Том ставит помидор на его место. Мамочка-Два Тапочка бьет помидор, Том плачет, кладя цветы (он же ее одурачил). Том получает награду — лимонный пирог. Джерри начинает есть его, но Том отказывается поделиться им с ним, заставляя Джерри пнуть эгоистичного Тома лицом в пирог. Джерри разочарован и обижен. |
| 011 | The Yankee Doodle Mouse Мышонок-стратег       | 26 июня    | Первый мультфильм цикла, получивший премию «Оскар» в категории «Лучший анимационный короткометражный фильм»:32. Том преследует Джерри через подвал, но мышонок успешно ныряет в свою мышиную нору (с надписью «Котоубежище»). Том заглядывает в дыру, и Джерри запускает ему в лицо помидор из мышеловки. Затем Джерри взбирается на стену и хватает горсть яиц из коробки с надписью «Куриные гранаты». Когда Том вытирает помидор со своего лица, он быстро покрывается яйцом, с одним ударом в глаз, оставляя эффект того, что он носит монокль (а роль верёвочки играет свисающий желток). Джерри отстреливает пробки от ящика из-под шампанского, словно артиллерийские орудия, сбивая кота в ванну с водой, и только ковшик удерживает его на плаву, словно корабль. Мышонок быстро запускает кирпич из лопаточки и снаряд пробивает в ковшике дыру насквозь и Том тонет. Отображается первое военное коммюнике «Штаб-квартиры сырного дивизиона» с надписью «Котов топим на месте! Подпись: лейтенант Джерри Маус». Том приближается к мышиной норе Джерри с молотком в руке, в то время как Джерри использует трубу в качестве импровизированного перископа для наблюдения (внутри норы на бумажках написано: «Эта крыса может выдать тебя коту» и «Закрывай за собой ловушки»); заметив эту ловушку, он вместо этого открывает шкаф с гладильной доской, и доска обрушивается на голову Тома. Мышонок бросается вниз по доске на джипе, сделанном из терки для сыра, прикрепленной к роликовому коньку, разрывая шерсть Тома, когда он проносится мимо, после чего джип врезается в стену, роняя мешок с мукой вниз. Быстро адаптируясь к ситуации, Джерри хватает мешок и расстилает самодельную дымовую завесу из муки, которая блокирует зрение Тома, но не Джерри, поскольку облако муки не достаёт до пола. Он несколько раз шлепает почти слепого Тома по заду доской, но в конце концов Том падает на землю лицом к мышонку; он шлепает Тома в четвертый раз и убегает, прежде чем кот может что-либо сделать. Позже, Том, теперь носящий чашу в качестве шлема, бросает динамитную шашку в сторону Джерри, который немедленно бросает ее обратно Тому; это продолжается до тех пор, пока Джерри не заберет ее у Тома, провоцируя кота украсть ее обратно, и этот новый цикл продолжается до тех пор, пока Джерри не покинет Тома, торжествующе держащего взрывающуюся шашку. Джерри прыгает в чайник, чтобы избежать гнева кота, но Том видит его и бросает в чайник еще одну петарду; Джерри паникует, но кислород закончился, и мышь убегает через носик без взрыва. Озадаченный кот открывает крышку чайника и засовывает туда всю голову как раз в тот момент, когда взрывается петарда, отчего черное лицо Тома становится похожим на цветок. Продолжая свои попытки взорвать мышонка, Том запускает бумажный самолетик с петардой, спрятанной сверху, но Джерри сдувает ее обратно под Томом, который едва замечает петарду, прежде чем она взрывается, снова коптя лицо (тут спародированы шары-бомбы Фу-Го, которые Япония напускала на США). Затем Джерри сажает огромную динамитную шашку позади Тома; кот видит это и кричит в ужасе, пока хлопушка не распадается на последовательно меньшие палочки, напоминающие матрешки, заканчивающиеся крошечной копией оригинальной петарды. Том считает это безобидным, но мини-динамит взрывается очень мощно. Затем Джерри прыгает в самодельный самолет, сделанный из коробки из-под яиц, и сбрасывает на Тома несколько бомб-лампочек и запускает в него банан-торпеду, которые попадают ему в голову и лицо. Том хватает пусковую установку для фейерверков и умело сбивает теперь безоружный самолет Джерри, как из зенитного орудия. Джерри использует бюстгальтер в качестве парашюта, чтобы спрыгнуть с самолета, но Том снова сбивает его. Джерри бросается в свою мышиную нору, чтобы убежать, но Том засовывает в нее свою пушку и делает семь выстрелов. Огненные шары преследуют Джерри по всему подвалу, и в конце концов он ведет их в шланг, из которого он стреляет, как из пулемёта, обратно в бочку Тома, в которой он прячется. Бочка взрывается, оставляя Тома кататься на оставшихся её частях, как на велосипеде (тут спародированы так называемые самокатные подразделения Японии), который затем врезается в стену. Придя в себя, Том стреляет в Джерри из дротика с присоской, который попадает ему в хвост, когда он снова пытается нырнуть в свою мышиную нору. Том хватает мышонка, привязывает его к фейерверку-ракете и зажигает её; Джерри делает вид, что помогает связать себя, но Том не знает, что на самом деле он привязывает руки кота к ракете. Джерри выныривает из-за веревок, и озадаченный Том не понимает, что произошло, пока Джерри не машет ему рукой. Он тщетно пытается задуть предохранитель, но ракета взлетает высоко в небо и взрывается, образуя Звезды и полосы — национальный флаг США. Джерри гордо салютует флагу своей нации, и на экране появляется заключительное военное коммюнике, в котором говорится: «Присылайте больше котов! Подпись: лейтенант Джерри Маус». |
| 012 | Baby Puss Нелегко быть младенцем              | 25 декабря | Первое появление Бутча и Топси. Нэнси, альтернативная восьмилетняя хозяйка Тома, играет в дочки-матери и навязывает Тому роль малышки. Отчитывая кота за поведение, она даёт ему бутылочку с молоком и говорит, чтобы тот не смел покидать детскую кроватку, пока она ходит за новым платьем, в противном случае чего Том окажется зашлёпан. Нэнси уходит, и Том, поначалу недовольный, мало-помалу входит во вкус своей роли. Он пьёт молоко из соски в разных позах, корчит из себя младенца и трясёт погремушку. Джерри за этим удивлённо наблюдает, а потом залезает на шкаф и начинает пародировать Тома — корчить из себя младенца. Том приходит в ярость, и начинается типичная погоня. Джерри забегает в кукольный дом и ставит табличку «Закрыто на карантин». Том открывает окошко домика и видит, как Джерри в игрушечной ванне демонстративно трёт самому себе спинку. Джерри видит Тома, с визгом отбивается от кота щёткой и убегает в спальню домика. Джерри прыгает в постель, и вдруг из неё выскакивает кукла. Джерри надевает платье и парик той куклы и пытается выйти из домика, но наступает на подол платья и раскрывает себя — становится виден его мышиный хвост. Джерри убегает в дом, но Том, всё ещё намереваясь поймать Джерри пытается сорвать с дома крышу. Приходит Нэнси, через брань укладывает Тома в кроватку и говорит, что если он опять сбежит из кроватки, то она даст ему касторку. Нэнси снова уходит, и Том опять строит из себя малыша. Джерри зазывает в дом друзей Тома: Бутча, Митхеда и Топси. Они видят Тома и смеются над ним. Том злится, но кот Бутч возвращает Тома в кровать. Том не успевает расслабиться в своей колыбельке, как коты уже начинают издеваться над Томом: они выпивают его молоко, грубо раскачивают кроватку и бросают Тома в аквариум. Бутч устраивает «хирургическую операцию» по смене мокрого подгузника Тома. Коты пародируют хирургов, Топси использует молоток в качестве анестезии, Митхед играет роль помощника хирурга. После «операции» коты поют песню Кармен Миранды «Mamãe Eu Quero[англ.]» (с порт. — «Хочу к маме!»), используя Тома в качестве музыкального инструмента. Топси при этом даже пародирует знаменитую певицу, прославившуюся этой песней. Нэнси приходит в очередной раз, и тройка уличных котов в страхе убегает. Хозяйка сердится на Тома, даёт ему полную ложку касторки, и тот бежит к окну, где испытывает рвоту. Джерри смеётся над Томом, но опрокинутая бутылка касторки даёт струю, которую получает и Джерри. Теперь Джерри тоже бежит к окну, где его тоже рвёт. |

### 1944
| №   | Название                             | Дата       | Примечания |
| --- | ------------------------------------ | ---------- | --- |
| 013 | The Zoot Cat Кот-стиляга             | 26 февраля | Камера показывает нам валентинку: Дорогая Тутс, Розы красные, Фиалки голубые, Мыши вкусные, Но ты, малышка — великолепна. Твой поклонник. К валентинке привязана лента, а на ленту привязан Джерри, лежащий в коробке с подарком. Том готовится к свиданию: завивает усы, намазывается топлёным жиром (вместо геля для волос). Том прыскается одеколоном и даже прыскает им подмышки Джерри, после чего закрывает коробку с мышонком. Том гордо идет на свидание. Том стучит в дверь и звонит в звонок, кричит: «Эй, Тутс!», кладёт на коврик коробку с Джерри и прячется за колонной. Тутс удивленно выходит на порог и открывает коробку. Джерри говорит: «Как дела, крошка?» Том свистит, выскакивает из-за колонны и играет мелодию на укулеле (гавайской гитаре). После этого Том растягивает йо-йо, резинка которого образует слова «Привет, малышка!», танцует и кладёт букет цветов. Весь стиль и манеры Тома (закрученные усы, топлёный жир на волосах, дешёвый одеколон, валентинка, укулеле, йо-йо, деревенские танцы) — это образ «простого парня из глубинки». На последнем шаге танца Том наступает на шаткую доску и получает ею по лицу. Тутс сыта по горло этим зрелищем и говорит (Джерри кивает головой, соглашаясь со всем, что она говорит): Боже, какая банальность! Ты похож на клоуна, а какое безвкусие! Ты приятен, как сломанная рука! Ты — зануда, заросшая деревенщина! Короче говоря, ты меня не впечатляешь. Поэтому слиняй, паренёк! Исчезни, и вот твоя крыса, котяра! Тутс бросает коробку с Джерри. Джерри выскакивает из коробки и ставит туда незрелый початок кукурузы, чтобы ещё пуще унизить Тома-«деревенщину». Начинается погоня, которая заканчивается тем, что Том врезается в перила террасы дома. Том слышит голос, который говорит: «Боже, какая банальность! Сколько раз тебе говорили это?». Том глядит в окно и видит Тутс, сидящую на кресле и красящую ногти. Она слушает радио, которое продолжает говорить: Сколько девушек говорили: Нет, Гораций, я могу быть тебе лишь сестрой! Не теряй надежды, дружок. Всё в твоих руках! Подними голову и скажи: новый костюм! Появись перед ней в костюме и её сердце растает. Надень пиджак и ты не услышишь от неё, что у тебя узкие плечи. Костюм специально для тебя. Надень его и тебя ждёт победа. Смелей! Вперёд! Примерь свой новый костюм! Тому нравится эта идея. Он берет ножницы, абажур и оранжево-зелёный гамак и кроит себе из гамака костюм «зут», а из абажура изготавливает моднейшую широкополую шляпу. Через некоторое время в дверь Тутс раздаётся стук. Тутс открывает дверь, видит Тома в костюме «зут» и восхищённо говорит: «Джексон!» (что-то вроде «обалденный!»), на что Том отвечает: «Как жизнь, крошка?». Джерри, наблюдающий со стороны, не может поверить в то, что происходит (от шока у него округлились глаза). Том, рисуясь, зажигает сигару, и Тутс говорит: «Теперь ты настоящий модник! Идеальный поклонник!». Том показывает свой костюм, размеры, ширину костюма. В плечи пиджака, чтобы они оставались прямыми, он вставил вешалку-плечики. На жилетке у него вместо карманных часов пробка от ванны с цепочкой. Тутс восхищена и продолжает говорить: «Теперь твой воротничок подстать мне! Теперь другое дело, красавчик!». Она приглашает Тома в дом: «Давай свою руку, мой друг!». Том заходит в дом и отвечает: «Ну что же, всё в порядке, всё готово! Начнём?». Тутс говорит: «А теперь давай потанцуем. Ты согласен? Пойдём танцевать, милый. Вперёд!», и они начинают танцевать джайв. Джерри просит у кота разрешения потанцевать с Тутс, на что Том соглашается, не разобравшись поначалу в ситуации. Тутс танцует с мышонком с той же охотой, с какой танцевала с котом. Вскоре Том понимает, что его одурачили, и начинает погоню за Джерри. Джерри прижигает нос Тома сигаретой. Том с криком подскакивает до потолка, приземляется рядом с Тутс и продолжает с ней танцевать, как ни в чём не бывало. Джерри подставляет банановую кожуру под ногу Тома. Том поскальзывается, взлетает и приземляется на пианино. Том начинает играть партию для Тутс, которая лежит на пианино. Том говорит романтическим голосом: «Я люблю тебя… Когда я с тобой, я профи… я профи в джайве! Я в своей стихии, крошка». Тутс влюбляется в Тома по уши и говорит: «Теперь ты такой романтичный, Джексон.». Том подмигивает зрителям и говорит голосом популярного в то время мелодраматического актёра Шарля Буайе: «Ты зажгла огонь в моём сердце.» — Джерри тем временем сует спички между пальцев ног кота и поджигает их — «Не маленькую искру, а пламя. Большое, шумное пламя. Я его ощущаю. Оно горит, горит, горит…». Том делает паузу, нюхает воздух и говорит голосом комика Граучо Маркса: «Погодите! Действительно что-то горит! (в некоторых озвучках изменено на „Слушай, здесь кажется что-то горит!“)». Том понимает, что его ногу подожгли, и вскакивает с криком. Том начинает погоню за Джерри и в итоге намачивает костюм. Костюм кошмарно садится, болезненно стискивает тело кота, а потом с него соскакивает — сперва пиджак, потом штаны (остались лишь вешалка для одежды и веревка, которой вешалка была привязана к спине, чтобы не разоблачить стилягу). Костюм падает на Джерри, и тот в него облачается — теперь костюм и шляпа стали как раз «мышиного» размера. Гордый мышонок-стиляга уходит за штору. |
| 014 | The Million Dollar Cat Кот-миллионер | 6 мая      | Данный мультфильм не вошёл в сборник «Tom & Jerry Classic Collection». Также в этой серии Том впервые победил. Том использует Джерри в качестве живой мишени для игры в дартс. Джерри стоит на тумбе с привязанным к голове яблоком и дрожит от страха. Том кидает в него дротиками даже вслепую. Вдруг приходит телеграмма. Телеграмма гласит: Мадам, по завещанию вашей эксцентричной тётушки Хэрриет, ваш кот Томас получает сумму в один миллион долларов. Том читает её и поначалу не поняв, оставляет на полу, но узнав о наследстве и заново перечитав телеграмму, тут же приходит в состояние восторга и делает задние сальто по всей комнате, крича «Йе-е-е-е!!! О, да!», целует рыбку из аквариума и даже разбрасывает цветы из корзинки. Его поведение слегка озадачило Джерри, он подходит к телеграмме, читает её, и приходит в то же состояние, что и Том. Это настораживает Тома, и он перечитывает телеграмму. В её конце говорится следующее: С одним условием. По условиям договора наследство теряет свою силу, если кот будет кого либо обижать… ДАЖЕ МЫШЬ На следующий день мы видим отрывки из газет, говорящие о богатстве Тома («Кот унаследовал целое состояние, как сыр в масле», «Кот купается в сливках — пьёт, пока купается», «Кот взбудоражил общество», «Кот переезжает на Парк-авеню» и т. д.). Том переезжает на Парк-авеню, дом № 1. Кот выходит из здания с довольным видом, а Джерри выходит в том же настроении из «дома номер один дробь два» по Парк-авеню. Том хватает мышонка, но Джерри показывает ему телеграмму с выделенными словами «ДАЖЕ МЫШЬ». Том целует Джерри и убегает в ждущий его лимузин. Том расслабляется в кресле, обычного простого автомобиля лимузина, и сам достает сигару, и Джерри зажигает её — мышонок каким-то необъяснимым образом тоже оказался в машине. Джерри дёргает Тома за манишку, так что та ударяет кота по морде, скручиваясь как жалюзи. Когда Том грозно нависает, над наглецом — Джерри спокойно показывает телеграмму, снова давая понять что, Том не смеет его тронуть, если он не хочет потерять миллион долларов. В некотором помрачении ума, Том решает ехать снаружи автомобиля — но неожиданно врезается в фонарный столб. Том возвращается в свои, апартаменты где за столом, его ждёт великолепный желатиновый десерт. Том предвкушает трапезу но, тут за другим концом, стола снова появляется Джерри, который тянет к себе, десерт при помощи скатерти и съедает его. Том в ярости кладёт, Джерри на поднос и, закрывает его крышкой завязывает поднос, в скатерть и уходит, в спальню попутно забаррикадировав дверь туда. Том ложится на кровать, и как только кот, пытается сам спокойно вздремнуть, спящий Джерри (неизвестно как попавший в спальню) укрывается хвостом Тома вместо одеяла. Том решает это терпеть. Но мышонку всё равно, холодно он укрывается теплым, одеялом стянув его с Тома. Не успевает Том возмутиться как спящий, Джерри сталкивает кота с постели. Том хочет ударить мышонка, битой но тот показывает телеграмму (опять-таки не просыпаясь). Огорчённый Том ударяет сам себя битой. На следующее утро Том, стоит у ванной комнаты, и ждёт пока Джерри освободит её. Но Джерри не торопится её освободить. Разгневанный Том хочет взять ванную, комнату штурмом но он слышит звонок: принесли завтрак. У Тома появляются несколько идей, как избавиться от Джерри (яд, нож, бомба, топор, удавка), но вскоре придумал идею получше: прыжок с окна небоскрёба вниз. Том имитирует пожар, замаскировав окно под пожарный выход, разжигает костёр, прячется за дверью и имитирует призыв о помощи, и пожарную сирену. Джерри выбегает из ванны и прыгает вниз через «пожарный выход». Том опять приходит в восторг, уверенный, что мышонок разбился насмерть и принимается за завтрак, но беспокоится, вдруг Джерри спрятался под крышкой, предохраняющей завтрак от преждевременного остывания?! Нет, показалось. Под крышкой оказалось лишь то, чему там и следует быть: тост, бекон и яичница. Том спокойно берёт лежащую на столе салфетку… и опять видит Джерри, которому удалось спастись и мистическим образом пробраться под салфетку! Джерри съедает весь завтрак, прыскает лимоном Тому в лицо, кидает ему кусок масла в глаз, снова обидно дёргает его за манишку — и вновь показывает коту телеграмму. Действия Джерри привели Тома в состояние крайней ярости, и второй рвёт телеграмму, кидая её на тарелку. Джерри понимает, что перейдена некая грань, и последние издевательства над Томом явно были лишними. В качестве последнего средства, он находит в кучке кусок со словами «ДАЖЕ МЫШЬ» и показывает его коту. Но Тому уже было всё равно, и он впихивает кусок мышонку в рот, заставляя в буквальном смысле проглотить эти слова. Том, завопив как сумасшедший от злости, рушит поднос вместе с посудой, а обломком подноса стола принимается гонять Джерри. В какой-то момент Том, удерживая Джерри за хвост, задумчиво обращается к самому себе: "Ну, вот! Я отказываюсь от миллиона долларов. Зато я счастлив! — и после этого с нескрываемым удовольствием продолжает атаковать Джерри, с большим трудом увиливающего от града ударов. |
| 015 | The Bodyguard Телохранитель          | 22 июля    | Джерри, избежав очередной поимки Томом, вызволяет Спайка из машины для отлова бродячих собак. В благодарность Спайк обещает Джерри вечную дружбу и говорит, что если у Джерри будет что-то не так, то ему нужно будет только свистнуть. Чуть позже Том ловит Джерри, но последний свистит. Спайк спасает мышонка и предупреждает кота, что если он что-то сделает с Джерри, Спайк сотрёт его в порошок. Том ловит Джерри за спиной Спайка и затыкает ему рот, но видит идущую по улице кошечку и призывно свистит. Спайк спрессовывает Тому голову крышками мусорных баков и опять спасает Джерри (Спайк поверил что свист сделал Джерри). Спустя время Том предлагает Джерри жвачку (намазанную клеем), которую Джерри проглатывает. Джерри понимает, что не может свистеть из-за клея, и убегает от кота. Мышонок видит Спайка, пытается объяснить, что с ним случилось, но пёс ничего не понимает, усмехается и уходит. Джерри удаётся проскользнуть в дырку ближайшего забора, и пока Том пытается перелезть через тот забор, мышонок, набрав побольше воздуха, раздувает пузырь жвачки до невероятных размеров. Когда Том перебирается через забор, Джерри лопает пузырь с оглушительным свистом. Испуганный Том роет себе могилу и пишет завещание: «Я, Томас, отдаю всё на благотворительность! Подпись: Том.». Но Спайк не приходит на свист, так как его опять ловят собаколовы, он не может выбраться из фургона и даже Джерри не может помочь Спайку выйти, так как на решётке замок вместо засова. |
| 016 | Puttin’ on the Dog В собачьей шкуре  | 28 октября | Том гонится за Джерри и они прибегают к собачьему приюту (действие эпизода происходит предположительно после событий «The Bodyguard»). Джерри прыгает в проём между прутьев ограды, и когда Том туда заглядывает, его встречает группа собак, от которых Том едва спасается, спрятавшись за ближайшим деревом. Джерри, устроившись на Спайке, машет Тому рукой, тот недоволен и начинает думать, как же проникнуть в приют. Вдруг он видит собачий манекен около зоомагазина и снимает с него голову. Кот маскируется под пса и пытается пройти между прутьев ограды. Голова манекена застревает в проёме, и ничего не подозревающий Том натыкается на Спайка. Кот понимает, что на нём нет «маскировочной головы», сразу же её надевает и уходит. Тому повезло, что Спайк настолько туго соображает. Кот ищет укрытие для дальнейших действий. Джерри становится сзади Тома и имитирует собачий лай. Сначала Том царапает стену и карабкается на неё от испуга, но потом понимает, что «собака» — это Джерри. Джерри убегает от кота в район будок. Том ищет мышонка и наконец видит его сидящим на кости, торчащей из будки. Том пытается вытащить её, но оказывается, что кость принадлежит Спайку. Пёс раздражается и лает на Тома, тот запихивает ему в рот кость и убегает, спрятавшись под огромным сенбернаром. Собака ложится спать на землю, и мы слышим хруст костей Тома. Через несколько секунд Том вылезает из-под собаки, но понимает, что забыл под ней голову манекена и опять залезает под неё. После нескольких попыток Том вытаскивает голову, но она прилипает к его заду. Разбуженный сенбернар глядит назад и видит Тома, и тот поворачивается к нему задом и уходит на четырёх ногах. Том залезает в бочку и высматривает Джерри через пробоины, но мышонок находится в той же самой бочке и точно так же из неё выглядывает с другой стороны, не замечая Тома. Они встречаются взглядом, бочка «взорвана изнутри яростью Тома», и погоня продолжается. Джерри прячется в шерсти другой собаки и перемещается там. Том тоже прыгает в шерсть и ухитряется каким-то образом там полностью укрыться, как если бы он был размером с блоху (хотя он нисколько не уменьшился). Проснувшийся пёс вычёсывает из шерсти их обоих, и они продолжают погоню. Джерри останавливает кота, забирает у него собачью голову и надевает её на себя. Спайк заходит за угол и видит отдельно кота и голову манекена. Том вовремя втягивает свою голову внутрь тела. Джерри убегает, а Том машет Спайку, и следует за мышью. Спайк визжит от ужаса, поскольку полагает, что увидел живого обезглавленного пса. Том ищет Джерри и видит голову, похожую на голову собачьего манекена. Том прыгает на неё, но выясняется, что это — голова настоящей собаки. Пёс гавкает на Тома, и тот завязывает ему рот ошейником и убегает. Кот видит Джерри, укрытого под головой манекена и идущего за угол. Кот готовится отобрать маску. Но Спайк тоже заходит за угол, причём раньше Джерри. Том пытается надеть голову Спайка на свою, полагая, что просто возвращает себе свою маскировку. Но вскоре Том понимает, кто есть кто, и убегает за угол. Том ищет Джерри, но тот находится на его макушке, под маскировочным убором. Спайк опять появляется на месте действия и видит «серого пса с палевой головой» (замаскированного Тома). Джерри то приподнимает фальшивую голову, то поворачивает её набок; он пытается тем самым выдать Тома, но у него не получается, и Том убегает прочь. Наконец, скрывшись от Спайка, Том бьет Джерри у себя на голове, но получает только шишку. Опять приходит Спайк, и Том опять надевает фальшивую голову, но шишка выдаёт его с поличным. Сидящий на шишке сердитый Джерри показывает Спайку записку «Да, недотепа, это — кот» и пёс тявкает острыми зубами сзади кота и загоняет Тома на очень высокий фонарный столб. В охоте на кота, дерзко проникшего в собачий приют, участвуют и все остальные псы. Кот залезает на самую верхушку столба, чтобы разъярённые собаки не могли до него допрыгнуть. Они лают на испуганного кота, и Джерри присоединяется к ним — является, неся на себе фальшивую собачью голову, и тоже говорит «гав-гав-гав», стоя внизу столба. Теперь главная забота Джерри — не утратить маскировку, ибо все остальные псы (кроме старого знакомого Спайка) вряд ли обрадуются визиту мышонка. |
| 017 | Mouse Trouble Неуловимый мышонок     | 23 ноября  | Второй мультфильм цикла, получивший премию «Оскар» в категории «Лучший анимационный короткометражный фильм». Мы видим два почтовых ящика около дома Тома и Джерри. Почтальон приносит посылку и кладет её в ящик с надписью «Том». Том нереально быстро прибегает к почтовому ящику, берет посылку, и с такой же скоростью забегает в дом и раскрывает её. В посылке книга «Как поймать мышь» компании Random Mouse (насмешка на американскую компанию Random House). Глава 1 гласит: «Прежде всего, найдите мышь. Мыши обычно водятся в подвалах, складах и т.д…» Джерри с большим интересом читает книгу. Том хочет перелистать страницу, но Джерри хочет дочитать эту и останавливает его. Том хватает Джерри, но тот выскальзывает из его рук и бьёт Тома двумя половинами книги. Глава 2 гласит: «Используйте простую мышеловку» (англ. Try the simple mouse trap). Том кладёт мышеловку к норке Джерри и тестирует её, опустив в мышеловку перо. Она срабатывает, и Том скрывается за углом и ждет результата. Джерри вытаскивает сыр из мышеловки и прыгает с неё в нору, как с доски для дайвинга. Том шокирован, и снова тестирует мышеловку. Она срабатывает, и Том кричит от боли: он зажал свои пальцы. Глава 3 гласит: «Механический капкан никогда не подводит» (англ. A Snare Trap never fails). Том подвязывает длинную верёвку к вершине дерева, а на другом конце делает силок у самой норы Джерри. В центр силка он помещает сыр. Джерри меняет сыр на тарелку со сливками. Том забывает обо всём и сам попадает в свою же веревку, и крутится вокруг вершины дерева, пойманный силком за шею. Глава 4 гласит: «Любопытную мышь поймать легко» (англ. A Curious Mouse is easy to catch). Том делает вид, что книга безумно его смешит (этот его смех и есть приманка). Джерри пытается заглянуть в книгу, но Том ему этого не позволяет. Когда Джерри наконец-то залезает в книгу, Том его в ней захлопывает. Но, посмотрев в книгу, Том обнаруживает Джерри, рассматривающего что-то у себя в горсти. Джерри даёт Тому поглядеть на свои ладони, и в итоге любопытный кот получает кулаком по глазу. Джерри убегает в угол, и Том смотрит в книге следующую главу. Глава 5 гласит: «Загнанная в угол мышь никогда не сопротивляется» (англ. A Cornered Mouse Never Fights). Том воинственно устремляется за дальний угол, мы слышим звуки наносимых побоев, и в итоге из-за угла высовывается голова Тома, вся в синяках, и медленно говорит призрачным басом: «Не верьте этому!» (англ. Don’t you believe it., Цитата из популярной американской радиопередачи 1940-х годов.) Глава 7 гласит: «Примените к вашей охоте научный подход» (англ. Be Scientific in your approach). Том использует стетоскоп для прослушивания стен. Наконец, стетоскоп наталкивается на Джерри. Том слышит сердцебиение мышонка, и тот очень громко ест сыр и проглатывает его с очень неприятными звуками. Том хватает Джерри, но мышонок берёт стетоскоп и орёт в него, и у Тома разрывается голова в прямом смысле этого слова. Том яростно берёт двустволку и заталкивает ружьё в нору, но ружьё вылезает сверху, и когда Том стреляет, он обнаруживает, что он выстрелил себе в голову и стал лысым. Остаток серии Том носит оранжевый тупей. Том ставит около норы Джерри медвежий капкан, но Джерри ставит его с другой стороны, и Том в него попадается. Позже Том бьёт Джерри киянкой, но промахивается. Джерри берёт киянку и бьёт ей по голове Тома. Глава 9 гласит: «Подсуньте ему коробочку с сюрпризом» (англ. Slip Him a Surprise Package). Том маскируется под подарочную коробку и подходит к норке Джерри. Тот видит коробку, и стучит по ней. Ничего не услышав в ответ, Джерри достает из норы кучу вязальных спиц и, не обращая внимания на крики Тома, протыкает коробку всеми спицами под разными углами, а потом разрезает её пилой напополам, сверху донизу. Посмотрев внутрь, Джерри приходит в ужас от увиденного и показывает зрителям записку «В этом доме есть врач?» (англ. Is there a doctor in the house?). На следующем кадре мы видим забинтованного Тома, который листает книгу и останавливается на 12 главе. Глава 12 гласит: «Мыши-самцы неравнодушны к самкам» (англ. Mice Are Suckers For Dames). Том достаёт игрушечную мышь, похожую на Мэй Уэст, заводит её и маскирует свою пасть под вход в ресторан. Мышка раз за разом говорит: «Заходи ко мне как-нибудь!» (англ. Come up and see me sometime) и увлекает Джерри за собой. Они подходят к «ресторану», но Джерри, как истинный джентльмен, пропускает игрушечную мышку вперед вместо себя . Том разгрызает игрушечную мышь, проглатывает её и икает, причём проглоченный фонограф одновременно с икотой выдаёт «Заходи ко мне как-нибудь!» Том в ярости: ни один из пунктов книги не сработал, и вдобавок ко всему у него сломаны все зубы. Кот, поняв, что книга не помогла ему поймать Джерри, в ярости рвёт её в клочья и решает уничтожить Джерри своим методом: ставит у мышиной норы все возможные виды взрывчаток и бомб и поджигает запал. Вместо того, чтобы взорвать нору Джерри, бомбы взрывают весь дом, кроме входа в нору мышонка, который после взрыва из своей норки, вернее из того, что от неё осталось, наблюдает, как погибший Том, сидит на облаке с арфой.                                                                                             |

### 1945
| №   | Название                                     | Дата        | Примечания |
| --- | -------------------------------------------- | ----------- | --- |
| 018 | The Mouse Comes to Dinner Романтический ужин | 5 мая       | Мамочка-Два Тапочка созывает званый ужин. Джерри вылезает из своей норы и обследует комнату, пока Мамочка достаёт и раскладывает тарелки. Мамочка довольна таким прекрасным столом и уходит в другую комнату, надеясь, что со столом ничего не случится к приходу гостей. Когда она ушла, из горшка с домашним растением вылезает Том. Он хочет позвать на ужин Тутс, звонит ей по телефону, и та соглашается прийти. Том заставляет Джерри прислуживать за столом во время того, как Том будет ужинать с Тутс. Если «лакей поневоле» недостаточно расторопен, Том подгоняет его тычком вилки в зад. Джерри сильно обижается, и когда Том заставляет его дуть на борщ в ложке, Джерри залезает в ложку и плюется горячим борщом в Тома. Рассерженный за ослушание Том несёт ложку с Джерри к горящей свече. Он нагревает ложку снизу, и мышонок с обожжёнными пятками и задом, прыгает в масло для охлаждения. Тем временем заскучавшая Тутс предлагает коту хлеб, а Джерри пользуется моментом и вставляет хвост Тома между двумя кусками хлеба. Том слишком занят Тутс и кусает «сэндвич с хвостом». Джерри повторяет то же самое, делая «торт» из хвоста, ананаса и крема с вишней. Том видит «торт» и опять кусает свой хвост. Разъярённый кот использует хвост Джерри как штопор для открывания шампанского. Том наливает шампанское: себе и Тутс, и залпом выпивает свой (для храбрости). Затем Том дважды пытается обнять кису, но та не обращает на него внимания. Том выжидает момент и всё-таки заключает Тутс в объятия. Но та достает «усмиритель волков» (газовый ключ) и бьет им Тома. Джерри дразнит Тома, дерзко целуя огурец, и раздражённый кот заставляет Джерри откусить от сигары кусок, а потом зажигает спичку о седалище Джерри, чтобы раскурить сигару. Мышонок мстит Тому, бросив в него пирог. Том в ответ бросает в мышонка пирог, но попадает в Тутс. Та в гневе бросает в Тома пироги, но с четвёртой попытки попадает. Том хватает Джерри и пытается укусить его, но Джерри вытаскивает язык кота, и Том прикусывает собственный язык. Джерри прыгает внутрь потрошёной индейки, и Том прокалывает индейку ножами насквозь. Джерри стоит за Томом и имитирует крики боли, но Том слышит крики. Кот оглядывается назад и видит мышонка. Том тыкает Джерри острым кончиком ножа, и тот заворачивается в хвост Тома, и кусает его. Кот с воплем взлетает в воздух и чуть не приземляется на подставленный Джерри нож, изогнувшись и «затормозив» в воздухе (типичный гэг в мультфильмах), но зато он приземлился рядом с ним. Джерри разбивает бутылку об стол и Том чуть не врезается задом в острую «розочку», получившуюся из бутылки. Кот укрывается за миской с пуншем, и в него попадают два хлебных рулета, брошенных Джерри. Том съедает оба и просит ещё. Джерри кладет в третий рулет солонку и бросает его в Тома — тот подавился. Немного позже Джерри незаметно вставляет хвост Тома в канделябр вместо свечки и поджигает кончик хвоста. Ничего не подозревающий Том прикуривает об свой горящий хвост сигарету, и тут осознает, что горит. В попытке потушить пламя, кот собирается сесть в ведро со льдом, но Джерри подставляет ему подставку для подогрева. Том умиленно смотрит на Тутс, чует горелый запах и говорит: «Что готовим?» Тутс отвечает: «Тебя, глупый!» Том понимает, что его жарят, взлетает до потолка, падает прямо на стол потеряв сознание. Тутс и Джерри отпускают его плавать в миске с пуншем, написав на нём маслом «Флот США: судно „Непотопляемый“». Кот-корабль тонет в пунше, несмотря на имя, которое ему дали. |
| 019 | Mouse in Manhattan Мышонок в Нью-Йорке       | 7 июля      | Том играет лишь эпизодическую роль в этой серии. Джерри надоела его деревенская жизнь, и он решает уехать в Манхэттен, Нью-Йорк. Он пишет спящему Тому прощальное письмо и уезжает, спрятавшись под вагоном поезда, который прибывает на Центральный вокзал Нью-Йорка. Отправившись в город Джерри попадает в различные переделки: ненароком прилипает хвостом к жвачке, окунается в чёрный крем для чистки обуви, испуганно убегает увидев статую Атланта перед Рокфеллер-центром, проплывает на пробке от бутылки мимо рекламных плакатов, а затем он падает в канализацию и выбирается через люк, едва не попав под проезжающие машины. Забежав в отель он попадает в скоростной лифт, который привозит его на этаж, где он видит банкетный зал. И, после целого ряда забавных перипетий, он чуть не выпадает из окна небоскрёба. Затем танцует с игрушечными дамочками на сервированном фужерами столе и попадает в бутылку с шампанским и вместе с пробкой вылетает из небоскреба. Падая мышонок чудом попадает в носок и как на парашюте приземляется в тёмном переулке. Громко чихает, чем привлекает внимание множества уличных котов, настроенных довольно агрессивно. Испуганный Джерри в панике удирает, сбивая гору мусорных баков, запрыгнув на один из них, врезается в гидрант и, разбив витрину, влетает в ювелирный магазин, где срабатывает сигнализация. Под звуки полицейской сирены он попадает в луч прожектора и под выстрелы полицейских. Еле увернувшись от пуль, он забегает в метро, скрывается в тоннеле, и тут же несётся в обратном направлении, едва обгоняя приближающийся поезд. Затем мышонок быстро пересекает мост Джорджа Вашингтона и всю обратную дорогу пробегает по шпалам железнодорожных путей. Наконец, добравшись домой, он обнаруживает дремлющего Тома, даже не подозревавшего об его отсутствии. Джерри обнимает и целует удивлённого кота, а над входом в свою норку прибивает большую табличку c резной рамкой с надписью «Home Sweet Home» (с англ. — «Дом, милый дом»). |
| 020 | Tee for Two Игра в гольф                     | 21 июля     | Том играет в гольф. В результате его первой игры: пол-леса разрушено. Том делает всё новые и новые безумные попытки ударить по мячу, но после 51-й попытки Том попадает по мячу, и тот попадает в лунку… но сразу оттуда выпрыгивает, потому что в лунке находится Джерри. Джерри убегает с поля, но Том ударяет по мячу, тот летит очень далеко и безошибочно попадает прямо в Джерри, лишив сознания. Через некоторое время Том использует Джерри в качестве подставки для мяча — садист заставил мышонка держать колышек. Том наносит удар, и в результате на месте Джерри образуется огромная яма. Том смотрит вдаль, пытаясь выяснить, куда же упал мяч — и Джерри успел вскочить на клюшку во время удара и тоже смотрит вдаль. Кот замечает Джерри и окунает его в очиститель для мячей. Мышонок отвечает на это плевком мыльной воды в глаза Тома. Том готовится к следующему удару. Джерри устанавливает колышек для мяча и сам мяч, и кот делает удар. Том улыбается, думая, что он попал, но мяч летит в большой валун, рикошетит от него и попадает в зубы Тома. Следующий удар приходится возле двух близко растущих молодых деревьев. Том не может ударить мяч на этой позиции и поэтому раздвигает деревья ногами. Кот ударяет мяч, но деревья снова резко сходятся. Мяч тем временем залетает в дупло, и активирует дерево-однорукий бандит. На слотах появляются три лимона, и на Тома высыпается «джекпот» в виде большого количества мячей. Джерри поменял мяч на яйцо, и Том ударяет по нему. В полёте из яйца вылупляется маленький дятел, который со звуком и скоростью самолёта-истребителя возвращается назад и клюёт Тома. Сердитый Том пытается ударить дятла клюшкой, но тот склёвывает клюшку до самой рукояти и кончик падает Тому на голову, после чего дятел улетает. Том пытается нанести ещё один удар, но Джерри так выдолбил мяч изнутри, что его не ударить. Поэтому сердитый Том хватает мышонка, напяливает на его голову изуродованный пустотелый мяч и наносит удар. Мышонок приземляется точно возле лунки, но не падает в неё. Том убеждается, что рядом никого нет (некому поймать его на нарушении правил), и сталкивает Джерри в лунку. Наконец, кот подсчитывает количество ударов, и записывает в таблицу число 3, но Джерри высовывается из норы и качает головой: дескать, «ай-яй-яй, как не стыдно!». Том неохотно добавляет в счёт ещё одну тройку, сделав число 33. Том готовится нанести следующий удар по мячу. Джерри пользуется этим и подвязывает хвост кота к клюшке. Когда Том наносит удар по мячу, он обнаруживает, что сам оказался в лунке по самую голову. Джерри бьёт кота по голове, заставляя его проглотить мяч. Том злобно бежит за Джерри, но раз за разом наступает на свои же собственные, разложенные на земле клюшки, как будто на грабли. Кот наносит удар по мячу, и Джерри улетает в воздух вместе с мячом. Мышонок обнаруживает, что он летит на куске дёрна, и использует его, как бомбардировщик, открыв в куске дёрна «бомболюк» и сбросив мяч на Тома, словно бомбу. Том выкапывает траншею, чтобы защитить себя от «бомбёжки», но обнаруживает, что мяч не взорвался, а просто из мяча выпал совсем крохотный темный шарик. Том взял шарик, думая, что он безобиден, но мячик-динамит сдетонировал (сила этого взрыва просто потрясает). Кусок дёрна с летящим на нём мышонком врезается в дерево, Джерри убегает в дупло. Том стучит по дереву клюшкой, и Джерри тянет её в дупло. Том свирепо тянет клюшку к себе, но Джерри отбирает её у кота. Том залезает на дерево и Джерри бьет его по заду. В результате на голову Тома, на манер шапки, само собой надевается восковое гнездо диких пчёл. Том чувствует гнездо у себя на голове и паникует. Он снимает его и видит, что все пчёлы облепили его голову на манер Линкольна, и в панике скрывается ото пчёл в кустах, но Джерри уничтожает укрытие кота, обрезав куст газонокосилкой. В результате этого стриженый под пуделя Том прячется от пчёл в озере, с пустотелой трубочкой для дыхания. Джерри свистом привлекает внимание пчёл, перевернув знак «150 ярдов», на обратной стороне которого написано «Угадай, кто?» (знак показывает на речку). Одна пчёлка глядит в трубочку, оттуда в неё плюёт водой Том. Разъярённые пчелы взлетают ввысь и на полной скорости пикируют в трубочку (Джерри «заботливо» вставляет в трубочку воронку, чтобы пчёлам было удобнее), и через трубочку кусачие насекомые проникают в рот Тома. На несколько мгновений наступает тишина, а затем вода из озера взмывает вверх, раскрывая Тома, орущего от боли, вызванной укусами пчёл. Кот выпрыгивает из озера и убегает, прежде чем пчёлы продолжат погоню. Том уже очень далеко… но Джерри ударяет по мячу и безошибочно попадает в голову Тома, едва виднеющегося на горизонте. |
| 021 | Flirty Birdy Птичке хочется любви            | 22 сентября | Том выкладывает тропу из сыра от норки Джерри. Кот ловит мышонка и делает сэндвич с Джерри. Только Том собирается съесть сэндвич, его выхватывает летящий на полной скорости красно-бурый орёл (точнее, по видимому, орлан-белохвост). Том ломает свои зубы. Орёл приземляется на дереве и пытается съесть Джерри, но Том меняет сэндвич тарелкой. Орёл в ярости бьёт Тома, и со второй попытки отправляет вниз. Том приземляется возле сушилки, и оттуда на кота падают юбка, перья и прищепки. Это даёт Тому идею. Орёл опять собирается съесть Джерри. Когда мышонок наконец-то убегает от орла, мы слышим свист и камера обращается на Тома в костюме птицы с помадой и казу, натянутый на нос. Том свистит и приглашает орла за трубу. Орёл приходит в огромное возбуждение, даже Джерри в это не может поверить. Том подмигивает орлу и тот пытается его поцеловать. Кот всячески увёртывается от этого, в результате чего орёл дважды шатает трубу, а Джерри пытается раскрыть Тома, но безуспешно, и в итоге Том ловит мышонка. Том уходит от безумно влюблённого орла, но тот его находит. Том даже теряет Джерри во время побега. Том решает достать Джерри другим выходом. Он делает наскоро покрашенную будку «Поцелуй за мышонка» и приглашает туда орла. Орёл отдаёт коту Джерри, и Том всасывает лицо орла вантузом. Но, Джерри убегает опять. Орёл приходит в ещё большее возбуждение, думая, что его поцеловали. Том бежит за Джерри, но опять сталкивается с орлом. Тот протягивает коту два кулака и предлагает выбрать один. Том выбирает, и орёл протягивает коту подарочную коробочку с Джерри. Том берет Джерри, хвост которого завязан кольцом и надевает его (предложение к женитьбе). Том «соглашается», ударив орла ставней, и убегает, но тоже врезается в ставню и теряет сознание. Джерри привязывает к ноге Тома верёвку. Том восстанавливает сознание и убегает. Джерри предлагает орлу потянуть за верёвку, и тот притягивает Тома к себе. Это значит что Том никуда не уйдет и он пойман. Джерри дарит «счастливой паре» цветы и машет им рукой на прощание. В конце на дереве мы видим отдыхающего красного орла и Тома, сидящего на гнезде на куче яиц и вяжущего свитера для малышей (Том ведь женился на орле, приняв его предложение). |
| 022 | Quiet Please! Соблюдайте тишину!             | 25 декабря  | Третий мультфильм цикла, получивший премию «Оскар» в категории «Лучший анимационный короткометражный фильм»:32. Из-за постоянных погонь Тома и Джерри, сопровождаемых громким шумом, не может заснуть сторожевой пёс, бульдог Спайк. В конце концов, он хватает Тома за грудки и грозит содрать с него шкуру, если Том ещё раз его разбудит. Джерри, услышав угрозы Спайка, решает спровоцировать кота на шум. В первый раз Джерри пытается стучать ложкой по сковороде, однако Том отбирает у него посуду. Джерри растягивает кабель с вилкой, чтобы Том споткнулся о него: тот летит на стол с бокалами, но отталкивает его и приземляется на подушку. Далее Джерри пытается выстрелить из ружья, но Том затыкает дула стволов пальцами, чтобы заглушить звук, а потом едва успевает заткнуть уши бульдогу, когда Джерри роняет напольные часы. Наконец, Джерри бросает на пол лампочки, которые кот ловит всеми лапами и ртом; затем засовывает хвост Тома в розетку, превращая того в ходячую гирлянду, и ставит его лапы на ролики, заставляя Тома врезаться в Спайка. Перепуганный Том с помощью колыбельной убаюкивает Спайка и заливает ему сильнодействующее снотворное. Джерри пытается разбудить Спайка шумом на барабанах, но Том, повторяя действия Джерри, издевательски показывает мышонку, что он сделал со Спайком. Подавленный Джерри провоцирует Тома на очередную драку, швыряясь в него пирогом с заварным кремом, а потом пытается несколько раз разбудить Спайка, но безуспешно. Затем Том пытается оглушить мышонка молотком. В результате Том получает по ноге и вопит от боли, но ещё больше он пугается, когда видит, что Джерри запихивает под тело Спайка динамитную шашку. Том пытается вытащить шашку из-под Спайка, но тот просыпается в неподходящий момент, ведь действие снотворного закончилось (чего Том не знал). Том вынужден вернуть шашку обратно под тело Спайка и сбежать, только вот та взорвалась в самый неподходящий момент. Приземлившись, разъярённый Спайк, частично лишившийся шкуры из-за взрыва, гонится за Томом и за кадром жестоко избивает его. Побитый Том качает колыбель со Спайком. Джерри тоже спит в колыбели, и вешает табличку «Не беспокоить». |

### 1946
| №   | Название                           | Дата       | Примечания |
| --- | ---------------------------------- | ---------- | --- |
| 023 | Springtime for Thomas Пришла весна | 30 марта   | Первый мультфильм цикла, номинированный на премию «Энни». Всё начинается с того, что Джерри пытается раздразнить Тома, чтобы тот погнался за ним. Но сколько бы Джерри ни дразнил его, Том этого не замечает. Джерри даже вырывает кусок шкуры Тома — а кот и на это не реагирует. Том влюблён, он наблюдает за молодой кошечкой Тудлз и весь поглощён только ею. Тогда Джерри, переполненный яростью, по наущению злой стороны своей души (зелёной мышки-дьявола с трезубцем, рогами и заострёнными ушами, напоминающими уши Тома) отправляет письмо, надушенное парфюмом, коту-помоечнику Бутчу, от имени Тудлз. Бутч читает письмо: «Дорогой котик, мне всегда нравилось твое те-ло-сло-же-ние (Бутч читает слово по слогам, оно для него слишком трудное). Загляни ко мне на чай в три часа. Твоя, влюблённая без памяти, Тудлз». Кот приходит в возбуждение, «наводит на себя красоту», и идет в сад, где находится кошечка. К огорчению Бутча, за кошечкой уже ухаживает Том. И тогда между котами разыгрывается нешуточная борьба. Бутч ложится на шезлонг рядом с Тудлз и пытается за ней ухаживать, но Том бьет его крокетным молотком. Бутч отвечает Тому, бросив кота в бассейн. Яростный Том вылезает из бассейна и кидает туда же поющего серенаду кошечке Бутча. Бутч тоже выходит из бассейна и забивает крокетный мяч в голову Тома. Кот падает, и Бутч начинает играть в крокет с Томом вместо мяча. В результате Том падает на барбекю и жарит самого себя. Бутч продолжает ухаживания за Тудлз. Джерри, всё ещё злой на Тома, кладёт под гамак иглу. Бутч говорит Тудлз: «Знаешь что, крошка, я думаю, что сейчас в меня вонзится Купидонова стрела», садится на гамак… и вскакивает от боли. Как раз в это время к Тудлз подходит Том, и приземлившийся Бутч думает, что именно Том подложил иглу. Начинается погоня, во время которой Бутч ударяется головой об статую и падает в пустой бассейн. Наконец они подбегают к качелям, Том ставит на них горшок и посылает качели к Бутчу. Качели попадают в Бутча, но, когда они раскачиваются вперёд, Том случайно цепляется за качели. Качели опять направляются к Бутчу, и он бьет Тома гитарой, как заправский бейсболист. В результате, Том проигрывает Бутчу, улетев за пределы сада. После неудачи, Том встречает Джерри. Том и Джерри затеивают погоню (не без радости), но недолго они поиграли вместе: погоня резко прерывается, и перед Томом предстаёт другая любовная картина: Джерри флиртует с молоденькой мышкой. Влюблённый мышонок отталкивает от себя удивленного Тома и обнимает новообретённую любовницу. |
| 024 | The Milky Waif Подкидыш            | 18 мая     | В серии впервые появляется мышонок Нибблз, также известный как Таффи. К Джерри, посреди ночи приходит маленький мышонок Нибблз. В записке говорится, что Нибблз вечно голоден, и его надо поить молоком. Джерри думает, где бы взять молоко и ему на глаза попадается миска Тома. Джерри и Нибблз пытаются достать молоко, но Том постоянно пытается им помешать, и в конце концов начинается погоня. В ходе этой погоди, после череды неудач, Том ловит Джерри в бутылку, закрывает её стопкой книг, а сам гонится теперь только за Нибблзом. Впоследствии загоняя мышонка в угол, он безжалостно хлопает его мухобойкой по заду. Джерри, услыхав хлест, вырывается из бутылки (пробивая её и роняя блокировавшие её книги) и спешит на помощь к Нибблзу. Он видит, что у малыша, по делу рук Тома, покраснел зад, и в порыве невыносимой ярости, избивает Тома до полуобморока. Испуганный и избитый Том, одетый как сиделка, поит Нибблза молоком с ложки под присмотром грозного Джерри, держащего в руках шипастый молоток для отбивания мяса (вероятно Том должен будет получить им по голове в случае незадачи или по другим, непонятным, причинам). |
| 025 | Trap Happy Охота на мышей          | 29 июня    | Том и Джерри, как всегда, крушат весь дом в своих погонях. Погонявшись за мышонком и несколько раз потерпев неудачу, Том решает поискать истребителя грызунов в Жёлтых страницах. Он находит один номер: «Компания Аякс — служба по уничтожению мышей. Один звонок — и им крышка». Том звонит по этому номеру:Бутч: Доброе утро. Компания Аякс по уничтожению мышей. Том: (имитируя Мамочку-Два Тапочка) Помогите! Помогите! Мышь! (пищит) Скорее приезжайте!Истребитель мышей Бутч прибывает через секунду и приступает к работе. Он красит гайку в жёлтый цвет с оранжевыми пятнышками и прыскает на неё сырной эссенцией, чтобы придать гайке аромат сыра, и подкатывает гайку к Джерри. Мышонок сразу же её проглатывает. Бутч притягивает Джерри магнитом и готовится разрубить мышь напополам. Том отворачивается от жестокого зрелища, и Джерри подставляет хвост кота под удар топора, и начинается погоня «двое против одного». Джерри убегает в свой дом. Бутч с Томом пытаются расправиться с Джерри, сначала коловортом, затем хлором, потом приподняв стену, и напоследок бомбой, но безрезультатно. Джерри забегает в нору. Коты его окружают, и пытаются поймать мышонка с двух сторон. Джерри спутывает вместе их руки, коты тянут друг друга, думая, что они поймали Джерри, в конце концов, Том так сильно тянет Бутча к себе, что проламывает им стену. Коты вылезают из-под обломков стены, и понимают, кто кого тянул. В ярости Бутч зачёркивает надпись «МЫШЕЙ» и пишет «КОТОВ», став «Истребителем котов», что удивляет Тома. Бутч достает двустволку, Том в ужасе выпрыгивает в окно, и Бутч стреляет по бегущему коту. |
| 026 | Solid Serenade Шумная серенада     | 31 августа | Камера показывает нам сад и будку сторожевой собаки, на будке которой написано «Киллер» (на самом деле это Спайк). Том перепрыгивает через стену дома и видит свою возлюбленную — Тудлз. Том выводит «Киллера» из игры, выманив пса из будки, ударив его молотком и связав по рукам и ногам. Затем кот использует свой контрабас как тренажёр «кузнечик», допрыгивает на нём до балкона своей любимой и начинает петь песню «Is You Is or Is You Ain't My Baby» 1944 года: Моя милашка, моя звезда, На свидание поздно приходит всегда, Но я люблю её, И я спрошу её, Ну же, выгляни в окошко, Ты меня расстроила немножко, Моя ли ты, Моя ли ты, малышка? Огонь в твоей душе угас. Но я верю, что ты — моя малышка. Женщины — очень странные создания, Ты нашел одну, а потом опять Всё равно придётся другую искать. Моя ли ты, моя ли ты, малышка? Иль ты ушла, верность не храня? Но я верю, я верю, что ты — моя малышка. Шум песни будит мышонка Джерри, а под джазовые ритмы его дом пляшет. Том выстреливает самого себя из контрабаса, как стрелу из лука, прямо к связанному, беззащитному Спайку и играет ту же мелодию на его губах. Том явно не считает лишним никакое унижение, которое он мог бы причинить ненавистному псу. У Джерри в доме все вверх дном, он в ярости бросает свой пижамный колпак на пол: не дали поспать! Мышонок мстит Тому, кинув в кота пирог из кухни. Сначала Том не обращает на это внимания, но после второго удара Том врывается на кухню. Кот прыгает на Джерри с гладильной доски, как с трамплина, но попадает в мойку, полной посуды и разбивает её всю. Джерри бежит к окну и защемляет опускающейся рамой шею Тома. Придушенный Том истерически кричит. Мышонок развязывает Спайка. Пёс меняет свою повседневную вставную челюсть на служебную, выражает своё неистовство выпусканием пара из ушей и паровозным гудком, а затем начинает погоню за Томом. Кот уворачивается от укусов пса и прячется за стеной. Спайк заглядывает за стену, но Том уже наготове и бьет Спайка кирпичом. Джерри снова вводит Спайка в погоню, ударив его доской 2x6. Пока Спайк взлетает вверх от боли, Джерри дает доску Тому, заставив приземлившегося Спайка поверить, что именно кот ударил его доской. Том говорит Спайку: «Хороший пёсик, ну-ка, апорт!» и бросает доску. В Спайке пробуждаются природные инстинкты, и он бежит за доской, но, поймав её, пёс понимает, что он — осёл (об этом свидетельствует соответствующее изображение). Действие приближается к порогу дома, и, бегая туда-сюда от Спайка, Том периодически останавливается, чтобы поцеловать Тудлз, но на третий раз коварный Спайк подставляет себя вместо Тудлз. В результате Том обнимает Спайка. Не замечая, что он держит в объятиях не свою возлюбленную, а пса, Том говорит ему голосом знаменитого мелодраматического актёра Шарля Буайе: «Я люблю тебя. Ты зажгла огонь в моей душе. И это не просто искра. Это пламя. Настоящее РЕВУЩЕЕ ПЛАМЯ!!!! Я его уже чувствую…» И тут Том прерывает свои страстные изъяснения, потому что видит Тудлз, с непониманием глядящую на эти «нежности между мужчинами». Тут же он понимает, что в объятиях у него, стало быть, не кошка, а Спайк — и неожиданно для всех крепко ударяет Спайка головой оземь: это отключило пса на короткое время и дало Тому шанс сбежать. Кот укрывается от пса, и видит, что Джерри прячется в будку Спайка. Том залезает туда, издавая при этом сатанинский смех Дракулы: кот уверен, что его жертва теперь никуда не денется. Странно, но Том не заметил, что в маленькой конуре уже подстерегал его Спайк: видно, эта конура внутри гораздо обширнее и сложнее, чем кажется снаружи. Пёс, кот и мышь в данную секунду сидят в ней все трое, но пока не столкнулись между собой. Пёс высовывает голову из будки, помогает Джерри выйти, и с таким же смехом залезает в конуру. Тома избивают, и вскоре мы видим, как Тудлз смотрит на стоящих под её балконом Спайка и Джерри. Парочка играет на Томе, привязанному к контрабасу. |

### 1947
| №   | Название                                              | Дата        | Примечания |
| --- | ----------------------------------------------------- | ----------- | --- |
| 027 | Cat Fishin Том и Джерри на рыбалке                    | 22 февраля  | Том наконец-то решил попытаться поймать нечто иное, нежели мышатина. И Джерри представлен в несколько ином амплуа. Но как же иногда холодно выходить на работу! Частное водное владение является отсылкой к нашему рыбачьему настоящему. Но природа хороша, а птички поют. И рыба плещется радостно. Кажется, что она ждет только одного. Спайк опять представлен в роли сторожевого пса. Он грозен и спит. Его удается сначала одурачить. Но потом гнев его неуемен. И начинается самое веселое. Атмосферный эпизод, который очень качественно поднимает настроение. |
| 028 | Part Time Pal Приятель на время                       | 15 марта    | Мамочка-Два Тапочка бранит Тома за безответственность на кухне. Она даёт Тому последний шанс поймать Джерри, грозя выгнать из дома, отдает ему свою метлу и уходит спать. Том марширует по кухне с метлой на плече, войдя в роль бравого пограничника. Джерри открывает решётку на полу, и, приказывая Тому менять направление, подобно воинскому начальнику, загоняет кота прямо в дыру. Начинается погоня, в ходе которой Джерри разбрасывает пустые молочные бутылки на пути Тома. Кот поскальзывается на них, залетает в подвал и попадает прямо в бочку крепкого сидра. Опьяневший Том вылезает из бочки и объявляет Джерри своим приятелем. Том и Джерри, став друзьями, устраивают погром на кухне. Это будит Мамочку-Два-Тапочка. Она спускается вниз, угрожая Тому. Джерри прячет Тома за дверь. Хозяйка приходит на кухню и бранит Тома на расстоянии за отсутствие на посту. Пьяный Том всячески пытается ей навредить, но его останавливает Джерри. Когда хозяйка удаляется с кухни, Том выходит из укрытия, но поскальзывается на еде и напарывается на холодильник. Кота опрыскивает вода из сифона, отрезвляя его, и перед его глазами предстаёт сцена разгромленной кухни. Джерри подходит к Тому с куриной ножкой и предлагает «приятелю» закусить, не зная, что он уже трезв. Разозлённый Том загоняет Джерри в ванную, но поскальзывается на коврике и врезается в стену. С полки над котом ему в рот падает флакон лосьона для волос (в котором присутствует спирт), и Том весь его выпивает, снова становясь пьяным, при этом в глазах кота видна «стрелка показателя», показывающая максимум (типичный гэг в мультфильмах). Том приглашает Джерри к столу на дружеский ужин. Они присаживаются, и Том зовет Мамочку-Два-Тапочка, вообразив, что он — хозяин дома, а она должна его обслужить. Но ему не известно, что Мамочка-Два Тапочка уже давно спит крепким сном. Не получив ответа, Том поднимается наверх, в комнату хозяйки, несмотря на запреты Джерри. Он берет кувшин с водой и со словами «Раз — всё как-то невпопад, два — выплесну-ка наугад, три — осушу кувшин до дна, четыре — выливается вода!», обливает спящую хозяйку кипятком. Мамочка-Два-Тапочка просыпается и приходит в ярость. Она, бранясь, швыряется в Тома мебелью, хватает метлу, пытаясь попасть по Тому, избивает его метлой, прыгает за ним следом через весь лестничный пролёт на нижний этаж (при этом громя всю прихожую) и бросается за котом в погоню. Джерри остается смотреть, как Том, ещё не протрезвившийся полностью (об этом свидетельствует икота), убегает от хозяйки в ночь. |
| 029 | The Cat Concerto Кошачий концерт                      | 26 апреля   | Четвёртый мультфильм цикла, получивший премию «Оскар» в категории «Лучший анимационный короткометражный фильм»:32. Том — пианист-виртуоз, дающий концерт. Он играет «Венгерскую рапсодию № 2» Ференца Листа. Рояль, между тем, является домом для Джерри, который, по-видимому, настолько привык к громкой музыке, что просыпается только тогда, когда его задевает молоточек рояля. Мышонок вылезает на верх рояля и «дирижирует». Том не может этого стерпеть и сталкивает Джерри с верха. Партия продолжается. Джерри вылезает из-под одной клавиши, но, к его несчастью, Том играет тремоло на этой клавише, при этом хлопая Джерри клавишей по голове. Том играет главную тему, но даже после того, как он отпускает пальцы от клавиш, рояль дальше теперь играет сам. Том глядит внутрь рояля, и видит, как Джерри манипулирует молоточками. Том оглушает Джерри настроечным ключом и продолжает игру. Мышонок отвечает коту, хлопнув крышкой рояля и прищемив Тому пальцы. Прищемленные пальцы Тома продолжают играть на рояле. Джерри подходит к краю рояля, и, когда Том нажимает на третью минорную клавишу, Джерри пытается отрезать палец кота ножницами. После шестой попытки Джерри устает и, вздохнув, подставляет вместо нескольких белых клавиш мышеловку. Конечно, палец Тома туда попадается и немедленно раздувается до пропорций шара. Джерри скачет на пианино, Том залезает на него, продолжая играть пальцами ног. Когда Том слезает и продолжает играть пальцами лап, Джерри меняет мелодию рапсодии. Том начинает играть аккорд, Джерри раз за разом подпрыгивает и строит коту рожи. Том хватает мышонка в воздухе и засовывает его в стул. Джерри вылезает оттуда и манипулирует длиной стула при помощи колеса, подняв и резко опустив его. Том приземляется лицом на рояль и играет два аккорда фортиссимо, как бы говоря Джерри «сейчас ты у меня получишь». Том засовывает Джерри между молоточками и грубо играет мелодию, заставляя молоточки рояля избивать Джерри, словно в живую. Устав от побоев, расплющенный Джерри постепенно приходит в себя. Мышонок окончательно разозлен: он отрывает два молоточка и играет ими на струнах рояля. Джерри окончательно разрушает мелодию Тома, сыграв два фальшивых конца. Том выбивается из сил, закончив партию, концерт завершается, и все лавры достаются Джерри. |
| 030 | Dr. Jekyll and Mr. Mouse Доктор Джекилл и мистер Маус | 14 июня     | Номинант на премию «Оскар» в категории «Лучший анимационный короткометражный фильм». Молочник доставляет к дому Тома и Джерри две бутылки молока. Из подвального окна Том забирает одну из бутылок и бежит в гостиную. Кот выливает содержимое в свою тарелку и прячет уже пустую бутылку в цветочный горшок. Лакая молоко, Том внезапно замечает, что Джерри тоже наслаждается питьём. Кот пытается избавиться от мышонка, но всё время терпит неудачу — куда бы он ни спрятал миску, везде появляется Джерри и пьёт его молоко. В конечном итоге Том решается на отчаянный шаг. В лаборатории Том смешивает в своём молоке различные химические вещества. Кот окунает ложку в свой эликсир, в результате чего у неё обугливается кончик. К тарелке подлетает муха и, попробовав молоко, сразу же погибает от получившегося яда. Довольный Том несёт свой эликсир к норе Джерри и прячется. Джерри выпивает молоко и падает замертво. Казалось бы, мышонок умер, но тут у него происходит неожиданная трансформация: Джерри увеличивается в размерах и обретает мускулы. Джерри грозно надвигается на Тома. Том пытается остановить монстра старым словарём, кочергой, даже прячется за дверью, а потом — в сейфе, но всё тщетно. Джерри, схватив Тома за грудь, стучит его головой по двери сейфа, но тут действие эликсира заканчивается и Джерри опять становится прежним. Мышонок пытается снова выпить эликсир, но Том отрывает его от тарелки. Однако мышонок всё-таки успевает сделать один глоток. Снова став сильным, Джерри хватает Тома за усы и швыряет его о пол направо и налево. Но из-за слишком малой дозировки эликсира Джерри через несколько секунд снова становится нормальным. Мышонок опять бежит к тарелке, но Том опрокидывает её ногой. Погоня переходит на кухню. Джерри пытается остановить Тома засунув его хвост в вафельницу, отчего Том злобно кричит, мяукает и агрессивно шипит, от боли при этом, он видит на своём хвосте вафлю. Джерри запирает Тома в холодильнике и убегает прочь. Пока Том пытается выбраться, Джерри бежит в подвал и сам готовит зелье, правда с другим составом, добавляя белый обувной крем. Том, выбравшись из холодильника, врывается в подвал. Мышонок пытается выпить эликсир и снова убежать прочь, но Том прижимает его хвост лапой к полу, берёт тарелку и жадно выпивает новый эликсир. Сначала кот увеличивается в несколько раз, но уже через три секунды уменьшается, став размером с Джерри из-за неправильного состава зелья. Джерри освобождает свой хвост и бьёт уменьшенного кота, а также дёргает его за хвост. Том вопит с криками, от боли и эликсир, быстро срабатывает ещё раз, из-за чего кот становится размером с блоху. Мышонок пользуется этим и, начинает гонять убегающего Тома, по дому хлопая старой, красной мухобойкой что продлится до окончания действия эликсира. На этом мультфильм заканчивается. |
| 031 | Salt Water Tabby Морской котик                        | 12 июля     | Том выходит из клубного домика на пляже и бежит к морю, собираясь нырять, но зацепившись купальным костюмом за дверь, притягивается назад к клубу, частично ломая его. Том опять выбегает из клуба и прыгает в воду, но происходит отлив, и кот попадает в кучу мусора. «Поплавав» в мусоре, Том выходит на берег и отправляется на прогулку по берегу, вытряхивая по пути мусор из костюма. По дороге Том видит кошку Тудлз, и, засмотревшись, не замечает, как попадает прямо в мусорный бак. Бак выставляет на рулетке три одинаковых знака, подобно «однорукому бандиту», и выбрасывает Тома прямо к Тудлз. Том подмигивает кошке и, несмотря на её отвращение, выпивает её содовую и съедает её хот-дог. Кот подвигается к Тудлз, и на него вдруг падают томат и банановая кожура. Том заглядывает в корзину для пикника и видит Джерри, поедающего припасы. Том угрожает Джерри мухобойкой, но мышонок кидает ему в глаза по два яйца и оливки. Разозлённый Том вытаскивает из корзины Джерри, повисшего на сельдерее. Объедая сельдерей, мышонок увлекается и надкусывает руку Тома. Пользуясь моментом, Джерри прячется за камни. Том пытается вытащить оттуда Джерри, но вытаскивает краба, который щиплет ему усы клешнями и надрезает хвост, превращая его в фигурную гирлянду. Том в порыве мести гонится за Джерри, но вдруг, мышонок останавливает Тома возле пляжного зонтика, который Джерри закрывает, запирая в нём Тома. Джерри тоже встречает краба и развязывается новая погоня, заканчивающаяся в купальном костюме Тома. Краб опять щиплет кота. Джерри достаёт из корзины бутылку с колой, но, пытаясь открыть её, задевает Тома. Том открывает колу и насаживает крышку мышонку на голову, закрывая ему глаза. Временно ослепший мышонок подходит к упомянутому крабу, снимает с себя крышку, используя его клешню, как консервный нож, и чудом избежав щипка этой клешнёй, убегает от краба к месту посиделок Тома и Тудлз. Джерри подкладывает в сэндвич Тома ракушку, после чего кот, съедая сэндвич, переламывает себе зубы. Наблюдавшей за ним Тудлз кот строит улыбку сломанными зубами. Пока Том насыпает сахар в кофе, Джерри подменяет сахарницу ведром с песком. Выпив кофе, Том начинает кашлять и плеваться. Джерри вручает ему ведро солёной воды. Том выпивает всё ведро, но тут же выплевывает всё на Тудлз, портя ей настроение. Том накрывает Джерри ведёрком с песком и обрезает получившийся кулич лопаткой. Ни обнаруживая мышонка, Том копает песок, а Джерри, исподтишка, закапывает кота, а под конец сгибает лопатку. Когда Том вылезает из-под песка, Джерри отпускает лопатку, избивая Тома в лицо, а сам прячется в корзине. Том вытаскивает оттуда банан и замечает спрятавшегося в нём мышонка. Джерри задерживает кота и во второй раз запирает Тома в зонте. Джерри вылезает из зонта, но падает в бутылку с колой, которую тогда достал из корзины. Том трясёт бутылку, и под действием газов, последняя запускает Джерри в океан, возле деревянного столбика. Мышонок берет водоросли, складную ракушку, надевает их на столбик, рисует на нём лицо и кричит, как тонущая девушка, призывающая на помощь. Том прыгает на творение Джерри, но налетает головой на столбик и падает в воду. Кот снова бросается в погоню. Джерри выпускает воздух из надувного морского конька, и последний летит прямо к Тому. Кот проглатывает игрушку и летает по всему пляжу, а когда воздух заканчивается, кот стремительно падает с высоты на берег, проделывая в нём отверстие, которое заполняет водой прилив. Том всплывает оттуда, уже сидя на надутом коньке, и остается смотреть, как Джерри под музыку Алоха Оэ уплывает на корзине под парусом из купальника Тома. |
| 032 | A Mouse in the House Мышь в доме                      | 30 августа  | Первое появление Бутча в доме Тома как домашнего питомца. В 32 серии 1 сезона «Том и Джерри» Мамочка-Два-Тапочка обнаруживает разгром в кухне. Из кусков хлеба сделаны ступени, на столе следы «пирушки». Холодильник раскрыт, шоколадный торт погрызли. Хозяйка ругает двух котов — Тома и Бутча, спящих в гостиной. Питомцы избалованы сливками и рыбой, а поймать грызуна не могут. Им поставлен ультиматум: к утру в доме останется один кот, и то, если вредителя устранят. Парочка начинает обыск, роется в вещах, устраивает суматоху, закончившуюся дракой. Мышонок выступает рефери «боксерского» поединка. Борьба за добычу превращается в побоище, Мамочка в ужасе: кругом — бардак, еще и ей попало. Джерри добился своего: оба лентяя вышвырнуты на улицу. |
| 033 | The Invisible Mouse Невидимый мышонок                 | 27 сентября | Том пытается подманить Джерри сыром, подвязанным на верёвку. Мышонок безуспешно пытается схватить сыр и забегает за угол, преследуя «убегающую» добычу. Там его ждёт Том. Кот роняет на Джерри утюг, но в последний момент мышонок подставляет под удар ногу Тома. Джерри убегает наверх, а кот — за ним. Оба скатываются вниз по перилам, Джерри сворачивает на развилке вправо, а Том проскакивает по прямой и врезается в часы с кукушкой. Погоня продолжается. Том берёт меха у камина и всасывает Джерри, когда тот почти успевает вбежать в свою нору. Том играет мышонком, выдувая его вверх и всасывая обратно. Наконец Джерри цепляется за тарелку на полке, падает вместе с ней на мехи и в момент приземления разбивает тарелку о голову кота. Мышонок убегает и прячется в банке, находящейся в коробке с надписью «Набор юного химика». Как только кот уходит от места действия, Джерри вылезает из набора и обнаруживает себя наполовину невидимым. Причина проста: мышонок спрятался в банке с невидимыми чернилами! Джерри окунает свою руку в чернила, и эффект налицо — она становится невидимой. Джерри осознаёт шанс повеселиться, ныряет в чернила, пробегает по гостиной и, полностью невидимый, съедает все трюфеля в тарелке. Тем временем Том решает повторить свой план с ловушкой: кладёт привязанный к верёвке сыр около норки мышонка, а сам ждёт в засаде с занесённым утюгом. Джерри-невидимка съедает весь сыр. Озадаченный кот ставит утюг на стол и проверяет ловушку. Невидимый Джерри опять роняет утюг Тому на ногу. После этого мышонок вставляет хвост Тома в электрическую розетку как вилку. Тома коротит, он убегает за кресло и пытается отдышаться. Наконец, отдышавшийся кот идёт полакать молока. Но и тут мышонок-невидимка ему докучает: он выпивает всё молоко из миски, а затем выплёвывает его в лицо Тому. Испуганный такими событиями Том подбегает к зеркалу, чтобы удостовериться, не болен ли он. Кот решает, что всё это — галлюцинации, и решает подремать. Джерри снова пакостит: подходит к спящему коту, вставляет ему между пальцев коробок со спичками и поджигает их. Том чувствует жару, видит ногу в огне и быстро тушит её в аквариуме. После этого кот в ужасе слышит, что рояль играет сам по себе, без пианиста (на самом деле это опять Джерри). Кот глядит внутрь рояля, и Джерри едва ли не отсекает ему голову, сбросив на него крышку инструмента. Тут Том видит тень Джерри, поедающего банан, и всё проясняется. Взяв увесистый словарь, хитрый кот подкрадывается сзади и удачно попадает словарём по голове Джерри, выращивая шишку на голове последнего. Джерри убегает на кухню, захватив с собой яблоко. Том мигом вбегает в кухню, глядит под холодильник, и оттуда выкатывается огрызок от яблока. Том берёт банку с мукой, рассыпает её по всей кухне и становится в укрытие со сковородой. Из-под холодильника выходит невидимый Джерри, Том видит его следы на муке и хлопает сковородой по полу. Внезапно на муке появляется надпись «промахнулся» и тут Джерри убегает из кухни, в то время как кот продолжает попытки его прихлопнуть. Том ловит Джерри, но тот снова выскакивает у него из рук, закрутив ему усы вместе со шкурой на морде. Тогда Том решает применить другую тактику: он берёт штору, прячется за угол, и, когда Джерри пробегает рядом с ним, Том накрывает мышонка и лупит его словарём. Но и тут Джерри ускользает из лап Тома. Мышонок берёт из гардероба клюшку для гольфа, тщательно нацеливается и врезает ей Тому под зад (Том был слишком занят, полагая, что всё ещё избивает пойманного проказника). Разъярённый Том бежит за Джерри во двор. Там мышонок-невидимка бьёт по голове клюшкой мирно спящего Спайка и передаёт оружие Тому. Злой Спайк, как всегда думая, что виноват Том, берёт клюшку и гоняет кота по городу, попутно избивая его клюшкой, причём, периодически попадая. Теперь Джерри может отдохнуть. Мышонок ложится на подушку, выпивает шоколадное молоко из миски, и происходит чудо: Джерри снова становится видимым! Вероятно, потому, что его шкура — тоже шоколадного оттенка. |

### 1948
| №   | Название                                   | Дата        | Примечания |
| --- | ------------------------------------------ | ----------- | --- |
| 034 | Kitty Foiled Надо друга выручать           | 1 июня      | В начале домашняя канарейка в клетке с ужасом смотрит на хаотическую погоню Тома за Джерри. Том, раз за разом, пытается ударить убегающего Джерри метлой — и разбивает/ломает всю мебель и посуду, которая попадается на его пути. Погоня переходит к столу, Джерри прячется под бокалами. Том разбивает бокалы на куски, но вдруг один из бокалов сам по себе убегает от кота. Том ловит и переворачивает бегущий бокал, и оттуда выглядывает Джерри. Сердце у испуганного мышонка бьётся, как и положено, на левой стороне груди, но мышонок зажимает сердце лапой, и тогда оно продолжает биться уже на правой стороне. Том готовится нанести смертельный удар обломком метлы… Канарейка не может оставаться в стороне, и поэтому она спасает Джерри, сбросив на Тома дно своей клетки. Том вырубается на несколько секунд, и это даёт Джерри шанс. Мышонок быстро юркает в свою норку, и Том чуть не ловит его в последний момент (после того, как коту не удаётся попытка и он вытаскивает свою застрявшую пасть из норки, пасть становится похожей на почтовый ящик). Кот набрасывается на виновную в его промахе канарейку, но птичка успевает выскочить из своей клетки и закрыть там Тома (подставив снизу под прыгнувшего кота съёмное дно клетки). Канарейка бросается вперёд по столу, но тут из-под доски выскакивает Том и проглатывает её. Птица вылезает изо рта Тома и взлетает. Но Том не собирается отставать и в погоне за птицей он тоже взмывает вверх, правда, безрезультатно, вмазавшись головой об стену. Кот быстро оправляется от удара, бросается к перевёрнутому цветочному горшку, под которым спряталась канарейка, и смотрит внутрь через дырку в днище. У канарейки, как и у Джерри, тоже безумно бьётся сердце то в груди, то в заду. Джерри не может спокойно смотреть на страдания канарейки, спасшей ему жизнь, и он тоже спасает птицу, прицепив Тома за верх шторы. Том переключает внимание на Джерри, но и тут мыша спасает канарейка, схватив его в полёте и быстро юркнув в норку. Том опять застревает ртом в норе, и после того, как он его вытаскивает, рот опять принимает форму почтового ящика. Во рту оказываются Джерри и канарейка, которые сразу же выскакивают оттуда и возвращаются в нору (Том, временно изуродованный, не может им помешать). Джерри и канарейка клянутся в вечной дружбе. Оба осторожно выходят из норки. Никого вокруг нет. Джерри прощается с канарейкой и та летит в свою клетку, но тут её «заточает внутри своей пасти» неожиданно вылезший Том. Джерри сразу же бросается на помощь новообретённому другу. Мышонок подбегает к морде кота и разбивает его зубы молотком, освобождая канарейку. Канарейка выбивает пинком обломок последнего зуба и улетает, и Том ловит убежавшего Джерри. Но и тут канарейка помогает своему другу, зажав хвост Тома доской из пола. Кот начинает новую погоню, во время неё канарейка прячет Джерри за штору. Том сидит рядом со шторой и подкарауливает своих врагов — и тут из-за шторы, как из вигвама, выходит Джерри, замаскированный под вождя индейцев. Мышонок басом говорит Тому «хау», что на языке индейцев значит приветствие (а также аналог фразы «Я всё сказал»), и с достоинством удаляется. Из корзинки на его спине высовывается канарейка, замаскированная под индейского ребёнка, и машет Тому в знак приветствия. Одураченный кот машет ей в ответ и расплывается в глупо-умилённой улыбке. Тут кота осеняет, что его обманули, и он сразу же бросается в погоню за Джерри. Во время погони канарейка случайно выпадает из корзинки, и Том переключает своё внимание сначала на неё, а потом опять на Джерри. Джерри ныряет под шкуру белого медведя и выходит наружу, и, когда Том высовывается наружу, канарейка опускает на его шею верхнюю челюсть медведя. Том, шея которого «прикушена медведем», верещит от боли. Канарейка перелетает на стол, берёт игрушечный пистолет, и, когда к ней подбегает Том, птица угрожает ему пистолетом. Том очень испуган, и он пятится, пока канарейка его не загоняет в угол у камина (во время преследования, когда канарейка нечаянно роняет пистолет, Том, трепеща, опять ей его вручает, и продолжает от неё пятиться). Том не видит, как Джерри откручивает лампочку и для эффекта того, что канарейка как будто бы выстрелила, роняет её. Том думает, что это конец, и якобы прощается с жизнью (при этом он подбрасывает монетку, как умирающий гангстер Ринальдо в старой версии фильма Scarface). Джерри и канарейка верят в смерть Тома (считают, что у него от страха лопнуло сердце), и празднично танцуют под кельтскую музыку «Auld Lang Syne». Том понимает, что он вовсе не умер, и поэтому демонстрирует «живого и здорового себя» Джерри и канарейке, пожав им руки. Джерри и канарейка дурят Тома, заставив его жать руки самому себе. Том, конечно же, вскоре понимает, что его обдурили, и бросается на обоих. Мышь и канарейка разбегаются в разные стороны, но тут Джерри врезается в ножку стола и теряет сознание. Том привязывает мышонка к путям игрушечной железной дороги. Ведя себя как ходульный злодей из чёрно-белых фильмов, кот садится на игрушечный поезд, заводит его и едет прямо к своей жертве (Джерри) под аккомпанемент увертюры «Севильского цирюльника» Джоаккино Россини. При этом у Тома трудноописуемое садистское ликование на лице. Испуганная Канарейка берёт из гардероба шар для боулинга и в полёте сбрасывает его на Тома. Джерри, видя подъезжающий поезд, произносит предсмертную молитву… Шар падает на рельсы в последний момент, и Том на поезде проваливается («уезжает») прямо в образовавшуюся дыру. После этого Джерри и канарейка сидят в клетке и весело насвистывают My Blue Heaven. |
| 035 | The Truce Hurts Временное перемирие        | 17 июля     | Том, Джерри и Спайк враждуют друг с другом, и даже дерутся. Внезапно Спайк останавливает драку и объясняет, что коты, мыши и собаки могут вместе жить мирно и дружно. Они втроём подписывают мирный договор, обещая его не нарушать и становятся друзьями. Том, Джерри и Спайк спят вместе. После подъёма, они втроём выпивают по стакану молока, и Джерри отправляется погулять. Помойный кот Бутч берет мыша, кладет его на «блюдо» (крышка от мусорного бака) с гарниром из объедков и решает закусить. В этот момент Том видит, что Джерри в опасности, побегает к Бутчу, отбирает у него Джерри и отправляет мышонка домой. Бутч в ужасе — как кот может дружить с мышью и, думая, что сошёл с ума, бьёт себя кирпичом по голове. Чужой пёс, который грызёт кость, замечает Тома, хватает его, кладет его на тарелку, втыкает коту в рот яблоко и придаёт его хвосту форму поросячьего хвостика. Тома спасает Спайк, и выбивает чужому псу все зубы. Три друга вместе шагают по улице. Неожиданно мимо них проезжает грузовик с мясом, и из него случайно выпадает завернутый в бумагу сочный кусок мяса, к которому подбегают друзья. Они пожарили мясо, и принимаются за трапезу. Но не могут поделить этот кусок. Спайк решает разделить мясо хитрым способом: Джерри он уступает малый кусок, Тому даёт косточку, а себе берёт остальное. После неправильного дележа, начинается противостояние за кусок мяса, который в результате вылетает через окно, падает в водяной сток, и оттуда в канализацию. Впоследствии Том, Джерри и Спайк разрывают свой мирный договор, и опять начинают драться. |
| 036 | Old Rockin’ Chair Tom Старая развалина Том | 18 сентября | Мамочка-Два Тапочка стоит на стуле, кричит от паники, ее преследует Джерри. Она зовет Тома, который лениво просыпается, а затем мгновенно омолаживается, когда видит мышь. Том отгоняет Джерри от Мамочки, но Джерри ставит ему подножку. Джерри возвращается к Мамочке и раскачивает табурет вверх и вниз, пока Том снова не гонится за ним. Затем Джерри открывает дверь, и гладильная доска, а затем утюг падает на голову Тома. Том ловит Джерри, пытающегося срубить табурет, и Джерри дает ему топор. Мамочка убеждает Тома ударить Джерри, но каждый раз Джерри уклоняется, и в конце концов он срубает табурет. Том поддерживает Мамочку на голове, пока не теряет равновесие из-за её веса. Джерри открывает дверь на лестницу в подвал. Том выходит в дверной проем, Мамочка все еще на нем, и врезается в подвал, в результате чего несколько кусков посуды разбиваются за дверью. Устав от неудач Тома, Мамочка увольняет его, полагая, что Том слишком стар, чтобы ловить мышей. Затем она зовет Молниеносного — молодого, яркого рыжего кота, который оправдывает свое имя, когда он со скоростью молнии врывается на место происшествия и быстро выгоняет Джерри из дома в мусорный бак. Затем Том паникует, когда Молниеносный проносится мимо него и переворачивает его, а Молиеносный целует руку Мамочки, демонстрируя свои повадки джентльмена. Мамочка хвалит Молниеносного за этикет и работоспособность. Джерри пытается через почтовое отверстие проскользнуть обратно в дом, но Молниеносный снова его выгоняет. Молниеносный проходит мимо Тома, закручивает его и одевает в искусственную бороду, поскольку Мамочка советует ему «позаботиться о бедном старом дяде Томе». Мамочка уходит к себе, Молниеносный опережает её и открывает дверь, снова показывая ей свои манеры, хозяйке это нравится. Как только Мамочка ушла, Молниеносный, как кот, начинает проявлять свою истинную природу, совершая набег на холодильник, пока не роняет бутылку молока. Это будит хозяйку, которая считает, что это Том совершает набег на холодильник. Желая избежать наказания, Молниеносный подставляет Тома, бросая содержимое холодильника к ногам Тома, набивая остатки еды ему в руки и запихивая Тома внутрь арбуза. Входит Мамочка и видит Тома и Молниеносного, с невинным видом стоящего рядом с ним. Она спрашивает Тома, был ли он в холодильнике, и Молниеносный кивает Тому головой. Мамочка собирается выбросить Тома из дома, но Молниеносный делает это за неё, и Тома пинают в мусорный бак, что заметил Джерри. Молниеносный собирается напасть на Джерри, но тот вышвыривает сам себя. Довольный Молниеносный заходит в дом. Том и Джерри с кислым видом думают: что же им теперь делать? И тут у Джерри появляется идея, как избавиться от Молниеносного и посвящает Тома в свой план, таким образом они объединились против общего врага. Позже Том и Джерри приступают к реализации своего плана: вооружившись магнитом и утюгом, напарники пробираются в дом, Джерри кладёт утюг возле рта спящего Молниеносного и сев ему на голову, тянет за усы, чтобы открыть рот, а Том, стоящий за спиной своего соперника, используя магнит, заставляет Молниеносного проглотить утюг. Проснувшийся Молниеносный собирается напасть на Джерри, тот целует его и провоцирует на погоню, Том воздействует магнитом на утюг, держа Молниеносного на безопасной дистанции от Джерри и позволяя мышонку несколько раз ударить кулаками по морде, после чего магнит тянет кота назад и он нарывается на кулак Тома. Затем Том передаёт магнит Джерри, но мышонок слишком легкий, и его тащит за собой Молниеносный, пока он не наткнется на утюг и не зацепится за магнит. Молниеносный хватается за ножку пианино, и Том, Джерри и Молниеносный начинают своеобразное перетягивание каната. Дуэт кота и мышонка побеждает, и Молниеносный проходит через пианино в стену, где целый набор тарелок падает на рыжего кота. Мамочка слышит хаос и входит в комнату, но вскоре Джерри снова начинает терроризировать ее, встряхивая табурет, на котором она стоит. Она зовет Молниеносного, но тот не может прийти на помощь, так как Том контролирует его движения за кухонной стеной с помощью магнита. В конце концов, помолившись, чтобы кто-то ей помог, хозяйка зовет Тома, который хватает Джерри и делает вид, что избивает его, но на самом деле Том и Джерри находятся вне дома, бьют по сковороде деревянными досками и грохочут, имитируя драку. Мамочка собирается выбросить Молниеносного из дома, но Том сам вызывается сделать это, однако, совсем забыв об утюге, который Молниеносный проглотил ранее, он в конечном итоге разбивает себе ногу после удара по нему, когда он пинает Молниеносного, и получает симптомы сломанной ступни. Позже Том со сломанной ногой, перевязанной бинтами, получает от Мамочки хороший пирог в знак её благодарности, а также извинения за её недоразумение. Как только хозяйка уходит, Том берет половину пирога, а вторую половину в знак благодарности отдаёт Джерри, который с помощью магнита приносит пирог в блюде к его отверстию и с удовольствием ест свою заслуженную еду. |
| 037 | Professor Tom Профессор Том                | 30 октября  | Том — профессор (всё при нём — и чёрная академическая шапочка, и указка), и у него единственный ученик — котёнок Топси. Том показывает первый и второй наглядный уроки на доске, гласящие «Мыши живут в норах» и «Коты гоняют мышей». Топси скучно, и он протяжно зевает. Том со строгим взглядом стучит указкой по доске, как бы говоря «Ну-ка соберись!» Том опять указывает на доску, но тут же приходит в ужас: его единственный ученик спит! Том опять стучит по доске указкой, и Топси, перевернувшись по кругу (так как он сел спиной вперед), снова «весь во внимании». Том снова указывает на надпись мелом на доске, уже сделанную Джерри: «Мыши очень милые». Только тут преподаватель обнаруживает, что происходит что-то не то. Том уже было хватает Джерри, но тот останавливает кота и ужасно громко скрипит мелом по доске. Том не в силах переносить этот звук. Развязывается новая погоня. Том загоняет Джерри в угол и хватает мышонка, тот полагает, что погиб… но теперь уже Топси, в свою очередь, берёт мел и тоже скрипит им по доске, оглушая Тома. Том подбегает к Топси, отбирает у него мел, указывает на пункт «Коты гоняют мышей» и велит Топси гнаться за Джерри. Топси бежит вперед и не замечает Джерри, стоящего за углом. Но тут он понимает, где мышонок и подбегает к нему. Джерри предлагает Топси дружбу, и простодушный котенок Топси тут же соглашается. Том в ужасе кричит, и Топси вместе с Джерри тут же разыгрывают погоню, причём Джерри помогает Топси выбраться из разных мест, где он застревает. В один момент Топси поскальзывается на коврике (прихватив с собой Джерри) и врезается в стеклянную дверь душевой. Том тут же прибегает к месту действия и видит Топси, моющегося под душем. Том сыт по горло этим зрелищем и приказывает Топси выйти из душевой. Топси выходит, прикрывшись полотенцем, из-под которого случайно выходит Джерри. Том пытается схватить мыша, но тот убегает за спину Топси, стоящего за углом. Том прибегает к Топси и пытается разоблачить его как «укрывателя», но тщетно, так как Джерри хорошо прячется за Топси. Том уходит, ищет Джерри повсюду, и, заглянув в одну комнату, обнаруживает, что мышонок учит Топси всяким (для кота, конечно) глупостям, таким, как «Коты и мыши друзья; товарищи; приятели». Топси соглашается с наставлениями своего нового преподавателя. Том в ярости подбегает к мышу, и тут Джерри с помощью своей указки щекочет кота. Наконец, Джерри делает перерыв и дает указку Топси, и, как только Топси начинает щекотать Тома, тот перестает реагировать на щекотку, выбивает из рук Топси указку и вновь велит котенку ловить Джерри. Топси опять пробегает мимо Джерри, и в этот раз за Джерри уже гонится Том. Топси разворачивается и бежит им навстречу, и, только Джерри уже в лапах у Тома, как на Тома набегает Топси и несёт его на своей голове. Топси с Томом на голове продолжает погоню за Джерри и набегает на стол. Топси «пешком под стол идёт», а Том, сидящий на Топси, ударяется головой об верхнюю часть стола. В погоне за Джерри Топси подбегает к узкому простенку и останавливается. Том дает ему вазу, и приказывает бить Джерри во время того, как Том будет гонять грызуна вокруг стены. Том гоняет Джерри по кругу, а Топси совсем не реагирует на погоню. Том повторяет свой приказ: указывает на вазу. а потом на Джерри — мол, бей же его! Но Топси все неправильно понимает, дает вазу Джерри и тот разбивает её об голову Тома. Мышонок скрывается в норе, и Том решает в буквальном смысле выкурить его из норы сигарой, лежавшей рядом. Том затягивает сигару и пускает дым внутрь, но слишком много затяжек в буквальном смысле заставляют его позеленеть, и тяжко отравленный Том облокачивается об стену. Из норы с прищепкой на носу выходит Джерри, и, как только на него бросается Том, мышонок дает ему снова нюхнуть сигару, и зачахнувший Том ложится на пол. Джерри пристраивает Тому под нос сигару и забегает за угол. Там его «ловит» Топси. Том подбегает к Топси, видит, что мышь у него, и подбадривает своего ученика, как бы говоря «Молодец, мальчик, делаешь успехи! Ты поймал мышь!» Затем Том требует, чтобы Топси отдал ему пойманную мышь на расправу, но Топси отказывается. Том в шоке, а Топси отпускает Джерри на волю, и, когда Том бросается за мышом, Топси ставит ему подножку. Рассерженный Том начинает наказывать шлепками своего нерадивого ученика. Джерри возмущён таким обращением с ребёнком; суровый мышь берёт хвост Тома и ломает этот хвост об колено (!). Том подскакивает от боли, дав Топси шанс убежать. Джерри бежит от рассерженного кота по ковру, и Том свёртывает ковёр вдогонку за Джерри, с успехом закатав в него грызуна. Том берёт ковёр, бежит к бассейну, и хочет кинуть свёрнутый ковёр туда. Но Джерри успел выбраться, когда Том бежал к бассейну, поэтому он берёт ковёр с другого конца, насаживает на него Тома и кидает ковёр в бассейн. Джерри убегает в дом и вовремя закрывает дверь (о неё ударился бежавший за ним вдогонку Том). Том пытается зайти в дом со всех доступных мест, но тщетно. Тогда, Том решает протаранить чёрный ход. Джерри сразу же убегает от двери. Топси подходит к двери, открывает её, и на него набегает Том. Том бежит через весь дом ко второму ходу, и Джерри натягивает спасательный круг на основания перил, сделав так называемую «рогатку». Том набегает на резиновую «рогатку» с такой силой, что она отбрасывает его прямо в почтовый ящик. Сначала Джерри хочет дать Тому доской по заду, но Топси противится этому. Он нежно гладит седалище Тома, после чего забирает у Джерри доску… и сам наносит жестокий удар опостылевшему наставнику. Топси предпочитает, чтобы не Том, а Джерри впредь учил его жизни, и потому Топси надевает на мыша чёрную академическую шапочку, которую раньше носил кот. Новоиспеченные друзья — Джерри и котёнок Топси — идут по аллее. |
| 038 | Mouse Cleaning Мышиная уборка              | 11 декабря  | Мамочка-Два Тапочка закончила генеральную уборку в доме. В подворье Том в погоне за Джерри пачкается в грязи. Том забегает за мышонком в дом, пачкает всю комнату и даже одежду хозяйки. Она заставляет Тома всё отмывать. После того, как Том заканчивает, хозяйка уходит за покупками, предупредив Тома о наказании в случае новых загрязнений в доме. Потом Том видит, как Джерри выбрасывает мусор из пепельницы. Том пытается всё убрать, но Джерри продолжает сорить. Разъярённый Том, хватает помидор и кидает его в Джерри, но попадает им в стену. Пока Том моет стену, Джерри выпрыскивает в ведро с водой синие чернила из авторучки. Ни подозревающий того Том макает тряпку в воду с чернилами, еще больше пачкая стену. Том видит у Джерри ручку, а тот грозит вылить чернила на штору, но чернила не выпрыскиваются. Том отбирает у Джерри ручку, веря, что она не рабочая, нажимает и внезапно загрязняет ей стену. В ужасе Том стирает и сушит штору и вешает её на место. Тем временем, Джерри продолжает свой саботаж. Он жонглирует яйцами, идя по канату как настоящий циркач. Джерри кидает яйца в стены, но Том успевает их поймать и тоже начинает жонглировать. Вдобавок, Джерри заставляет Тома крутить на носу пирог на вилке. Том-жонглер становится на коврик. Джерри выдёргивает его из-под ног кота, Том падает, и вместе с ним яйца и пирог. Том ловит все яйца, а пирог приземляется прямо ему на голову. Джерри приводит в дом старого грязного мула, но Том выкидывает его назад на улицу, а Джерри сбегает. Мышонок снова входит в дом через розетку, помеченную надписью «Экстренный выход». Том ложится спать. Джерри приделывает к его подошвам синие штампы, предварительно обмакнув их в мастику, а затем провоцирует кота на погоню. В разгар погони Джерри показывает Тому её результат. Том в ужасе видит следы по всей комнате. Поглядев на свои лапы, Том понимает, что это все Джерри, и яростно бросает мышонка через мусоропровод в подвал. Тем временем к окну подвала подъезжает грузовик с углём, собираясь всё выгрузить. Джерри берет веревку и подвязывает её к жёлобу, по которому должны спустить уголь. А Том в спешке заканчивает уборку, увидев идущую к дому Мамочку-Два Тапочка, и садится на диван в ожидании. Тем временем Джерри перетаскивает жёлоб к открытому окну в комнату. Уголь заваливает комнату, и, как только хозяйка открывает дверь, её буквально сносит угольной «лавиной». Том покрывается чёрным цветом из-за угля (опять карикатура на чернокожего — точнее, на белого, грубо загримированного под афроамериканца). Вылезшая из-под завала хозяйка принимает Тома за негра и спрашивает, не видел ли тот поблизости никудышного кота. Том болтает негритянским акцентом, о том, что никакого кота он здесь не видел. При этом Том потихоньку выходит из угля — и выдает себя, так как углем измазана только его голова. Хозяйка в ярости закидывает углем убегающего Тома. |

### 1949
| №   | Название                                           | Дата       | Примечания |
| --- | -------------------------------------------------- | ---------- | --- |
| 039 | Polka-Dot Puss Кот в горошек                       | 26 февраля | Том играет с Джерри, как с йо-йо. Но тут его зовёт Мамочка-Два Тапочка. Том поспешно прячет мышонка под сидение кресла и ложится на ковёр. Хозяйка находит Тома и говорит, что его пора на ночь выпускать. На улице льёт дождь, и поэтому Том не желая идти на улицу, симулирует простуду. Хозяйка оставляет Тома дома, но говорит, что в случае обмана, она ему «вымоет рот с мылом» (старый «педагогический приём», некогда действительно практикуемый в отношении лгунов в некоторых американских семьях). После того, как Мамочка уходит, Том достает запрятанного Джерри, а тот берёт кусок мыла и приводит угрозу Мамочки-Два Тапочка в исполнение. Разозлённый Том гонится за Джерри, и в итоге Джерри прячется в своей норе, а нос Тома попадается в мышеловку. Том с повязкой на носу, засыпает в гостиной. Джерри снимает повязку и красной краской наносит на лицо спящего Тома точки, а также красит нос в тот же цвет. Когда Том просыпается, он видит соломинку, через которую Джерри пьёт молоко из миски кота, сидя на кресле и читая газету. Том подбегает к Джерри, а тот удивляется красным точкам на его лице и показывает газету с заголовком об эпидемии кори, поразившей нацию и первых симптомах в виде пятен на теле, а также чихания и сопения. Том этому не верит, но Джерри дает ему зеркало и тот в ужасе думает, что у него — действительно корь. Джерри становится «доктором» для Тома. Он консультируется с медицинской книгой доктора Квока и лечит нетрадиционными методами Тома, который превратился в ипохондрика. Диагностика проводится следующим образом: Джерри незаметно подносит стетоскоп к тикающему будильнику, чтобы создать у Тома впечатление, будто у него «плохой пульс»; причём этого Джерри показывается мало, и он ещё и звонок на будильнике включает, а Тому приходится слушать этот звонок через сверхчувствительную мембрану стетоскопа. Потом Джерри, как заправский невропатолог, проверяет рефлексы Тома, врезая по его ноге молотком со всей силы. Джерри вставляет в рот кричащему от боли Тому спиртовой градусник, а снизу к градуснику подносит зажигалку. Высокое давление от зажигалки заставляет градусник чуть ли не взорваться, и таким образом Джерри заставляет Тома подумать, что у него очень высокая температура. Следующая глава книги рекомендует при высокой температуре холодные компрессы. Джерри отправляет Тома в морозильник, загружая туда много льда и закрывает дверь. Через несколько секунд Джерри достает оттуда обледеневшего (буквально) Тома. Следуя указанию книги, согреть пациента при сильном ознобе, Джерри поспешно несет Тома в духовку, ставит уровень температуры на максимум и закрывает кота. Через некоторое время Джерри открывает духовку, и достаёт оттуда перегревшегося Тома. Джерри ставит Тома на поднос, хватает поднос кухонной прихваткой и несёт кота в душ, обливая его ледяной водой. Слышны паникующие вопли Тома: кот плохо переносит перепады температур. Из душа Том выходит обмотанный полотенцем и с грелками на ногах. Том глядит в зеркало и замечает, что почти все «коревые» пятна пропали. Том стирает последнее пятно со лба и видит на руке красную краску. Том обнаруживает в углу баночку с краской (которой тогда Джерри раскрасил Тома), наносит три красные точки на лоб и взглянув в зеркало, осеняется: он был «ослом» (что подтверждается соответствующим отражением в зеркале)! Том в ярости разбивает банку с краской, хватает со стены саблю и приставляет её кончик к Джерри, сидящему с кислым видом. Джерри уже все равно: у него и вправду началась корь. Том под аккомпанемент ускоренной версии «Пляски смерти» Генделя в ужасе кидается к медицинскому шкафчику в ванной и пихает в себя все лекарства, какие только может достать, не зная, что от кори НЕТ лечения. Позже дом закрывают на карантин, и мы видим зараженных корью Тома и Джерри у окна. Джерри берет зеркало и показывает язык, тоже покрытый сыпью, а это значит, что у него ещё более тяжёлая форма кори, чем у Тома, так как Джерри был сам виноват в случившемся. |
| 040 | The Little Orphan Маленький сиротка                | 30 апреля  | Джерри читает журнал о мышином хозяйстве, периодически беря сыр из мышеловки. Нибблз прибывает и проходит мимо Джерри, прежде чем пытается вытащить весь сыр из ловушки. Джерри вовремя спасает Нибблза. Джерри достаёт записку и читает, что приют для мышат попросил позаботиться о Нибблзе в День благодарения. Однако Нибблз, как гласит постскриптум в записке, «всегда голоден». Джерри пытается накормить мышонка собственной едой, но его шкафы пусты. Понимая, что есть ещё одно место, он тихонько выводит Нибблза из мышиной норы и пробирается в гостиную, где Том спит рядом с миской сливок. Джерри позволяет Нибблзу выпить сливки из миски, прежде чем увидеть индейку. Мамочка-Два-Тапочка ставит индейку на стол и уходит. Мыши тоже замечают готовящийся пир. Нибблз продолжает есть продукты со стола, в то время как Джерри одевается как пилигрим и Нибблз следует его примеру, но проблемы начинаются, когда Нибблз проглатывает апельсин целиком. Джерри ударяет Нибблза ножом, чтобы извлечь апельсин. Тот выстреливает изо рта Нибблза прямо в рот спящего Тома. После грубого пробуждения Том шпионит за двумя мышами и облачась в тряпку из перьев в качестве головного убора коренных американцев, и Том ловит Нибблза за хвост. Но Нибблз вскоре освобождается от Тома, А Джерри стреляет пробкой от шампанского в лицо Тома, который расслабился слишком рано. Том приходит в себя, и издав боевой клич индейцев он хватает Джерри и готовится ударить ножом. Нибблз берёт вилку и оттолкнувшись от желе на тарелке как от батута, он вонзает вилку Тому в зад, от чего кот с очень громким криком вскакивает от боли. Притормозив в воздухе, Том вытаскивает вилку, а затем швыряет её в Нибблза, поймав его за подгузник. В то время как, Том ловит Нибблза, Джерри подбегает к ближайшему подсвечнику и бьёт кота ложкой по лицу. Том запускает пылающие рогозы, словно огненные стрелы плавя все укрытия Джерри и Нибблза, но когда Том запускает очередной рогоз, Джерри поднимает крышку и пылающий рогоз рикошетит Тому прямо в рот. Мыши пытаются скрыться но Том бросает в индейку нож. Благодаря своему маленькому росту, Нибблз проскальзывает под возникшим препятствием, но Джерри натыкается шеей на нож, и теряет сознание. Том издаёт радостный боевой клич и снова хватает Джерри. Нибблз катапультирует пирог в лицо Тома, сбивая кота со стола. Нибблз стреляет из рогатки свечой в хвост Тома, сжигая его, что делает кота похожим на негра. Наконец Нибблз запускает бутылку шампанского как ракету, та попадает в Тома и вбивает его в шкаф с посудой которая его заваливает. Том машет мышатам белым флагом — он сдаётся. Примирившиеся Том, Джерри и Нибблз за столом произносят, молитву перед ужином с индейкой. Едва закончив молитву Том и Джерри хватаются за свои столовые приборы но уже поздно — Нибблз влетает прямо в индейку и, мгновение ока съедает её целиком. Остолбеневшим Тому и Джерри, остаётся лишь наблюдать как довольный мышонок барабанит себя по сытому животу. |
| 041 | Hatch Up Your Troubles Высиживай свои неприятности | 14 мая     | В начале мама-дятлиха оставляет своё гнездо на 10 минут, когда улетела на ланч. Её яйцо начинает странно себя вести и прыгать по гнезду. Наконец, яйцо прыгает на паутину, та разрывается, но яйцо безопасно приземляется в бутон тюльпана, а оттуда оно скатывается по листу алоэ в дом Джерри. Тем временем мышонок спит. Яйцо скатывается в центр его кровати, и мышонок поворачивается именно туда. Внезапно, Джерри обнаруживает, что под ним что-то прыгает, и тут мышонок обнаруживает, что он сидит на яйце. Джерри тут же спрыгивает с беспокойного яйца, и из него вылупляется малыш-дятлик, который (вследствие импринтинга) принимает Джерри за свою маму. Не успел Джерри понять, что к чему, а малыш уже вознамерился склевать всю его мебель (к счастью, Джерри не допустил полного погрома своей квартирки). Птенец даже чуть не склевал руку мыша вместе с кусочком печенья! Джерри не может оставить малыша у себя из-за его склонности все долбить своим клювом, и поэтому он относит дятлика назад к гнезду. Но малыш не желает разлучаться с «мамой» и поэтому тайно следует за Джерри до его норки. Вот Джерри приходит домой и видит, что малыш-дятел всюду за ним следовал! Мышонок не может этого стерпеть; он выгоняет малыша из своего дома и закрывает дверь прямо перед его носом. Грустный дятлик от нечего делать проклёвывает дырку в ратовище грабель и бесцельно бредёт по двору. В один момент, Том лежит на шезлонге и читает журнал, вот к месту его отдыха подходит малыш и склевывает немного от ножки шезлонга. Злобный Том выливает на дятла сок из стакана. Рассерженный дятел склевывает всю ножку шезлонга; две половинки шезлонга сдавливают Тома и заставляют его проглотить стакан. Малыш сразу же убегает от рассвирепевшего Тома. Дятлик кричит на бегу «Мама! Мама! Мама!» Джерри открывает дверь, услышав шум, и видит погоню. Мышонок горизонтально ставит на пути Тома грабли, и Том цепляется за них горлом. Его внимание переходит на Джерри, и он цепляется за мышонка граблями. Джерри изо всех сил пытается вырваться из хватки, и наконец, ему помогает малыш-дятел, склевав основание грабель. Том теряет опору, идет назад, и врезается в почтовый ящик, становясь похожим на американскую пастушку. Но он тут же приходит в сознание и, изловчившись, кидает в дятла и Джерри шест от грабель. Джерри уже готов покончить с жизнью, но тут дятлик склевывает шест на лету. Раздраженный Том бегает за дятлом вокруг дерева, и в один момент останавливается и проглатывает все ещё летящего малыша. Том думает, что все кончено, но дятел задает ему хорошего перцу, исклевав Тома изнутри. Том решает, что решить проблему можно, утопив дятла внутри, и поэтому Том выпивает ведро воды. Но тут его опять клюёт дятел изнутри, и из Тома через проделанные дятлом дырочки вытекает всё, что он выпил (это же гэг появится в серии «Posse Cat»). Наконец, Джерри выпускает дятла, заставив Тома открыть рот, сломав хвост кота. Дятел, словно дрель, продалбливает изнутри дырку в зубах кота и вылетает оттуда. Том переключает внимание на виновника — Джерри. Джерри бежит на пень, и, не смотря вперед, сталкивается с застрявшим топором. Том берет топор и хочет бы разрубить мыша, но ему постоянно мешает дятел своим долбящим клювом. Наконец, Том надевает ему на клюв пробку и привязывает к электрическому столбу. Дятел сразу выпутывается из веревки и снимает с клюва пробку. Он не может спокойно смотреть на то, как его «маме» угрожает Том, и поэтому он при помощи математических расчётов находит нужную точку на столбе и спиливает его клювом. Столб падает прямо на Тома и вдалбливает кота в землю. Дятел подбегает к Джерри, который рад его видеть. Но вот за своим дятликом прилетает мама-дятлиха и ему пора лететь. Дятлик понимает, кто — его мама, и улетает вместе с ней. Джерри вроде бы и рад, но он ведь привязался к малышу. Но малыш о нём не забыл; он подлетает и целует Джерри на прощание. Радостный Джерри машет улетающим дятлам рукой на прощание. |
| 042 | Heavenly Puss Кот в раю                            | 9 июля     | Первое появление Пушка, Снежка и Рыжика, более известных, как 3 ангелочка из серии Triplet Trouble. Имя Митхеда — Фрэнки. Том, казалось бы, спокойно спит у горящего камина. Джерри тихо выбегает из своей норы и убегает. Но Том уже наготове… Джерри поднимается на стол за печеньем и сразу же прячется за свечой. Но сразу появляется Том, вооружённый ножом. Когда мышонок протягивает руку к сластям, его руку едва не отрубает Том. Джерри бежит по лестнице на верхний этаж. Том отрывает с лестницы пришпиленную к ней ковровую дорожку, чтобы стянуть Джерри вниз. Том тянет ковёр к себе и вместе с ним пианино, стоящее на ковре. Пианино катится вниз. Джерри успевает избежать удара, а вот Том, прижатый пианино к стене, умирает. Душа Тома попадает на золотой эскалатор, ведущий к воротам «Райского экспресса», отвозящего умерших котов в Рай. Белый кот в форменной фуражке — привратник Рая, изучает биографии душ покойных котов: Бутча, который подрался с бульдогом, Фрэнки, который получил утюгом по голове во время пения, Алоизия, который не заметил сзади асфальтового катка и котят Пушка, Снежка и Рыжика, которых утопили хозяева. Том пытается пройти мимо привратника, но тот его тормозит. Прочитав его биографию, он говорит, что за издевательства над мышонком проход ему закрыт. Но прибавляет, что у него есть час до отхода поезда, и если за это время мышонок подпишет свидетельство «I Forgive Everything» (рус. Я всё прощаю), то Тому разрешат пройти, если же нет, то кот попадёт в адскую бездну, где обитает Спайк-демон, который со страшным смехом требует привратника сразу отдать ему Тома, что приводит последнего в ужас. Привратник предупреждает Тома, что время ограничено, и Том тут же возвращается на Землю. Кот вначале, пытается подкупить мышонка тортом. Он даже пытается подделать подпись, но привратник следит за ним. Том пытается подкупить Джерри сыром, но вместо того чтобы подписать договор, Джерри его рвёт. Том в ярости хватает Джерри, собираясь с ним расправиться, как вдруг появляется демон Спайк, злорадно поддерживающий решение кота. Том осознаёт свой риск встать на преступный путь, целует Джерри, склеивает договор и пробует разъяснить ему ситуацию, как вдруг слышит голос: «Все по местам, поезд отправляется!» Том молит Джерри о помощи, и тот с удивлением наконец-то подписывает договор. Том спешит на экспресс, но уже поздно: ведущая в рай лестница исчезает, и Том, провалившись в образованное на полу отверстие, попадает в ад, где страдает в лапах демона Спайка. Внезапно оказывается, что всё это — просто кошмарный сон, и Том просыпается. Он очень весел. Том подбегает к Джерри и обнимает его в знак дружбы. Недоумевающий Джерри пожимает плечами. |
| 043 | The Cat and the Mermouse Кот и мышь-русалка        | 3 сентября | Том сидит на пляже, намазываясь кучей кремов, и ложится загорать, прикрыв себя полотенцем и наклонив зонт для создания тени. Вдруг, рядом с местом отдыха Тома проходит Джерри с удочкой и наживкой (сыром). Он идет прямо по Тому и шагами втаптывает полотенце ему в рот. Джерри садится на край пирса и опускает удочку. Тем временем, повисший на столбе и жаждущий мести Том дергает за опущенную леску, заставив Джерри подумать, что рыба клюет. Джерри тянет удочку и обнаруживает, что на крючок ему попался Том. Мышонок тут же опускает леску вниз, но Том успевает забраться по ней наверх. Но вот леска обрывается, Том едва ли не падает вниз, но успевает ухватиться за причал. Джерри размахивает удочкой, но ему не удается попасть по Тому — тот каждый раз прячет голову. Тогда Джерри свистит, Том выглядывает на свист из-за края причала, чтобы узнать, в чём дело… и мышонок наконец-таки попадает удочкой по голове кота. Развязывается погоня на пирсе, которая, впрочем, быстро кончается тем, что быстро разогнавшийся Том падает в воду с доски, выдранной с пирса Джерри. Том сначала беспомощно барахтается, но обнаруживается, что он может жить и дышать под водой! Том тут же начинает подражать повадкам величественных обитателей моря. Но в один момент он видит тоже вполне приспособленного дышать под водой Джерри. Том хватает мыша, но он легко выскальзывает из его рук, и оказывается, что Джерри стал мышонком-русалкой (буквально, с хвостом!)! Джерри разворачивает Тому шею на 360 градусов, плавая вокруг кота, и тот снова его хватает. Но мышонок-русалка снова выпутывается из рук Тома, отшлепав его по лицу своими хвостовыми плавниками, и уплывает. Но тут Том с большой скоростью настигает Джерри. Они плывут по трюмам заброшенного корабля, но тут Том внезапно проглатывает Джерри. Но, к счастью, для Джерри, он находит выход, в буквальном смысле прорвав изнутри барабанную перепонку Тома. Джерри пытается скрыться в стае морских коньков и обдурить Тома, и поначалу ему это удается. Но Том обнаруживает Джерри и берет его в плен при помощи лассо. Но тут, Джерри заставляет Тома взять в руки воблер, висящий рядом, тянет за леску, и обманутого кота выдёргивают наверх, подумав, что рыба клюет. Джерри мигом уплывает от рассерженного Тома. Джерри прячется в трюме затонувшего корабля и закрывает иллюминатор прямо перед носом яростного Тома. На кота падает якорь, и кот вылезает из груды якорных колец, становясь похожим на африканского кольценосца. Джерри втихую убегает из трюма и вдруг нарывается на свирепую рыбу-меч. Та едва ли не прокалывает Джерри насквозь. Джерри убегает от рыбы-меч, но тут он сталкивается с ещё одной опасностью — Томом, стоящим наготове с лопатой. Том наносит удар слишком поздно и вместо того, чтобы достать Джерри, ломает нос подплывшей рыбе-меч. Том тут же исправляет ошибку и выпрямляет нос при помощи лопаты. Но рыба-меч все равно недовольна и начинает погоню за Томом. Том прячется в бочке с дыркой посередине, Джерри специально метит дыру краской для рыбы-меч, подзывает её, и та таранит бочку. Из обломков вылетает с криком боли Том, которого рыба-меч уколола прямо в зад. Том подплывает к столбу и уклоняется от укола разбежавшейся рыбы-меч. Она застревает носом в столбе, и Том загибает нос куском трубы, лежащей рядом. Кот облегченно стирает пот со лба: рыба уже не вырвется! Но тут он видит Джерри и вспоминает о погоне. Джерри прячется в шлеме подводника рядом с огромным осьминогом, притаившимся и ждущим жертвы. Том обнаруживает Джерри и хватает его, вдруг он видит осьминога и пытается убежать, но слишком поздно: осьминог берёт его в захват. Том отпускает Джерри и пытается выйти из хватки, и тут его пытается вытащить мышонок, в котором просыпается жалость и совесть. Внезапно оказывается, что все это был сон Тома, которого вытащил из воды Джерри и теперь пытается выкачать из его лёгких воду. Том пожимает Джерри руку в знак дружбы и мышонок продолжает делать Тому искусственное дыхание, удаляя остатки воды, что наглотался кот. |
| 044 | Love That Pup Мой любимый щенок                    | 1 октября  | Первое появление щенка Тайка. Спайк и Тайк спят в своих будках. Тайку снится кошмар, но Спайк его успокаивает, давая попить молоко. В это время Том, как всегда, гоняется за Джерри. В погоне мышонок прячется в ухо Тайка. Том в процессе поиска поднимает Тайка за хвост. Спайк отбирает сына и говорит Тому, что если хоть раз он притронется к Тайку, то он разорвёт Тома на части. Джерри вылезает из уха Тайка, но появляется Том, и мышонку пришлось спрятаться во рту Спайка. Том случайно вырывает челюсть Спайка в процессе поиска Джерри, но потом (после небольшого танца) кладёт челюсть на бочку и уходит. Спайк и Тайк спят уже вместе. Джерри устроился рядом с ними. Том пытается схватить мышонка, но Джерри подменяет себя на хвост Тайка, которого Том случайно уносит. Спайк почувствовал рукой отсутствие сына, поэтому Том прибежал его «заменить». Джерри в это время поднял будку и уронил Тому на хвост. После падения будки на его хвост, Том кричит, а Спайк его успокаивает. Появляется Тайк, и они с Томом издают звуки, пока Спайк не понимает, кто из них кто. Том попадается на том, что мяукнул, после чего кусает Спайка и убегает. Третья попытка. Том подвешивает кусок мяса на верёвку, и подтягивает его к Спайку. Тот, словно лунатик, идёт за ней. Попытки Джерри остановить пса успехом не увенчались. Том запирает Спайка в сарае и бежит ловить Джерри. Поймав его, Том запирает его в бочку, закрывая единственную дырку пробкой. Но Джерри сбегает, подвинув доску, а затем кладёт туда Тайка. Спайк вылезает из сарая, и Том готов показать ему бочку с Джерри внутри, но лишь в последний момент понимает, что его в бочке нет. Спайк сам поднимает бочку, и там оказывается Тайк. За кадром Спайк в буквальном смысле сдирает с Тома шкуру. И Том теперь сторожит их сон. А Джерри устроился спать рядом с псами, повесив табличку «Не беспокоить». |
| 045 | Jerry’s Diary Дневник Джерри                       | 22 октября | Мультфильм-сборник, содержит сцены из Tee for Two, Mouse Trouble, Solid Serenade и The Yankee Doodle Mouse. Эпизод начинается с того, что Том наставляет кучу ловушек около норки Джерри. Внезапно ожившее радио (точнее, диктор по прозвищу «Дядюшка Дадли») сообщает, что начинается неделя «Милосердия к животным». Также он говорит о хорошем отношении к животным. Тут же Том принимает виноватый вид, быстро убирает все ловушки, и кладёт у норки букет цветов, подарок в виде коробки конфет и пирог со словами «Для Джерри с любовью». Том стучит в стену, и, не дождавшись ответа (наверное куда-то ушёл по своим делам), открывает решётку. Осматривая норку Джерри, Том замечает дневник, достает его и начинает читать. Первый раздел, который открыл Том — это воскресенье, 5 апреля, день событий «Игры для двоих», где Том и Джерри играли в гольф. Том сначала со смехом вспоминает, как использовал Джерри как подставку для мяча и затем помыл в очистителе для мячей (то ещё было зрелище), но, прочитав ещё пару строк, он вспомнил, как мяч срикошетил от камня и разбил ему зубы в тот день. Том возмущённо листает дневник и попадает на четверг, 12 мая — события, происходящие в «Мышиных неприятностях», а именно, когда Том хотел поймать Джерри при помощи уловки с интересной книгой. И тут Джерри опять оставил его в дураках, ударив кулаком в глаз. Том сердито швыряет в сторону букет и листает книгу дальше. Он попадает на понедельник, 3 июня, когда происходили события «Серенады любви». Том вспоминает, как он гнался за Джерри, но потерпел два фиаско сразу — в первый раз упал в раковину с посудой и разбил её всю, а во второй Джерри захлопнул окно и нижняя часть окна свалилась на шею Тома, отчего истерически заверещал (при этом он считал, что эти фиаско произошли случайно). Прочитав это, Том яростно пинает подарок, читает дальше и попадает на субботу, 4 июля, День независимости США, а также день событий «Воинственного мышонка». В этот день Том поджигал фейерверки, чтобы как-то навредить Джерри, но в результате пострадал от них сам. Том в порыве ярости рвёт дневник и видит, как беззаботно идет Джерри. Том готов разорвать мышь, но тут Дядюшка Дадли его спрашивает: «Ты подарил своему другу пирог?». И тогда кот вмазал пирогом прямо по Джерри, а последний не может понять — за что ему так досталось. |
| 046 | Tennis Chumps Теннисный чурбан                     | 10 декабря | Сначала нам показывают плакат, говорящий о том, что сегодня чемпионат по теннису, а потом теннисный корт. Из своей раздевалки выходит первый участник — Том, и его тут же придавливает дверью своей раздевалки другой участник — кот Бутч (он ведёт себя как очень богатый, наглый и талантливый спортсмен, которому всё позволено). Бутч придавливает Тома дверью так, что тот становится похож на египетский рисунок в профиль. После этого на сцену выходит Джерри, которого Том заставляет выполнять функции Кедди (помощника, который носит за спортсменом его инвентарь). Джерри и Том выходят на корт, мышонок подает Тому его ракетку и мяч. Так как мышонок больше не нужен Тому, он выкидывает первого (при помощи ракетки) в питьевой фонтанчик. Матч начинается. Том делает подачу, и Бутч отбивает её назад с такой силой, что ракетка Тома сгорает как спичка, оставив только обугленный кончик. Тогда, Том в ярости берет три мяча и одновременно с силой «подает» их Бутчу. Бутч разделяет свою ракетку на три и с легкостью отбивает подачу. Отбитые мячи попадают прямо в рот Тома — и, в хвост. В следующей сцене Том делает подачу, похожую на подачу в бадминтоне и оттягивает сетку, чтобы ему засчитали очко, но не тут то было. Бутч с такой силы отбивает мяч в землю, что тот пробуривает её и вылетает со стороны Тома. Том растягивает свою руку на невозможное расстояние и отбивает мяч, почти долетевший до конца корта, назад. Кажется, что Бутч много раз отбивает мяч от сетки, хотя на самом деле он с большой скоростью отбивает мяч от лица Тома. Бутч надевает на Тома ракетку, и мяч отлетает на половину корта Бутча. Бутч отбивает мяч с закруткой — в итоге мяч летит и жужжит, как пчела. Мяч едва ли не касается Тома и делает крюк назад. Том пытается догнать мяч, но врезается в одну из опор сетки и заматывается в сетку. Джерри решает подшутить над котами, предложив каждому из них свою тактику. Сначала он принимает сторону Тома, тайком доверяя ему вместо мяча маленькую белую бомбу, и оба подмигивают друг другу. Том «подает» бомбу, та попадает в Бутча, и тот становится похожим на негра, танцующего в балете. Джерри отвинчивает от ворот стадиона очень тяжёлый декоративный шар, внешне похожий на теннисный мяч, и предлагает униженному Бутчу сделать подачу не мячом, а именно этим предметом. Джерри и Бутч, заценивший коварство подмигивают друг другу. Бутч делает подачу тяжеленным лже-мячом. Том собирается отбить мяч… но чугунный белый шар попадает ему сквозь ракетку между глаз и последний распадается на части. Джерри удаётся потеха, и он смеется над Томом. Рассерженный Том метает в Джерри теннисные мячи, Джерри вроде бы успешно уклоняется от них, но все же проглатывает один. Том делает подачу круглым раздувшимся мышонком, вполне способным теперь играть роль мяча. Джерри летит к Бутчу и прямо в воздухе пытается уйти от удара его ракеткой, но тщетно. Том отбивает Джерри (точнее, полагает, будто отбивает), но не видит, как мышонок летит, так как Джерри цепляется за сеть ракетки. После некоторого противостояния котов из Джерри выбивают мяч и он приземляется на сетку, и ходит по её верху, как по канату. Через небольшой промежуток времени мышонок прыгает на голову Бутча. Джерри вовремя удаётся избежать удара ракетки Тома, и тот попадает по голове Бутча. Том бежит за удирающим Джерри, забыв, что в его ракетке застряла голова Бутча, и наносит удар Бутчем по своей половине корта. Бутч готовится разодрать Тома на куски, но вдруг он видит Джерри, забывает о Томе, берет мяч, как следует, ударяет его ракеткой, и мяч летит в Джерри. Джерри отбивает мяч ракеткой, лежащей неподалёку, Бутч отбивает подачу назад, и Джерри начинает играть с Бутчем. Джерри отражает одну из подач так, что мяч взлетает очень высоко над кортом. И Том, и Бутч рвутся к мячу, и в итоге шумно сталкиваются и «частично срастаются» друг с другом, став похожими на сиамских близнецов. Потом коты отделяются друг от друга и решают работать против Джерри в команде. Джерри подбегает к теннисному тренажёру и активирует максимальную скорость. Бутч и Том едва отбивают груду мячей, летящих на них, но они прилепляются к сетке и вместе с ней улетают прочь с корта. В конце концов коты залетают в дерево, стоявшее возле корта, повиснув на сетке. В итоге, в чемпионате побеждает Джерри. Он надевает парадную курточку, пишет на победном кубке своё имя и приветствует ликующую толпу. |

### 1950
| №   | Название                                                         | Дата        | Примечания |
| --- | ---------------------------------------------------------------- | ----------- | --- |
| 047 | Little Quacker Маленький утёнок                                  | 7 января    | Первое появление утёнка Крякера. Раннее утро. Мать-утка оставляет своё гнездо и идёт к озеру, чтобы одновременно и прополоскать рот, и покупаться. Внезапно Том вылезает из своей засады и похищает яйцо. Том безумно мчится домой, ставит на плиту сковороду, и, надеясь сделать яичницу, разбивает яйцо. Но вместо яйца в сковороду падает маленький утёнок (Крякер). Том думает, как ему с ним поступить, но понял, что можно сделать из него фаршированного утёнка. Том откармливает утёнка хлебом, и, пока тот ест, Том берёт тесак и наносит удар. Правда, Том промахивается, и Крякер убегает от него в норку Джерри; Том сразу же подбегает к норе и стоит в засаде. Крякер прячется в постели Джерри. Увидев Джерри, утёнок говорит, что кот его чуть его не убил тесаком. Джерри аккуратно идёт проверить, что же там, выглядывает из норы, и Том едва не отрубает Джерри голову. Злой Джерри, через розетку просовывает хвост Тома через свою нору, и кончик хвоста подставляет под удар. Том кончик своего хвоста отрубает, и начинается погоня за Джерри и Крякером. Во время погони Крякер спасает Джерри, срубив столб поверх головы Тома, загнав Тома в землю. Джерри и Крякер пошли в камыши в поисках матери Крякера. Том, вооружившись ружьём и манком, приманивает Крякера к себе утиным голосом. Джерри останавливает Крякера, увидев, что Том подделывает голос утки, меняет манок на динамит, после чего погоня продолжается. В это время мать-утка ищет своего малыша. Внезапно она видит, что её малыш и Джерри забегают в амбар поблизости, и в этот момент Том проезжает по ней своей газонокосилкой. Мать-утка тут же прикрывается перьями и воссоединяется со своим малышом. Утёнок рассказывает ей, что случилось, и она зовёт отца Крякера — Генри, мускулистого селезня (по татуировке с изображением якоря можно понять, что он служит на флоте) и рассказывает ему о случившемся. Генри в бешенстве наказывает Тома, проехавшись по нему газонокосилкой. Крякер, его мать и Джерри на плоту плавают по озеру, и все трое крякают (Джерри крякает при помощи манка Тома). |
| 048 | Saturday Evening Puss Субботняя вечеринка                        | 14 января   | В этой серии единственный раз показано лицо Мамочки-Два-Тапочка. Мамочка-Два-Тапочка готовится к ночному выходу, нанося лак для ногтей и надевая щедрое количество драгоценностей, не подозревая, что Том шпионит за ней. Она проходит мимо него, когда он притворяется спящим в своей корзинке, и неторопливо выходит за дверь, захлопнув ее ногой. В тот момент, когда она уходит, Том удостоверяется, что она уже в пути, и насмехается над её ярко исполненным выходом, прежде чем броситься к окну и свистнуть своим друзьям-котам. Когда они смотрят, он поднимает табличку с надписью «Всё готово К ВЕЧЕРИНКЕ!», и уличные коты радостно вопят и прыгают в окно. Молниеносный управляет патефоном, Бутч играет на рояле, Топси играет мелодию на бокалах с вином (имитируя ксилофон из водяного стекла), а Том подает закуски (бутерброды для Молниеносного и Топси и пирог для Бутча). Однако весь этот шум мешает спать Джерри, так как его тело начинает подражать инструментам, используемым в музыке. Наконец, потеряв терпение, Джерри выскакивает и обращается к Тому, объясняя (почти неразборчиво), что он пытается немного поспать и не может из-за всего этого шума. Неудивительно, что Том и его приятели не слушают и подвергают Джерри болезненным и унизительным шуткам, закончившимся тем, что его заднюю часть пронзает запасными иглами от патефона. Взбешённый Джерри решает прекратить процесс лично, вырывая иглу патефона, закрывая Топси в ящике и захлопывая крышку пианино на пальцах Бутча, едва избегая их попыток возмездия. Они выманивают его, включив патефон снова, а затем преследуют, когда он выдергивает вилку. Топси пытается раздавить его своей шляпой из крышки мусорного бака, но остается только с четырьмя отпечатками Джерри, показывающего язык. Затем Джерри отступает, когда три кота идут за ним, но он прекращает их преследование, закрыв верхнюю половину двери, заставляя их врезаться прямо в нее. Прячась за занавеской, он забирает крышку Топси, когда пробегает мимо, а затем ставит ее на пути котёнка, когда тот бежит назад. Пытаясь вырваться через обычную оконную штору, Джерри расплющивается и быстро завязывается в шнурке от шторы. Посмеявшись над ним коты, со злобной радостью возобновляют, свою вечеринку, оставив Джерри в ловушке и заставив слушать (Бутч снова на рояле, Молниеносный на гитаре, а Том стучит по крышке Топси и одновременно играет на его усах, как на гитаре). Для Джерри это оказывается последней каплей, и он решает вызывать подкрепление. Ухитрившись протолкнуться к телефону, Джерри набирает номер и звонит Мамочке-Два-Тапочка. Мамочка тем временем играет в бридж со своими друзьями, когда звонит телефон. Она отвечает на звонок и, подтвердив свое местонахождение и личность, поражается, когда ей сообщают о вечеринке в ее доме. Сразу же догадавшись, кто должен быть ответственным за эту вечеринку, Мамочка бросает трубку и с фразой «Excuse me!» (можно в данном контексте перевести как «прошу прощения!» или «не поняла!») убегает. Снаружи Мамочка мчится по улице со скоростью 90 миль в час (145 км/ч) (показав свое лицо на долю секунды в первый и единственный раз за весь сериал), поднимая при этом пыль и мусор. Не замедляя шаг, даже когда она приближается к своему дому, Мамочка врезается в дверь с такой силой, что она и часть окружающей стены вырываются и скользят к остановке перед котами, которые перестают играть от этого внезапного вторжения в их среду. Когда Том открывает дверь, взбешённая Мамочка грозно тычет пальцем и громким голосом злобно кричит на котов: «Томас?!» Понимая, что его жизнь в неминуемой опасности, Том захлопывает за ней дверь и убегает. Однако Мамочка хватает его за кончик хвоста и, оттащив назад, и избивает кота вместе с его товарищами, когда коты пытаются убежать прочь, заставляя весь дом грохотать и дергаться. Наконец она выкидывает Тома наружу, вскоре за ним следуют Молниеносный, Топси и Бутч в таком порядке. Один за другим они врезаются в уличную стену и образуют тотемный столб. Внутри Мамочка-Два-Тапочка проклинает чёртовых, озверевших котов за то, что они испортили ей весь вечер. Джерри уже готовится наконец лечь спать, однако Мамочка-Два-Тапочка неожиданно решает расслабиться с помощью «мягкой успокаивающей, зажигательной горячей… МУЗЫКИ!». В результате разочарованный и несчастный Джерри остаётся в, том же обиженном положении, что и в самом начале, снова имитируя музыкальные инструменты… |
| 049 | Texas Tom Техасец Том                                            | 11 марта    | В начале — пейзаж из вестерна: маленький городок «Бизонское ранчо» (англ. DUDE RANCH), окруженный бесконечной долиной. Далее, на улице городка, Том в белой шляпе «хорошего парня» берёт лассо (лассо у Тома самонаводящееся и способное в полёте заворачивать за угол) и выпускает из-под цветочного горшка свою жертву — Джерри. Джерри, в чёрной шляпе «злодея», пытается убежать от кота, но тот с легкостью арканит его своим лассо. Затем, Том преспокойно тянет к себе Джерри, который по пути натыкается на шпоры сапога и кактус-опунцию, от которой отрывает кусок. Наконец, Том притягивает и хватает Джерри, который бьёт кота по морде куском опунции, покрывая его морду колючками. Том корчится от боли, и это даёт Джерри шанс вырваться из хватки кота, и начать опрометью бежать прочь. Том хватает конец лассо, петля которого всё ещё обвязана вокруг мышонка, и тот тянет Тома за собой, вмазывая кота в столб. Разозленный Том наконец-то притягивает мышонка к себе и наставляет на него дуло своего револьвера. Джерри выдувает из пистолета патроны, и те вставляются из его задней стороны в рот Тома, пулями наружу. Джерри дает Тому револьвером по затылку, и все патроны во рту кота одновременно детонируют. Том уже хочет разорвать Джерри, но тут оба видят машину, подъезжавшую к их местечку. Машина останавливается и высаживает Тудлз, одетую как каугёрл, хотя здесь она названа Сарой. Кот Том по уши, сам влюбляется в Сару, с громким криком и, тут же забывает про, мышонка джерри а затем, чтобы произвести на неё, впечатление он надевает свою лучшую ковбойскую одежду. Том подходит к Саре, стараясь выглядеть как можно внушительнее и громко стуча шпорами. Кот делает из бумаги самокрутку, душит Джерри, вытягивая его язык и склеивает его языком самокрутку, подкидывает её в воздух и поджигает, выстрелив из револьвера, ловит ртом за негорящий конец, в одну затяжку выкуривает всю самокрутку и выдувает из дыма слово «Как Делишки?» (характерное приветствие на Дальнем Западе). Затем Том заставляет Джерри включить граммофон (Сара не видит этих приготовлений), и кот, играя на гитаре, артикулирует под фонограмму песню «Приезжай ко мне в Техас». Сам он не в голосе сегодня, но кошка об этом узнать не должна: Приезжай ко мне, красавица, в Техас. Приезжай ко мне, красавица, в Техас. Здесь ребята все крутые, А девчонки золотые — Приезжай ко мне, красавица, в Техас. (Том одновременно умудряется, и целовать кошечку, и открывать рот под фонограмму) Здесь от каждого услышишь ты: «Привет!» (Стадо коров, при этом, говорит «Привет!») И мгновенно ты избавишься от бед. (Телята, при этом, мычат) Будем сеять кукурузу и выращивать арбузы. Приезжай ко мне, красавица, в Техас. (Том обнимает Тудлз, а его перчатка сама продолжает играть на гитаре) Джерри решает поиздеваться над Томом и начинает переключать скорость граммофона. При этом у кота меняется голос: становится то гнусным высоким, то отвратительным низким. Том продолжает петь, делая вид, что так и задумано: Знает каждая корова: Самый ловкий — это Том. Ты спроси кого угодно, Все тут слышали о нем. Приезжай ко мне, красавица в Техас, И пускай они любуются на нас. Ты узнаешь, дорогая, Жизнь хорошая такая. Приезжай ко мне, красавица, в Техас. Том вырубает смеющегося Джерри гитарой, и скорость граммофона нормализуется. Пока Том «поет» неудавшийся куплет заново, Джерри берёт раскалённое тавро и метает его прямо в зад Тому. Кот выпрыгивает из своей одежды в корыто с холодной водой, охлаждая в нём свой зад. Потом Том берёт лассо и опять арканит Джерри. Но в этот раз, пока Том тянет к себе Джерри, мышонок успевает снять с себя петлю лассо, и надеть её на рог быка, стоящего рядом. Том тянет быка к себе, вгоняя его по дороге в стог сена, не глядя отрывает ему белый рог, и развязывается погоня. затем Бык таранит Тома, и бежит к дереву, но кот в последний момент прыгает на ветку, а бык врезается в дерево и временно вырубается. Том убегает и прячется за дверью загона для коров, но и тут его таранит бык. Бык пробегает мимо входа у ворот, на котором висят золотые рога; Бык меняет на них свои рога, и несется с новыми рогами назад, на Тома. Пытаясь спрятаться от быка, кот прячется в старом сарае с курицами, при этом закрыв за собой дверь, но тот отдирает его от земли и выбрасывает. Том опять пытается убежать от быка, но попадает в тупик. Загнанный в угол, Том завязывает себе глаза и выкуривает «последнюю сигарету», как перед казнью. В этот момент бык на полной скорости сбивает Тома, заставляя его далеко отлететь и упасть рядом с Тудлз-Сарой. Появляется Джерри, одетый в ковбойские одежды как ранее Том, он целует Тудлз и оседлав Тома как коня, скачет на нём и уезжает в закат (стереотипный финал старых вестернов, пародируемый и здесь).                                                                               |
| 050 | Jerry and the Lion Джерри и лев                                  | 8 апреля    | Том расслабляется в кресле и слушает музыку по радио. Внезапно он слышит шум на кухне, заходит туда и видит Джерри, крадущего еду из холодильника «конвейерным» методом. Том преграждает Джерри путь, и мышонок выдавливает в кота содержимое томата который он держал в руках. Джерри убегает с места действия, прихватив ещё один томат. Том опять преграждает ему путь побега закрыв дверь, но в двери уже есть норка с дверной ручкой, через неё проходит Джерри. После этого Том возвращается к отдыху и радио. Внезапно по радио сообщают о сбежавшем из цирка льве. Том в ужасе закрывает все окна, баррикадирует ближайшую дверь диваном, вооружается ружьём для защиты от льва. Тем временем Джерри в подвале видит с испугом сбежавшего льва. Лев просит Джерри спасти его от возвращения в цирк, так как он не выдерживает громкой музыки, а так же хруст попкорна, и помочь вернуться в джунгли. Джерри соглашается, лев благодарит своего маленького друга и говорит ещё об одной маленькой просьбе: он голоден. Джерри добывает для льва большой кусок ветчины, но его в это время замечает Том и преграждает ему путь. Затем Том останавливает Джерри, и отнимает большую колбасную ветчину, а затем ловит его за хвост. Лев незаметно для Тома, откусывает большой кусок колбасной ветчины. Том, не заметив льва через штору, начинает целиться. Но Джерри поднимает ружьё, и Том в панике выстреливает вверх. Джерри симулирует свое ранение и смерть. Том в ужасе бежит за аптечкой. Воспользовавшись моментом Джерри и лев смываются. Не обнаружив Джерри и льва на месте, Том понимает, что его надули, и, взяв ружьё, начинает искать Джерри и льва. Лев и Джерри прячутся в гардеробной. К ней подходит Том и запирает себя там вместе с Джерри и львом. Буквально в ту же секунду за дверью — драка, кот вылетает из гардеробной вместе с дверью и при виде грозного мышонка думает, что это Джерри нанёс ему побои, и в ужасе убегает, прочь из дома проломив насквозь стену. Из гардеробной высовывается лев (именно он побил Тома) и пожимает руку Джерри. После этого, лев при помощи Джерри прячется на корабле, уплывающем в Африку. Корабль сигналит в гудок и отплывает, и Джерри под звучащую песню прощается со своим новым другом. Он даже начинает плакать, потому что его новообретённый друг так быстро уехал, но всё же он рад, что помог ему вернуться на родину. |
| 051 | Safety Second Секунду безопасности                               | 4 июля      | Джерри и Нибблз спят в своих кроватках. Джерри просыпается и видит на календаре, что сегодня 4 июля. Джерри будит Нибблза и показывает ему на календарь. Обрадованный Нибблз приносит из чулана кучу фейерверков, но Джерри относит их назад и показывает своему маленькому ученику девиз дня на календарном листке: будь осторожен и организован. Позже Джерри и Нибблз выходят на улицу, чтобы позабавиться с трещотками и гуделками (хотя Нибблз вовсе не рад такому унылому празднованию и явно предпочитает пиротехнику). Нибблз нарушает девиз, указанный выше, вытаскивает из своего подгузника петарду и зажигает её. Джерри отбирает петарду у Нибблза, но когда Джерри понимает, что у него в руке и пытается выкинуть петарду, но в этот момент она взрывается. Джерри протягивает руку к Нибблзу, как будто говоря «А ну давай сюда всё остальное». Нибблз дает ему ещё крошечную петарду, робко улыбается и пытается смыться, но не тут-то было. Джерри хватает Нибблза и вытряхивает из его подгузника существенное количество петард. В качестве наказания Джерри ставит Нибблза в угол. Когда Джерри уходит, Нибблз достает из-под кровати ещё одну петарду и поджигает его. Джерри пытается опять выкинуть петарду, но та вновь взрывается. Джерри грозно глядит на Нибблза и тот прячется в постель. Потом Джерри уходит отдохнуть в гамаке. Том выходит из своего укрытия и подкладывает под гамак с Джерри зажженный фейерверк. Злой Джерри заходит за дерево (он подумал на Нибблза, любителя взрывов, и отправился его искать, чтобы наказать). Но мышь натыкается на Тома, который оглушает Джерри, ударив его по голове своим собственным веком. Затем Том хватает Джерри, но потом отпускает от мышонка руку и удивленно глядит, как Джерри что-то рассматривает в собственной горсти. Джерри дает Тому поглядеть в свой кулак, и, когда Том глядит внутрь кулака, Джерри дает коту прямо в глаз (гэг заимствован из серии Mouse Trouble). Том опять попался на старый трюк! Начинается погоня. Джерри прыгает в нору, вырытую в земле, и Том использует кайло, чтобы вырыть мышонка оттуда. К действию подключается Нибблз, который запускает ракету через водосточную трубу. Ракета вылетает, подцепляет кота, и тот отправляется в полёт по двору, который кончается тем, что Том врезается в веревку для сушки белья. Джерри прячется от яростного кота в бочке, и Том использует крышку от мусорного бака, чтобы закрыть там Джерри. Нибблз спасает Джерри, намазав очередную петарду клеем и «услужливо» отдав его Тому. Том пытается кинуть петарду в бочку, и понимает, что его рука приклеена к ней. Том пытается избавиться от петарды, но тщетно. Тогда Том решает смягчить взрыв, сев на неё. Но Том выбрал плохое место для сидения, так как он сидит под клумбой, размещенной на окне. Взрыв отправляет Тома вверх, и кот врезается в клумбу. Рассерженный кот бежит за Нибблзом. Нибблз подбегает к большой петарде, «потрошит» её (вытряхивает наружу взрывчатое содержимое), поджигает фитиль, и, надев пустую петарду на себя, гоняется за Томом в облике «живой бегающей взрывчатки, готовой унести кошачью жизнь». Нибблз загоняет Тома в угол — но тут фитиль гаснет, и уловка Нибблза раскрыта. Том готов съесть мышонка, но тот кидает крошечную петарду в Тома. Том не только смеется над крохой-петардой, но даже помещает его себе на нос. Однако, когда петарда взрывается, взрыв далеко не безобиден… Джерри и Нибблз убегают в норку, Том помещает возле норы кучу фейерверков и тянет пороховую дорожку от норы. Джерри отгребает часть пороха — так, чтобы пороховая дорожка перестала быть непрерывной, — а затем мстительный мышонок поджигает ту часть дорожки, которая ведёт к Тому. Огонёк бежит к Тому; кот пытается ретироваться, но тщетно — он пострадал от взрыва. Том бросается было на мышей, но те стреляют в него из римской свечи, как из пулемёта. Том укрывается за бочкой и потом обходит мышей через тайное подвальное оконце. Не видящие Тома мыши бегут и вставляют ракетный фейерверк в бочку. Том отбирает ракету и угрожает мышам применить его. Но тут ракета летит в небо вместе с Томом и там взрывается. Если Том каким-то чудом жив (с него станется), он теперь долго не побеспокоит мышей… Джерри довольно потирает руки и идет к гуделкам — продолжать праздник. Нибблз тем временем хочет взорвать очередную петарду, но, видя приближающегося Джерри, прячет зажжённую петарду в первое попавшееся место, а именно — в гуделку, в которую вскорости должен начать гудеть Джерри. Джерри собирается гудеть, и Нибблз пытается его остановить, поскольку он-то понимает, что сейчас будет. Джерри только ласково похлопывает его по головке (мол, «не волнуйся, маленький»), гудит всё-таки в свою гуделку и… БА-БАХ!! Закопчённый Джерри грозно смотрит на Нибблза — а тот смущённо улыбается и принимается с невинным видом гудеть в свою гуделку и трещать трещоткой. |
| 052 | Tom and Jerry in the Hollywood Bowl Том и Джерри в Голливуд-боул | 16 сентября | Под аплодисменты Том выходит на сцену. Он кланяется публике и начинает дирижировать оркестром. Из норы со внешним интерьером, как у Голливуд-боул, выскакивает Джерри. Мышонок залетает на подиум и дирижирует вместе с Томом. Однако Тому это не нравится, и он пытается раздавить Джерри своей дирижёрской палочкой. Том промахивается, Джерри исчезает с экрана, но в ту же секунду он появляется на палочке Тома, дирижируя оркестром. Том прячет его в свой костюм и продолжает дирижировать, но Джерри всё равно умудряется выскакивать из двух рукавов и даже манишки Тома, одновременно дирижируя оркестром. Том катапультирует Джерри при помощи дирижёрской палочки на арфу. Опомнившись от удара, Джерри в качестве мести невинно предлагает Тому станцевать вальс. Том соглашается, и в один момент их танца Джерри отпускает Тома и тот врезается в виолончель. Том решает ответить Джерри той же монетой. В конце танца он тузит, лупит Джерри и кидает мышонка в тубу. Попытки Тома и Джерри избавиться друг от друга продолжаются. Том использует свою палочку, как кий, чтобы сбить залезшего на подиум Джерри. Джерри опять залезает на подиум и умоляет Тома на коленях дать ему шанс подирижировать оркестром. Том в знак презрения использует палочку Джерри, как зубочистку и выкидывает её. Обиженный Джерри в ответ ломает палочку Тома надвое, но Том показывает мышонку язык и вытаскивает новую палочку. Тогда Джерри прибивает молотком колёсики к подиуму. Мышонок выталкивает подиум со стоящим на нём Томом прочь из амфитеатра. Том не замечает, что он едет, и продолжает дирижировать. Подиум останавливается на шоссе, и Тома раздавливает городской автобус который проезжает над котом. Разъярённый Том подходит к Джерри, берёт мышонка за фрак и подставляет его под тарелки, удар которых расплющивает Джерри. Разозлённый до предела мышонок решает крупно навредить Тому: вывести из строя всех музыкантов. Джерри саботирует концерт, зайдя под сцену и пропилив пол под ногами музыкантов, заставляя их необыкновенным образом исчезнуть со сцены. Том начинает замечать, что коты-музыканты одни за одним пропадают, и ему приходится подменять их, играя на всех инструментах. Том выдыхается из сил, закончив оперетту, а аплодисменты достаются, конечно же, Джерри. Мышонок показывает на Тома, который кланяется толпе… и тоже проваливается под сцену, как и другие музыканты. |
| 053 | The Framed Cat Обманутый кот                                     | 21 октября  | Том тайком проникает на кухню, чтобы съесть курицу. Но, когда Том отрывает от курицы ножку, он случайно сбивает со стола кувшин. На шум идет Мамочка-Два Тапочка, и Том, боясь, что она его накажет, дает куриную ножку Джерри, подставляя его. Затем, Том выставляет себя героем перед Мамочкой, и «благородно» ловит выбежавшего за двор Джерри с куриной ножкой. Том вместе с Джерри в руке прячется за стену дома, выкидывает мыша, съедает куриную ножку и ложится отдохнуть под дерево. Разозленный до глубины души поступком Тома, Джерри решает отомстить коту за его подлость. Случайно он видит пса Спайка, лижущего свою любимую кость. Джерри берет кость у спящего Спайка и кладёт её на грудь Тома. Спайк не находит свою кость на месте и подходит к Тому. Спайк кричит на Тома, подумав, что он украл кость, и говорит, что если Том ещё раз украдёт кость, то он сильно пожалеет и Спайк кидает Тома об дерево. Том показывает Спайку язык, но тот всё видит и ударяет Тома костью в ответ. В результате Том не просто прикусывает себе язык, а ненароком откусывает его напрочь, но язык тут же прирастает обратно. Джерри смеется над Томом, но тут же убегает от него. Они пробегают мимо Спайка с костью, и Джерри прыгает на её край так, что она попадает Тому в руки. Спайк готов разодрать Тома, но кот находит выход, дрессирует его, и оставив кость на носу Спайка уходит. Спайк понимает, что его одурачили, как осла. Чтобы обезопасить свою кость, Спайк выкапывает возле своей будки яму, и хочет положить туда кость. Джерри тайком крадёт кость, и Спайк, ничего не подозревая, закапывает яму и ложится на неё. Том сердито выглядывает из своего укрытия, и в этот момент Джерри при помощи верёвки привязывает к хвосту Тома украденную кость. Затем, Джерри провоцирует Тома на погоню и нарочито пробегает возле Спайка. Спайк видит кость, привязанную к хвосту Тома, и тут же понимает, что её нет в яме. Том видит, что Спайк у него на хвосте, и пытается убежать, но Спайк хватает кость зубами. Попытка Тома отвязаться от Спайка приводит к тому, что веревка с костью опутывается вокруг дерева, и Том врезается в Спайка. Том убегает от Спайка, тот берет кость, прячет её в будке, и ложится возле будки. Джерри решает сделать последнюю шалость с костью. Он тайком проникает в будку пса, продалбливает дырку в кости, и засовывает туда шуруп. Затем, Джерри засовывает в рот спящего Тома магнит, и тот притягивает кость. Спайк пытается поймать кость в воздухе, но тщетно. Кость заталкивается в рот Тома вместе с магнитом, и кот нечаянно глотает магнит. Том пытается избавиться от кости, которая к нему притягивается, но всё тщетно. Кость быстро преследует убегающего Тома, за ними же мчится взбешенный Спайк. В конце концов магнит притягивает к себе и консервную банку, куда спрятался Джерри, чтоб понаблюдать за «спектаклем». |
| 054 | Cue Ball Cat Однажды в бильярдной                                | 25 ноября   | Том находится в бильярдном зале в нерабочее время; как он вскоре узнает, Джерри спит в угловом кармане. Том гонится за Джерри вокруг стола и остальной части бильярдного зала. Энергичная игра Тома в бильярд — это больше, чем Джерри может справиться. Вскоре стол становится полем битвы. |

### 1951
| №   | Название                                      | Дата       | Примечания |
| --- | --------------------------------------------- | ---------- | --- |
| 055 | Кот-казанова Casanova Cat                     | 6 января   | Том, надевший шляпу, весело шагает по улице с цветами, завернутой газетой и Джерри, привязанному к бантику. Джерри, естественно, не нравится его положение. Том подходит к нужному ему дому и развертывает газету на первой странице. Отсюда мы узнаем причину его радости: кошка по имени Тудлз унаследовала большое наследство (собственно которое Том и желает заполучить). Все вышеперечисленное для ублажения Тудлз готово, и Том заходит в её апартаменты. Служанка-негр кошки (сильно похожая на хозяйку Тома, Мамочку-Два-Тапочка) открывает ему дверь и вешает его шляпу. Том млеет, увидев Тудлз, и, чтобы начать знакомство, преподносит ей Джерри в качестве подарка. Затем Том, пытаясь произвести ещё большее впечатление на довольную подарком Тудлз, проводит с ним серию издевательских трюков, включая превращение Джерри в негра и заставляя его танцевать на раскалённой тарелке. В перерыве между представлениями Джерри при помощи пепельницы отрубает Тому, пытающемуся поцеловать Тудлз, хвост. Том, не в силах сдержать боль, на полную мощность кричит на Тудлз и пытается найти Джерри, виновника случившегося. Тем временем мышонок повторяет ход из мультфильма «Springtime for Thomas» и посылает близлежащему помойному коту Бутчу отрывок от газеты Тома, где написано про Тудлз. Возбужденный и прочитавший заметку Бутч в буквальном смысле влетает в апартаменты Тудлз и сразу же принимается её целовать. Недовольный таким ходом дел Том привлекает к себе внимание Бутча и дает ему легкую пощёчину. Бутч же в ответ дает Тому такую затрещину, что тот пролетает через пол-комнаты и врезается в аквариум. Рассерженный Том при помощи веревки оттягивает близлежащий флагшток у окна и привязывает конец веревки к хвосту Бутча. Бутч быстро вылетает из окна на флагшток. После этого мы видим, как Тудлз угощала Тома конфетами, а впоследствии Бутч заставил его «проглотить» шар для боулинга, а затем шея Тома попала в пружину. При попытке Бутча поцеловать Тудлз правую руку Том подставляет ему мышеловку, которая защемила Бутчу рот. Между котами начинается борьба за сердце Тудлз, в ходе которой в дело идут самые подлые ходы. Незаметно, во время их борьбы интерес Тудлз к Джерри возрастает, так как он её поцеловал. Разъярённые коты пытаются загнать их нового соперника в угол, но терпят неудачу. После этого Том и Бутч внезапно видят из окна уезжающую машину Тудлз, в которой она целуется с новоиспеченным любовником — Джерри. |
| 056 | Джерри и золотая рыбка Jerry and the Goldfish | 3 марта    | Джерри заводит нового друга — рыбку Голди, живущую в аквариуме. Тем временем, Том слушает по радио кулинарное шоу шефа Франсуа. Франсуа рассказывает рецепт весьма вкусного рыбного супа. Том незаметно хватает аквариум и несется вместе с ним к духовке. Он ставит аквариум с рыбой на огонь, и начинает варить суп, затем он пытается пожарить рыбку в муке, потом на огне камина, и затем в тостере, но Джерри каждый раз спасает Голди, а Том пытается её отнять и приготовить её на обед. В конце концов Тому удаётся, закрыть Джерри в его норе и забрать рыбу. Мышонок выбирается из норы через электрические провода и видит, что Том вновь вернулся к идее приготовить рыбный суп. Немного обварив Голди, Том берет и кладет её возле себя, нарезая в кастрюлю овощи. Джерри заменяет морковь динамитом, Голди — на хвост Тома и убегает вместе с рыбкой. Том нарезав динамит и положив вместо Голди, свой хвост в кастрюлю, создаёт бомбу замедленного действия. Он в панике выбегает из дома и закрывает свой хвост дверью. «Бомба» взрывается, отправляя Тома, с частью входной двери в открытый космос. Джерри в ластах и акваланге, с Голди наблюдают за зрелищем из-за стекла аквариума. |
| 057 | Jerry's Cousin                                | 7 апреля   | Номинант на премию «Оскар» в категории «Лучший анимационный короткометражный фильм». |
| 058 | Sleepy-Time Tom                               | 26 мая     | |
| 059 | His Mouse Friday                              | 7 июля     | Серию редко показывают по телевидению из-за обвинений в расизме |
| 060 | Slicked-up Pup                                | 8 сентября | Данный мультфильм не вошёл в сборник «Tom & Jerry Classic Collection». |
| 061 | Nit-Witty Kitty                               | 6 октября  | |
| 062 | Cat Napping                                   | 8 декабря  | |

### 1952
| №   | Название             | Дата       | Примечания |
| --- | -------------------- | ---------- | --- |
| 063 | The Flying Cat       | 12 января  | |
| 064 | The Duck Doctor      | 16 февраля | |
| 065 | The Two Mouseketeers | 15 марта   | Мультфильм «мушкетёрской» серии. Шестой мультфильм цикла, получивший премию «Оскар» в категории «Лучший анимационный короткометражный фильм»:32. |
| 066 | Smitten Kitten       | 12 апреля  | Мультфильм-сборник, содержит сцены из Salt Water Tabby, The Mouse Comes to Dinner, Texas Tom и Solid Serenade.                                   |
| 067 | Triplet Trouble      | 19 апреля  | |
| 068 | Little Runaway       | 14 июня    | |
| 069 | Fit to be Tied       | 26 июля    | Сиквел серии The Bodyguard |
| 070 | Push-Button Kitty    | 6 сентября | Последнее появление Мамочки-Две-Тапочки |
| 071 | Cruise Cat           | 18 октября | Содержит сцены из Texas Tom |
| 072 | The Dog House        | 29 ноября  | |

### 1953
| №   | Название           | Дата       | Примечания |
| --- | ------------------ | ---------- | --- |
| 073 | The Missing Mouse  | 10 января  | Единственная серия, в которой композитором был Эдвард Пламб.                                                                                                   |
| 074 | Jerry and Jumbo    | 21 февраля | |
| 075 | Johann Mouse       | 21 марта   | Седьмой и последний мультфильм цикла, получивший премию «Оскар» в категории «Лучший анимационный короткометражный фильм»:32. В этой серии Джерри зовут Иоганн. |
| 076 | That’s My Pup!     | 25 апреля  | |
| 077 | Just Ducky         | 5 сентября | Данный мультфильм не вошёл в сборник «Tom & Jerry Classic Collection». Последнее появление полоски между глазами у кота Тома.                                  |
| 078 | Two Little Indians | 17 октября | |
| 079 | Life with Tom      | 21 ноября  | Мультфильм-сборник, содержит сцены из Cat Fishin’, The Little Orphan и Kitty Foiled.                                                                           |

### 1954
| №   | Название             | Дата       | Примечания |
| --- | -------------------- | ---------- | --- |
| 080 | Puppy Tale           | 23 января  | |
| 081 | Posse Cat            | 30 января  | Сиквел серии Texas Tom |
| 082 | Hic-cup Pup          | 17 апреля  | |
| 083 | Little School Mouse  | 29 мая     | Серия по сюжету похожа на Professor Tom |
| 084 | Baby Butch           | 14 августа | |
| 085 | Mice Follies         | 4 сентября | |
| 086 | Neapolitan Mouse     | 2 октября  | |
| 087 | Downhearted Duckling | 13 ноября  | |
| 088 | Pet Peeve            | 20 ноября  | Снят в формате CinemaScope (2.55:1) и классическом формате (1.37:1). Первое появление новых ирландских хозяев                                                                                              |
| 089 | Touché, Pussy Cat!   | 18 декабря | Мультфильм «мушкетёрской» серии. Снят в формате CinemaScope и классическом формате. Последний мультфильм цикла, номинированный на премию «Оскар» в категории «Лучший анимационный короткометражный фильм». |

### 1955
| №   | Название            | Дата        | Примечания |
| --- | ------------------- | ----------- | --- |
| 090 | Southbound Duckling | 12 марта    | Снят в формате CinemaScope и классическом формате. |
| 091 | Pup on a Picnic     | 30 апреля   | |
| 092 | Mouse for Sale      | 21 мая      | |
| 093 | Designs on Jerry    | 3 сентября  | |
| 094 | Tom and Chérie      | 10 сентября | Мультфильм «мушкетёрской» серии. Снят в формате CinemaScope. |
| 095 | Smarty Cat          | 15 октября  | Мультфильм-сборник, содержит сцены из Solid Serenade, Cat Fishin’ и Fit to be Tied. |
| 096 | Pecos Pest          | 12 ноября   | Последний мультфильм цикла «Том и Джерри», в создании которого принимал участие продюсер Фред Куимби. Последующие эпизоды будут продюсировать сами рёжиссёры Уильям Ханна и Джозеф Барбера. Первое появление Дядюшки Пекоса. |
| 097 | That’s My Mommy     | 19 ноября   | Снят в формате CinemaScope. Номинант на премию «Энни». |

### 1956
| №   | Название             | Дата       | Примечания                                                                                         |
| --- | -------------------- | ---------- | -------------------------------------------------------------------------------------------------- |
| 098 | The Flying Sorceress | 27 января  | Снят в формате CinemaScope.                                                                        |
| 099 | The Egg and Jerry    | 23 марта   | Ремейк мультфильма Hatch Up Your Troubles, снятый в формате CinemaScope.                           |
| 100 | Busy Buddies         | 4 мая      | Снят в формате CinemaScope. Данный мультфильм не вошёл в сборник «Tom & Jerry Classic Collection». |
| 101 | Muscle Beach Tom     | 7 сентября | Снят в формате CinemaScope. Номинант на премию «Энни».                                             |
| 102 | Down Beat Bear       | 21 октября | Снят в формате CinemaScope.                                                                        |
| 103 | Blue Cat Blues       | 6 ноября   | Снят в формате CinemaScope.                                                                        |
| 104 | Barbecue Brawl       | 14 декабря | Снят в формате CinemaScope и в звуковом оформлении Perspecta Stereo.                               |

### 1957
| №   | Название           | Дата       | Примечания |
| --- | ------------------ | ---------- | --- |
| 105 | Tops with Pops     | 22 февраля | Ремейк мультфильма Love That Pup, снятый в формате CinemaScope и Perspecta Stereo.                                  |
|     | Give and Tyke      | 30 марта   | Спин-офф «Тома и Джерри» с участием Спайка и Тайка. Снят в звуковом оформлении Perspecta Stereo.                    |
| 106 | Timid Tabby        | 19 апреля  | Снят в звуковом оформлении Perspecta Stereo.                                                                        |
| 107 | Feedin’ the Kiddie | 7 июня     | Ремейк мультфильма The Little Orphan, снятый в формате CinemaScope и Perspecta Stereo.                              |
|     | Scat Cats          | 26 июля    | Спин-офф «Тома и Джерри» с участием Спайка и Тайка. Снят в звуковом оформлении Perspecta Stereo.                    |
| 108 | Mucho Mouse        | 6 сентября | Снят в звуковом оформлении Perspecta Stereo. Джерри зовут Эль-Магнифико                                             |
| 109 | Tom’s Photo Finish | 1 ноября   | Снят в звуковом оформлении Perspecta Stereo. Данный мультфильм не вошёл в сборник «Tom & Jerry Classic Collection». |

### 1958
| №   | Название           | Дата      | Примечания                                                                                            |
| --- | ------------------ | --------- | --- |
| 110 | Happy Go Ducky     | 3 января  | Снят в формате CinemaScope и в звуковом оформлении Perspecta Stereo.                                  |
| 111 | Royal Cat Nap      | 7 марта   | Мультфильм «мушкетёрской» серии. Снят в формате CinemaScope и в звуковом оформлении Perspecta Stereo. |
| 112 | The Vanishing Duck | 2 мая     | Снят в формате CinemaScope и в звуковом оформлении Perspecta Stereo.                                  |
| 113 | Robin Hoodwinked   | 6 июня    | Снят в формате CinemaScope и в звуковом оформлении Perspecta Stereo.                                  |
| 114 | Tot Watchers       | 1 августа | Снят в формате CinemaScope и в звуковом оформлении Perspecta Stereo. Сиквел серии Busy Buddies        |

## 1961—1962: Мультфильмы Джина Дейча/Rembrandt Films
Мультфильмы производства Rembrandt Films. В кинотеатрах были выпущены компанией MGM.

### 1961
| №   | Название                                       | Дата       | Примечания |
| --- | ---------------------------------------------- | ---------- | --- |
| 115 | Switchin’ Kitten                               | 7 сентября | Камео Молниеносного. В конце Джерри в норке пародирует рык льва из заставки оригинальных MGM |
| 116 | Поедем на рыбалку Down and Outing              | 26 октября | Том отправляется со своим хозяином на рыбалку, а Джерри присоединяется к ним, швырнув удочкой в голову Тома, провоцируя его согнать из багажника машины. Тем не менее, Джерри удается прокрасться, пробравшись под машину, когда та останавливается на перекрестке, заходя через отверстие в полу багажного отделения, а затем пинает Тома так, что он падает из машины вниз головой на проезжую часть. Джерри насмехается над Томом, когда тот догоняет машину, но она останавливается перед красным сигналом светофора, а Том врезается в открытую дверь от багажника. Когда на светофоре загорается зеленый сигнал, автомобиль уезжает, после чего Том успевает запрыгнуть в движущуюся машину, чтобы поймать Джерри. Джерри удается ускользнуть из лап Тома, но тот хватает сковородку, чтобы ударить его, но промахивается, когда Джерри спрыгивает со спинки сиденья, заставляя самого Тома ударить своего хозяина по затылку. Хозяин, у которого лицо сразу же покраснело, поворачивается к Тому, чтобы взять у него сковородку и несколько раз настучать ему по голове. Тем не менее, сам хозяин только попадает в неприятности со стороны других водителей, от чего те на него ругаются. Джерри пробирается под сиденье хозяина и со всей силы нажимает на педаль газа, заставляя машину разогнаться так быстро, что спидометр выходит из строя. Хозяин, глядя вниз на руку Тома, полагает, что он виновник произошедшего и сердито наступает ему на руку, заставляя его закричать от боли и тем самым делает ее опухшей и красной. Джерри предлагает Тому лекарство из аптечки первой помощи. Том в ярости на Джерри за то, что он сделал виноватым в том, что разогнал машину до предельной скорости. Том пытается ударить Джерри своей опухшей рукой, но Том снова промахивается и от удара опухшая рука еще больше начинает болеть. Том гонится за Джерри уже на крыше машины, но он падает на крышку капота, тем самым помешав хозяину водить ее. Тогда разозленный хозяин останавливает машину, заставляя Тома вылететь на проезжую часть. Том видит, что его задняя часть горит огнем и приземляется в ближайшее озеро, чтобы погасить огонь, испаряя всю воду в этом озере. Том возвращается в машину, но хозяин, устав от его бесконечных выходок, хватает за шею и очень туго затягивает на него ремни безопасности, усадив на пассажирском сидении, чтобы избежать неприятных последствий. Том на этом не сдается и умудряется протиснуться через щель пассажирского сиденья, чтобы найти Джерри, который в этот момент использует аптечку, чтобы с помощью пластырей замаскировать один из ботинков хозяина под мышь. Когда машина наконец приезжает к берегу моря, Том хватает весло, чтобы ударить Джерри, как только увидит его. Когда хозяин выходит из машины, Том видит замаскированную «мышь», полагая, что это Джерри, но замаскированной «мышью» оказалась нога хозяина. От удара хозяин кричит и вскакивает от боли, ударившись головой об крышу машины, сделав в ней большую вмятину. Испуганный Том пытается убежать, но разъяренный хозяин ловит его на крючок своей удочкой и избивает (уже за кадром). Том вынужден нести неподъемный груз вещей на лодку в качестве наказания, не зная, что Джерри там прячется в корзине для пикника. Когда Том нерешительно загружает вещами лодку, но нахмуренный хозяин хвалит Тома за проделанную работу. Отплыв на лодке определенное расстояние от берега, Том видит Джерри в корзине и использует воздушный насос, чтобы высосать его из этой корзины в воду. В отместку Джерри заплывает под лодку и цепляет крючок от удочки Тома к ноге хозяина. Том, думая, что он поймал огромную рыбу, в итоге поймал хозяина, которого он случайно утопил. Радость Тома внезапно сменяется страхом, когда видит, что хозяин, вися вниз головой, крайне зол на него, но Том пытается вытереть покрасневшее лицо хозяина платком, чтобы загладить вину. Джерри, тем временем, наблюдает за процессом избиения Тома хозяином (за кадром), но уже сам обеспокоен страданиями кота от хозяина. Наконец, хозяин и Джерри радостно ловят рыбу. Том снова появляется, не только избитый, но еще и связанный в ведре для улова, чтобы он не смог вылезти из него. Всю рыбу, которую Джерри и хозяин поймали, они бросают в ведро прямо в лицо Тому в качестве наказания за попытку «утопить» хозяина в море. Финальная сцена нам показывает рыдающего Тома, который как раз сидит в ведре со связанными лапами в неудобной позе после неоднократных ударов рыбой в лицо. |
| 117 | Как это будет по-гречески It’s Greek to Me-ow! | 7 декабря  | Действие происходит в древнем городке Спарте. Тому и Джерри авторы пытаются доказать, что мир не медом намазан. Каждый раз испытываешь панику, когда видишь издевательства кота и мышонка друг над другом. Из-за мыши у кота показаны отрезанные ноги, капли крови и так далее. Между животными проводят турнир, где можно увидеть все приемы борьбы Джерри и Тома. Они кидаются копьями, пытаются сражаться. В результате страдает только кот. У него растут шишки на голове, из-за которых он застревает в колонне из мрамора. Но все же освобождается. Борьба между котом и мышью, кажется, никогда не закончится. |

### 1962
| №   | Название                      | Дата           | Примечания                           |
| --- | ----------------------------- | -------------- | ------------------------------------ |
| 118 | High Steaks                   | 23 марта       |                                      |
| 119 | Mouse into Space              | 13 апреля      |                                      |
| 120 | Landing Stripling             | 18 мая         |                                      |
| 121 | Calypso Cat                   | 22 июня        |                                      |
| 122 | Dicky Moe                     | 20 июля        | Пародия на Моби Дик                  |
| 123 | The Tom and Jerry Cartoon Kit | 10 августа     |                                      |
| 124 | Tall in the Trap              | 14 сентября    |                                      |
| 125 | Sorry Safari                  | 12 октября     | Последнее появление Клинта Клоббера. |
| 126 | Buddies Thicker Than Water    | 1 ноября       |                                      |
| 127 | Carmen Get It!                | 15 января 1963 |                                      |

## 1963—1967: Мультфильмы Чака Джонса/Sib Tower 12 Productions
Следующие 34 мультфильма были выпущены студией Sib Tower 12 Productions (позже названной MGM Animation/Visual Arts) в Голливуде, Калифорнии. Все мультфильмы были выпущены в кинотеатрах компанией Metro-Goldwyn-Mayer и спродюсированы Чаком Джонсом. Режиссёры каждого мультфильма указаны в примечаниях.

### 1963
| №   | Название         | Дата       | Примечания  |
| --- | ---------------- | ---------- | ----------- |
| 128 | Pent-House Mouse | 12 февраля | (Чак Джонс) |

### 1964
| №   | Название                          | Дата        | Примечания |
| --- | --------------------------------- | ----------- | --- |
| 129 | The Cat Above and the Mouse Below | 1 января    | (Джонс) |
| 130 | Is There a Doctor in the Mouse?   | 22 марта    | (Джонс, Морис Ноубл)                                                                                                 |
| 131 | Much Ado About Mousing            | 24 мая      | (Джонс, Нобл) В 131 серии активно используются элементы сюжета серии The Bodyguard. В 133 серии новая хозяйка у Тома |
| 132 | Snowbody Loves Me                 | 11 сентября | (Джонс, Нобл) В 131 серии активно используются элементы сюжета серии The Bodyguard. В 133 серии новая хозяйка у Тома |
| 133 | The Unshrinkable Jerry Mouse      | 6 декабря   | (Джонс, Нобл) В 131 серии активно используются элементы сюжета серии The Bodyguard. В 133 серии новая хозяйка у Тома |

### 1965
| №                     | Название                      | Дата        | Примечания                                                          |
| --------------------- | ----------------------------- | ----------- | ------------------------------------------------------------------- |
| 134                   | Ah, Sweet Mouse-Story of Life | 21 января   | (Джонс, Нобл) В 135 серии камео Молниеносного и Жёлтого Спайка      |
| 135 (план. в 1963 г.) | Tom-ic Energy                 | 7 марта     | (Джонс, Нобл) В 135 серии камео Молниеносного и Жёлтого Спайка      |
| 136                   | Bad Day at Cat Rock           | 26 апреля   | (Джонс, Нобл) В 135 серии камео Молниеносного и Жёлтого Спайка      |
| 137                   | The Brothers Carry-Mouse-Off  | 15 мая      | (Джим Пабиан, Нобл)                                                 |
| 138                   | Haunted Mouse                 | 30 мая      | (Джонс, Нобл)                                                       |
| 139                   | I’m Just Wild About Jerry     | 14 июня     | (Джонс, Нобл)                                                       |
| 140                   | Of Feline Bondage             | 2 августа   | (Джонс)                                                             |
| 141                   | The Year of the Mouse         | 30 августа  | (Джонс, Нобл) В 142 серии используется сцена из серии Tom-ic Energy |
| 142                   | The Cat's Me-Ouch             | 15 сентября | (Джонс, Нобл) В 142 серии используется сцена из серии Tom-ic Energy |

### 1966
| №   | Название                     | Дата       | Примечания |
| --- | ---------------------------- | ---------- | --- |
| 143 | Duel Personality             | 20 января  | (Джонс, Нобл) |
| 144 | Jerry, Jerry, Quite Contrary | 17 февраля | (Джонс, Нобл) |
| 145 | Jerry-Go-Round               | 3 марта    | (Эйб Левитоу) |
| 146 | Love Me, Love My Mouse       | 28 апреля  | (Джонс, Бен Уошам) |
| 147 | Puss ’n’ Boats               | 5 мая      | (Эйб Левитоу), Первое появление акулы Шарки. |
| 148 | Filet Meow                   | 30 июня    | (Левитоу) |
| 149 | Matinee Mouse                | 14 июля    | (Рэй, Том\Том Рэй) Мультфильм-сборник, содержит сцены из Love That Pup, The Flying Cat, Professor Tom, The Missing Mouse, Jerry and the Lion, The Flying Sorceress, Jerry’s Diary и The Truce Hurts. |
| 150 | The A-Tom-Inable Snowman     | 4 августа  | (Левитоу) Камео Молниеносного |
| 151 | Catty-Cornered               | 8 сентября | (Левитоу) Камео Молниеносного |

### 1967
| №   | Название                    | Дата        | Примечания |
| --- | --------------------------- | ----------- | --- |
| 152 | Cat and Dupli-cat           | 1 января    | (Джонс, Нобл) |
| 153 | O-Solar Meow                | 24 января   | (Левитоу) В 155 серии камео Коричневого Спайка |
| 154 | Guided Mouse-ille           | 3 февраля   | (Левитоу) В 155 серии камео Коричневого Спайка |
| 155 | Rock ’n’ Rodent             | 15 марта    | (Левитоу) В 155 серии камео Коричневого Спайка |
| 156 | Cannery Rodent              | 30 апреля   | (Джонс, Нобл) |
| 157 | The Mouse from H.U.N.G.E.R. | 7 мая       | (Левитоу) |
| 158 | Surf-Bored Cat              | 4 июня      | (Левитоу) |
| 159 | Shutter Bugged Cat          | 16 июня     | (Рэй) Мультфильм-сборник, содержит сцены из Part Time Pal, The Yankee Doodle Mouse, Nit-Witty Kitty, Johann Mouse, Heavenly Puss и Designs on Jerry. Данный мультфильм не вошёл в сборник «Tom & Jerry Classic Collection». |
| 160 | Advance and Be Mechanized   | 29 августа  | (Уошем) В 160 серии используется сцена из серии Guided Mouse-ille. 161 серия — сиквел серии The Cat's Me-Ouch |
| 161 | Purr-Chance to Dream        | 26 сентября | (Уошем) В 160 серии используется сцена из серии Guided Mouse-ille. 161 серия — сиквел серии The Cat's Me-Ouch |

## 2001: Мультфильм Hanna-Barbera/Turner Entertainment

### 2001
| №   | Название                       | Дата     | Примечания |
| --- | ------------------------------ | -------- | --- |
| 162 | Tom and Jerry: The Mansion Cat | 8 апреля | Предпоследний мультфильм цикла; выпущен студиями Hanna-Barbera и Turner Entertainment специально для канала Boomerang. Режиссёр Карл Тордж. Содержит сцены из серии Muscle Bitch Tom. Камео Спайка. Данный мультфильм не вошёл в сборник «Tom & Jerry Classic Collection». |

## 2005—2014: Мультфильмы Warner Bros. Animation

### 2005
| №   | Название         | Дата        | Примечания |
| --- | ---------------- | ----------- | --- |
| 163 | The Karate Guard | 27 сентября | Последний на сегодняшний день кинотеатральный мультфильм, в котором показаны звёзды «Том и Джерри». Режиссёры Джозеф Барбера и Спайк Брандт. Триквел серии The Bodyguard. Камео Бутча в роли истребителя мышей. Последний мультфильм цикла, номинированный на премию «Энни». |

2014
| №   | Название                               | Дата      | Примечание                                                                                              |
| --- | -------------------------------------- | --------- | --- |
| 164 | Tom and Jerry: A Fundraising Adventure | 7 октября | Двухминутный скетч, показанный в рамках британского благотворительного телемарафона «Children in Need». |

## Мультсериалы
| Русское название                          | Английское название           | Сезоны | Серий | Премьера         | Финал           | Сеть                                                                          |         |
| ----------------------------------------- | ----------------------------- | ------ | ----- | ---------------- | --------------- | ----------------------------------------------------------------------------- | ------- |
| Шоу Тома и Джерри                         | The Tom & Jerry Show          | 1      | 16    | 6 сентября 1975  | 13 декабря 1975 | ABC                                                                           |         |
| Том и Джерри. Комедийное шоу              | The Tom and Jerry Comedy Show | 1      | 15    | 6 сентября 1980  | 13 декабря 1980 | CBS                                                                           |         |
| Том и Джерри. Детские годы                | Tom & Jerry Kids Show         | 4      | 65    | 8 сентября 1990  | 10 декабря 1993 | Fox Kids                                                                      |         |
| Приключения Тома и Джерри                 | Tom and Jerry Tales           | 2      | 26    | 23 сентября 2006 | 22 марта 2008   | Kids' WB                                                                      |         |
| Шоу Тома и Джерри                         | The Tom and Jerry Show        | 5      | 117   | 9 апреля 2014    | 2 февраля 2022  | Cartoon Network (2014-16) Boomerang SVOD (2017-21) Cartoon Network App (2021) |         |
| Том и Джерри: специальные короткометражки | Tom and Jerry Special Shorts  | 1      | 2     | 20 феараля 2021  | 20 феараля 2021 | HBO Max                                                                       | HBO Max |
| Том и Джерри в Нью-Йорке                  | Tom and Jerry in New York     | 2      | 13    | 1 июля 2021      | 18 ноября 2021  |                                                                               |         |
| Том и Джерри играют                       | Tom and Jerry Play            | 1      | 14    | 11 ноября 2022   | н. в.           | Cartoon Network (Japan)                                                       |         |
| Том и Джерри в Сингапуре                  | Tom and Jerry in Singapore    | 1      | 7     | 7 августа 2023   | 9 декабря 2023  | Cartoon Network (Asia) HBO Go                                                 |         |

## Полнометражные мультфильмы
| №  | Русское название                      | Английское название                   | Дата выхода                                             | Примечание |
| -- | ------------------------------------- | ------------------------------------- | ------------------------------------------------------- | --- |
| 1  | Фильм                                 | The Movie                             | - 1 октября 1992 (Германия) - 30 июля 1993 (США)        | Хозяйка, которой принадлежит Том, собирается переехать из их дома, так как скоро его снесут для постройки небоскрёба. В момент переезда за ними увязывается Джерри и Том, в попытке избавиться от Джерри раз и навсегда, отстаёт от грузовика с вещами. Загнанный местным бульдогом в дом, Том проводит там остаток дня, но на следующий день его сносят. Вместе с Джерри, Том начинает скитаться по улицам в поисках приюта. В какой-то момент они встречают бездомного пса Паггси и его блоху-компаньона Фрэнки, которые пытаются убедить Тома и Джерри, что в их же интересах подружиться друг с другом, если они хотят выжить на улице. В то время как между Томом и Джерри возникает новый конфликт, Паггси и Фрэнки попадают в плен к ловцам собак. На Тома, пытавшегося поесть, нападает группа уличных котов, которых Джерри позже заманивает в канализационный люк. Блуждая, Том и Джерри встречают девочку-сиротку Робин Старлинг. Она рассказала им, что бежит из дома в Тибет. Её отец по слухам погиб в Тибетских горах, а мама скончалась, когда девочка была совсем маленькой. Теперь Робин живёт со своей тётей Фигг, от которой и бежит. Причина опеки Робин для тётушки Фигг — это деньги отца Робин, являющегося миллиардером. В этом ей помогает муж и адвокат Ликбут. Робин, Тома и Джерри возвращают к ним. Но Фердинанд, пёс тёти Фигг, разгромил кухню и свалил на них всю вину. Затем тётя Фигг получает неожиданное письмо — оказывается, на самом деле отец Робин жив. Она решает сжечь записку, но её крадёт Джерри, и они с Томом отправляются к Робин. Но Фигг и Фердинанд ловят их и отправляют к доктору Эплчику — ветеринару, живодёру и одновременно хозяину местных собаколовов. Том, Джерри и прочие звери сбегают из питомника, в котором оказались Друпи и первые встречные Тома и Джерри — Паггси и Фрэнки. Том и Джерри возвращаются к Робин и сообщают ей об отце. Втроём они сбегают и возвращаются к мосту, у которого познакомились. Там они находят маленький плот и уплывают. Они засыпают, но неожиданно попадают под корабль, расколовший плот на две части. Заснувшую на своем куске Робин находят попугай и моряк. Оказалось, что она попала в луна-парк капитана Кидди. Птицей оказался кукольный попугай-перчатка Сквок, обладающий своим разумом. В это время тётя Фигг назначает награду в миллион долларов за возврат Робин. Объявление — на пакетах с молоком. Один такой уже есть у капитана Кидди. Сквок узнаёт Робин и сообщает Кидди об этом. Капитан звонит тёте Фигг и вызывает её. Том и Джерри тоже нашли пакет с объявлением и медальон Робин, который она потеряла. Капитан Кидди оставляет Робин на чёртовом колесе, а сам засыпает. Том и Джерри находят Робин и пытаются поймать капитана на удочку буквально, но безуспешно. Робин всё же спаслась с колеса, увернувшись от нападения пособников Эплчика и вся троица уплывает на катере прочь. Тётя Фигг с Ликбутом и Фердинандом, Кидди и Эплчик пытаются их поймать, но в силу складывающихся обстоятельств Кидди и Эплчик терпят поражение. В ходе погони Ликбут догадывается, куда направилась беглая троица и вместе с Фигг они решают устроить там засаду. Том и Джерри не успели спасти Робин. Из-за неуклюжести Фигг и Ликбута разбивается керосиновая лампа, что приводит к пожару, в ходе которого Робин благодаря Тому и Джерри выбирается на крышу. Фигг с Ликбутом, по вине их пса Фердинанда падают с террасы дома в катер капитана Кидди и тот, потеряв управление, уносит преступников дальше по реке. И вдруг на вертолёте прилетает отец Робин, который спасает её. Том и Джерри оказались похоронены под обломками дома, но уцелели. При этом Том проболтался, что Джерри для него лучший друг и незамеченный Джерри отговорил его от установки мышеловок. Об их подвиге написали все газеты, одна из которых попала в руки Паггси и Фрэнки, а сами Том и Джерри остаются жить у Робин. Но мирно они вели себя недолго… |
| 2  | Волшебное кольцо                      | The Magic Ring                        | - 12 ноября 2001 (Великобритания) - 12 марта 2002 (США) | Том назначен ответственным за волшебное кольцо, которое принадлежит его хозяину, молодому волшебнику. Но вы и представить себе не можете, в какой ужас пришел кот, когда кольцо застряло на голове у малыша Джерри. Более того, мышонок прямо с кольцом на своей ушастой голове и отправился прогуляться в город! И еще до того, как вы успеете произнести «абракадабра», весь город бросится в погоню за нашими героями, кольцо-то ведь - волшебное! Драгоценное колечко начинает вытворять всевозможные чудеса, добавляя хлопот нашей неугомонной парочке. Словом, Тому и Джерри предстоит пережить самое удивительное и непредсказуемое приключения за их мультипликационную карьеру. |
| 3  | Полёт на Марс                         | Blast Off to Mars                     | 18 января 2005                                          | Как обычно, Том гонится за Джерри — преследуя его через весь город, пока они не попадают в «Международную космическую базу», где астронавты Базз Блистер и Бифф Баззард готовятся к полету на Марс. Во время пресс-конференции Том и Джерри оказываются на сцене, и кота сначала принимают за инопланетянина из-за того, что он измазался в зелёной краске за кулисами. Разобравшись, сотрудники базы пытаются поймать кота и мышь, но им удаётся выгнать только Тома. Во время тестирования сублимированной еды Джерри опрокидывает бутыль с водой, из-за чего раздувшаяся пища разлетается по всему помещению. Теперь сотрудники пытаются поймать Джерри, однако, решив, что поймать его сможет только Том, они впускают кота на базу и дают ему задание разобраться с Джерри. Во время погони герои случайно попадают на ракету и отправляются на Марс. Там их забывают астронавты, которые возвращаются на Землю, и вскоре после этого появляются марсиане: зелёная инопланетянка по имени Пип, собака Убу и ещё трое инопланетян, которые забирают Джерри в свое логово, где его принимают за «Великого Глопа». После череды неурядиц и откровения, что Джерри — не Великий Глоп, Том, Джерри и Пип угоняют летающую тарелку, чтобы вернуться на Землю и предупредить всех о возможном вторжении марсиан. Героям удается отразить нападение инопланетян, но на Землю после марсиан прибывает гигантский оранжевый робот-пылесос по имени «Инвинс-а-трон» и начинает засасывать всех людей в свой мешок. Совместными усилиями Тому, Джерри и Пип удаётся остановить робота, используя косточку Спайка, которую забрасывают внутрь головы пылесоса, таким образом выведя его из строя. В награду за победу над инопланетянами и роботом, президент США вручает Тому и Джерри ключи от автомобиля Hummer, но внезапно на церемонию награждения верхом на отремонтированном роботе-пылесосе врывается Спайк, чтобы отомстить героям за отобранную косточку. Пип подбирает на летающей тарелке Джерри, а Тому приходится самостоятельно спасаться от преследования разозленного пса. |
| 4  | Быстрый и бешеный                     | The Fast and the Furry                | 11 октября 2005                                         | Том и Джерри принимают участие в гонках в надежде получить суперприз - шикарный особняк! Но даже во время гонки не перестают гоняться друг за другом, устраивая ловушки. Мультфильм «Том и Джерри: Быстрый и бешеный» (2005) – это захватывающее приключение, которое переносит известных персонажей в мир высоких скоростей и безумных гонок. Том и Джерри становятся конкурентами на захватывающем гоночном турнире, где каждый из них стремится первым пересечь финишную черту. Наполненный юмором, динамизмом и фирменными трюками, мультфильм обеспечивает бесконечные забавы для всей семьи. Великолепная анимация, яркие красочные пейзажи и захватывающие гонки делают этот мультфильм незабываемым. Не пропустите шанс погрузиться в мир бесконечного веселья вместе с Томом и Джерри в их новом приключении! Главные герои мультфильма – легендарные кот Том и мышонок Джерри, вся жизнь которых проходит в бесконечных погонях: кот догоняет, мышка – убегает от него. Однажды они устраивают свою погоню в хозяйском особняке, а, как известно, когда они заняты погоней – они не замечают ничего вокруг. Вот и в этот раз они чересчур увлекаются и случайно разрушают хозяйский особняк, оставив от него одни обломки. Том и Джерри понимают, что теперь им несдобровать. Как раз в это время они узнают об автомобильных гонках, которые проводятся в городе. Победитель этих гонок получит суперприз – новенький особняк. Теперь главным героям мультфильма приходится на время забыть о своём извечном противостоянии и объединиться ради важной цели – победы в гонках. Они успешно достают автомобиль и записываются на гонки, но они и не догадываются, что победить в них будет так сложно. Кроме того, в гонки записалось слишком много участников, среди которых есть и хитроумный и коварный злодей, и старушка, и гениальный учёный. Кроме того, помешать победе может то, что Том и Джерри продолжают конфликтовать между собой. Тем не менее, их страшит скорый приезд хозяев особняка, поэтому они приступают к участию в гонке. |
| 5  | Трепещи, Усатый!                      | Shiver Me Whiskers                    | 22 августа 2006                                         | Парк развлечений «Город сказок» находится в не лучшем положении. Смерть его основателя, отца юного Джека, привела сказочный мир к упадку. Думающий только о деньгах богач мистер Бигли желает заполучить его, и Джеку нужно найти способ спасти наследие отца от обезумевшего капиталиста. Том и Джерри — одни из последних обитателей парка. Чтобы сохранить свой дом, они должны позабыть вечный конфликт и помочь Джеку в его путешествии в волшебную страну — спасти парк поможет только чудо. К счастью, чудеса бывают. Особенно, если им помочь произойти, приложив старания и веру. |
| 6  | История о Щелкунчике                  | A Nutcracker Tale                     | 2 октября 2007                                          | Мышонок Джерри мечтает выступить на сцене оперного театра. Неожиданно его мечта исполняется. Он оказывается в загадочном королевстве, где находит новых друзей. Во время танца с балериной из музыкальной шкатулки появляется кот Том со своими котами и похищает балерину. Лидер котов становится правителем королевства. Теперь мышонку Джерри предстоит со своими новыми друзьями освободить королевство. Узнав об этом, лидер котов поручает Тому помешать Джерри. |
| 7  | Шерлок Холмс                          | Tom and Jerry Meet Sherlock Holmes    | 27 августа 2010                                         | В Лондоне происходит серия краж драгоценностей. Знаменитый английский сыщик Шерлок Холмс решает разгадать эту загадку. При этом под ногами у него путаются Том и Джерри, которые случайно встретились на улицах Лондона. В результате долгих расследований они берут в свою команду местную певичку Рэд, которую полиция несправедливо считает виновной в преступлении. Но так случилось, что Шерлок Холмс и его помощник доктор Ватсон заходят в тупик, а Том, Джерри, Рэд и присоединившийся к ним кузен Джерри Таффи расследуют преступление своими силами. Найдя преступника, они попадают в ловушку, но тут появляется понявший всё Шерлок Холмс и сражается с преступником. Им оказывается старый враг сыщика профессор Мориарти. В результате злодей падает в реку, а Шерлок спасается сам и спасает обнаруженные драгоценности. И тут снова начинается погоня… |
| 8  | Том и Джерри и Волшебник из страны Оз | Tom and Jerry and the Wizard of Oz    | 23 августа 2011                                         | Тётя Эм просит Тома и Джерри присмотреть за Дороти. Во время урагана Том и Джерри переносятся в страну Оз на дорогу из жёлтого кирпича. От Таффи они узнают, что Дороти и Тотошка уже отправились по дороге, и отправляются следом. По дороге они втроём спасают Дороти и её новых друзей от камнепада, устроенного Злой Западной Ведьмой. Волшебник соглашается исполнить их желания, если ему принесут метлу Ведьмы. В её замке стража Ведьмы загоняет Дороти, Тотошку, Льва, Страшилу и Дровосека в угол. Ведьма поджигает Страшилу. Том, Джерри и Таффи приносят ведро воды и обливают Страшилу, а заодно и Ведьму. Ведьма тает, но Волшебник отказывается исполнить желания. Джерри обнаруживает человека за занавеской и с помощью Тома раскрывает его. Когда Дороти возвращается домой, то ей никто не верит, кроме Тома и Джерри, которые подтверждают её слова. |
| 9  | Робин Гуд и мышь-весельчак            | Robin Hood and His Merry Mouse        | 28 сентября 2012                                        | Он грабил богатых, раздавал награбленное бедным, а теперь ему отчаянно нужна помощь Тома и Джерри! Знаменитый разбойник Робин Гуд попал в лапы злого шерифа Ноттингемского, а возлюбленной Робина, деве Мэриан, грозит серьезная опасность со стороны алчного принца Джона. Сумеют ли заклятые враги Том и Джерри на время забыть о своей вражде, чтобы спасти положение? В новом полнометражном мультипликационном фильме любимая многими средневековая сказка обрела новое прочтение. Динамичный сюжет, опасные трюки, залихватские песни, и, конечно, всеобщие любимцы, воитель Томас и маленький разбойник Джерри. Один за всех и все за одного в самой бесшабашной и удивительной истории из всех, что когда-либо происходили в Шервудском лесу. |
| 10 | Гигантское приключение                | Tom and Jerry’s Giant Adventure       | 6 августа 2013                                          | В этом мультфильме Том и Джерри - одни из последних зверушек, оставшихся в парке развлечений «Город сказок». Здесь «мечты оживают, если ты веришь в это». Мальчик Джек хочет спасти парк от рук жадного миллиардера и вместе со своими верными друзьями - котом и мышонком - решает продать своего бычка за пригоршню волшебных бобов. Забравшись по гигантскому бобовому стеблю за облака, они попадают в волшебную страну. Там правит злой и голодный великан, и живут сказочные герои: Друпи, Спайк и даже Матушка Гусыня. Смогут ли Том и Джерри помириться друг с дружкой ради того, чтобы спасти «Город Сказок»? |
| 11 | Потерянный дракон                     | The Lost Dragon                       | 4 сентября 2014                                         | Всеми любимая парочка - кот и мышь -вернулись в этой волшебной сказке! А вместе с ними - и песни, веселье и магия. Приключение наших героев начинается с того, что они находят странное яйцо, которое было украдено у огромного огнедышащего дракона! Вскоре из яйца вылупляется малыш Паффи и решает, что Том - это его мама. Настоящая мама-дракониха хочет вернуть своего драконёнка, но не она одна - за малышом охотится ведьма Дризельда! С помощью волшебных союзников и зверей Тому и Джерри предстоит остановить ведьму и вернуть детёныша его маме. Вас ждёт магия, сражения и, конечно же, море веселья! Смогут ли друзья помочь героям этой сказки, будет ли у неё счастливый финал? Отправьтесь в это увлекательное путешествие всей семьёй и сами узнаете! |
| 12 | Шпионские игры                        | Spy Quest                             | 23 июня 2015                                            | Ещё один день на пляже для проблемной парочки, пока Том и Джерри не сталкиваются со шпионами Джонни Квестом, Хаджи и Бандитом. Когда давний враг семьи Квестов, доктор Зин, узнаёт о том, что у Бентона Квеста есть орудие решения энергетических проблем мира, он посылает армию злобных кошек украсть его и взять в плен Бентона вместе с охранником Рэйсом Бэнноном. Джонни и его новые пушистые друзья отправляются на опасные поиски отца в попытке спасти мир! |
| 13 | Возвращение в Оз                      | Back to Oz                            | 21 июня 2016                                            | Вскоре после того, как Дороти, Тото, Том и Джерри вернулись в Канзас, в стране Оз вновь случилась беда. Нашествие коварных номов и их короля сорвало праздник в Изумрудном городе. Король номов вознамерился захватить власть и поработить всех жителей. А ещё ему не дают покоя волшебные рубиновые туфли Дороти, которые он жаждет заполучить. Но её верные друзья – Страшила, Железный Дровосек и Лев – успели предупредить Дороти, и теперь всем им предстоит спасти волшебную страну. |
| 14 | Вилли Вонка и шоколадная фабрика      | Willy Wonka and The Chocolate Factory | 27 июня 2017                                            | Том и Джерри встречаются с Чарли Бакетом - мальчиком, который находит один из пяти золотых билетов, скрытых внутри обёрток шоколадных батончиков Вонка. Тех немногих счастливчиков, которые находят золотой билет, приглашают посетить всемирно известную шоколадную фабрику Вилли Вонки и получить пожизненный запас шоколада. Фабрика Вилли Вонки изготавливает самый вкусный шоколад во всём городе. На каждой перемене школьники бегают к продавцу конфет в поисках лучшего лакомства. Тем временем, Джерри и Том, как всегда, выясняют отношения на улице. Они оба ужасно голодны. Им пришлось подраться друг с другом из-за маленького кусочка сыра, который они в итоге упустили. Разгневанный Том уже собрался было съесть мышонка, как его за этим занятием застал добрый маленький газетчик Чарли Баккет. Чарли спас мышонка и решил накормить двоих несчастных хлебом, который он купил для своей семьи и нёс домой. Джерри и Том в одну секунду проглотили угощение. Увидев витрину с лакомствами Вонки, Чарли стал грустным и рассказал своим новым друзьям, что он на всём экономит, потому что мечтает когда-нибудь купить заветную плитку любимого шоколада. Попрощавшись с котом и мышонком, Чарли отправился домой, ведь там его ждала огромная семья. Он рассказал своим близким, что на зарплату купил два хлебных батона, но один отдал своим новым голодным товарищам. Тем временем, мышонка Джерри и кота Тома объединила общая задача. Они решили помочь доброму мальчику Чарли и стали играть на музыкальных инструментах и плясать на улице, намереваясь таким образом заработать денег на шоколадку для Чарли Баккета. |
| 15 | Том и Джерри                          | Tom and Jerry                         | 26 февраля 2021                                         | После бесчисленных лет конфликта Кот Том и Мышонок Джерри переезжают в Нью-Йорк, чтобы начать всё сначала. Том, мечтающий стать пианистом, играет в Центральном парке, притворяясь слепым для привлечения зрителей, пока Джерри ищет себе новый дом. Во время одного из выступлений Тома Джерри вступает с ним в драку, которая заканчивается тем, что пианино Тома ломается, Джерри убегает, а Том сталкивается с бандой уличных кошек во главе с Бутчем. |
| 16 | Бравые ковбои                         | Cowboy Up                             | 25 января 2022                                          | Непримиримые соперники на Диком Западе собирают отряд ради спасения одного маленького, но гордого ранчо. Местный земельный магнат уже скупил все окрестные земли и теперь готов на всё, чтобы отобрать семейное ранчо у бедной скотницы. Но на счастье бравые ковбои Том и Джерри оказались поблизости и не позволят обмануть бедную девушку. Для того, чтобы победить жадного землевладельца и его свиту, неразлучная парочка даже готова на время забыть о своих разногласиях и объединить усилия. Изобретательный Джерри по такому случаю проводит краткий курс молодого бойца трём своим подросшим племянникам, а Том мобилизует отряд местных луговых собачек. Когда эти закаленные в боях, упрямые и находчивые герои в седле, ни у кого не остается сомнений, что ранчо в надёжных руках! |
| 17 | Страна снеговиков                     | Snowman’s Land                        | 15 ноября 2022                                          | С помощью магии в воздухе Джерри и его племянник Таффи делают снежную мышь, которая чудесным образом оживает. Чтобы их новый друг, снежный мышонок Ларри, не растаял, Таффи и Джерри должны добраться с ним до легендарной деревни Снеговика. |